# SK Slavia Praha
SK Slavia Praha (celým názvem: Sportovní klub Slavia Praha) je český profesionální fotbalový klub, který sídlí v pražských Vršovicích. Slavia je historicky druhý nejúspěšnější český fotbalový tým, získala 22 titulů z československé a české ligy. Jedenáctkrát se stala vítězem domácího poháru a v roce 1938 vyhrála Středoevropský pohár (Mitropa Cup), předchůdce současných evropských pohárů. Několikrát účinkovala v Lize mistrů UEFA a během více než 130leté historie klubu v jeho dresu působila řada reprezentantů. Klubové barvy jsou červená a bílá.
Od roku 1953 (s několika krátkými přestávkami) hraje domácí zápasy v Praze 10 – Edenu; do roku 2000 na původním stadionu, který byl poté zbořen a na jeho místě byl v roce 2008 otevřen nový stadion Fortuna Arena s kapacitou 19 370 míst.
Mezi nejslavnější hráče klubu patří Jan Košek, František Plánička, Antonín Puč, František Svoboda (poslední tři jmenovaní stříbrní medailisté mistrovství světa 1934), Josef Bican, Jan Lála (stříbrný medailista mistrovství světa 1962), František Veselý (mistr Evropy 1976), Pavel Kuka, Vladimír Šmicer a Milan Škoda. S největším historickým rivalem AC Sparta Praha sehrává utkání nazývané Pražské derby. S týmem Bohemians Praha 1905 sehrává Slavia utkání nazývané Vršovické derby.

## Symboly klubu

Slávistická vlajka

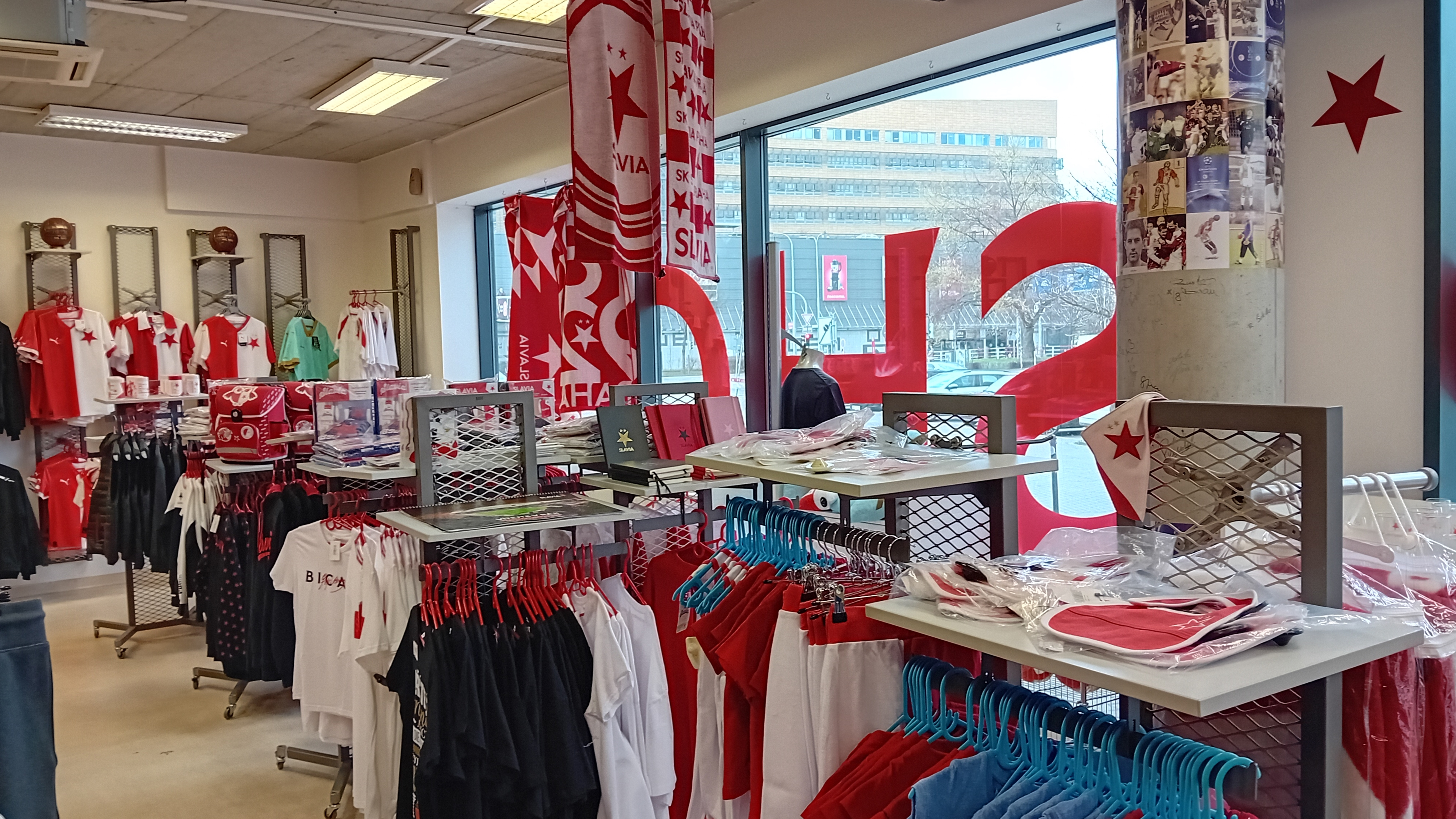
Fanshop

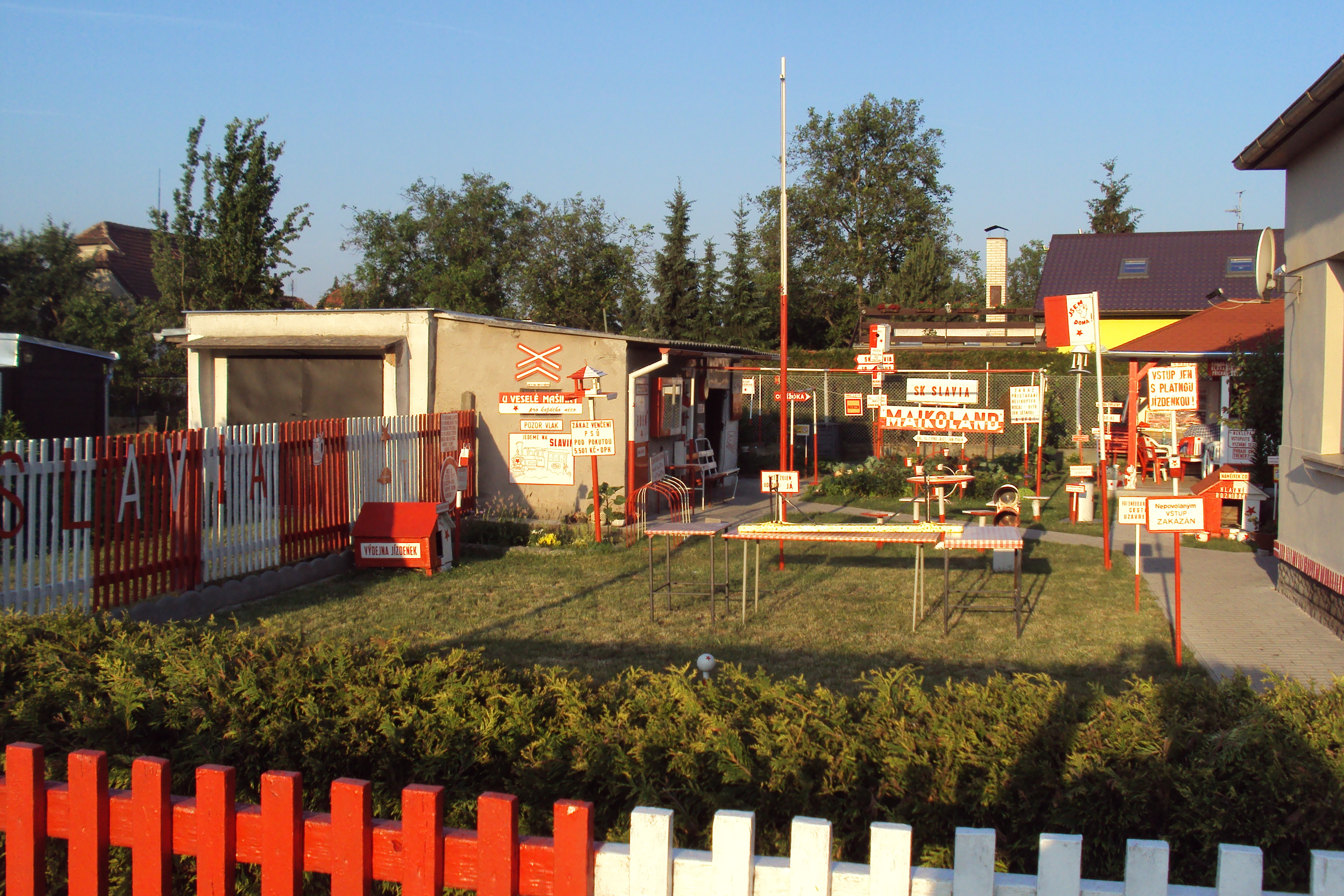
Zahrada RD u fandy Slavie

Tradičními barvami klubu jsou červená a bílá, která je doplněná o červenou pěticípou hvězdu obrácenou cípem dolů.

### Název
Význam výrazu „Slavia“ je alegorie panslavismu, tedy všeho slovanského. Název „Slavia“ vznikl z latinského termínu označujícího ve středověké literatuře území obývané Slovany (Slawi, Slavi).
Slovo „Slavia“ se v pojmenování klubu nevyskytovalo v letech 1953–1964, kdy nesl název Dynamo Praha.

### Klubové barvy a znak
- Na první výborové schůzi roku 1895 byly odsouhlaseny klubové slovanské barvy červená a bílá (identické s barvami zemské vlajky) s odůvodněním, že:
  - Bílá barva je čistota sportovní myšlenky a čestného boje, kde protivník není nepřítel, ale uznávaný soupeř.
  - Červená barva je symbolem srdce, které vkládáme do svých zápasů.
- Hvězda v bílém poli představuje stále novou naději, která povznáší mysl a sílí ducha i v chmurných obdobích nezdaru a neúspěchu.
- Dvě odlišné sešívané poloviny ukazují, že žádný člověk, žádná věc nemají jen jednu stránku a že je nutno nalézt soulad mezi vůlí a citem, mezi silou a technickou jemností, mezi nadšením a zklamáním, mezi sluncem a stínem. A veselá nápadnost tohoto spojení svědčí o tom, že se sport musí provozovat s upřímnou radostí a že musí všem na hřišti i za bariérami přinášet radost a uspokojení. Ke kroji-dresu příslušela na počátku i červená čapka.
- V roce 2022 klub představil novou vizuální identitu v čele s novým klubovým logem. Tím je červená hvězda, která se na dresu nachází od samého počátku a dvě malé zlaté hvězdičky, které symbolizují sportovní úspěchy, přičemž a jedna hvězda znamená deset titulů.

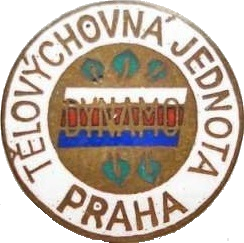
1954
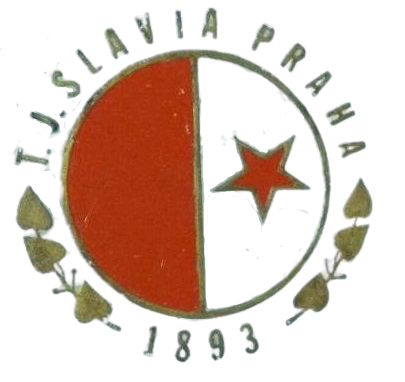
1978
1996
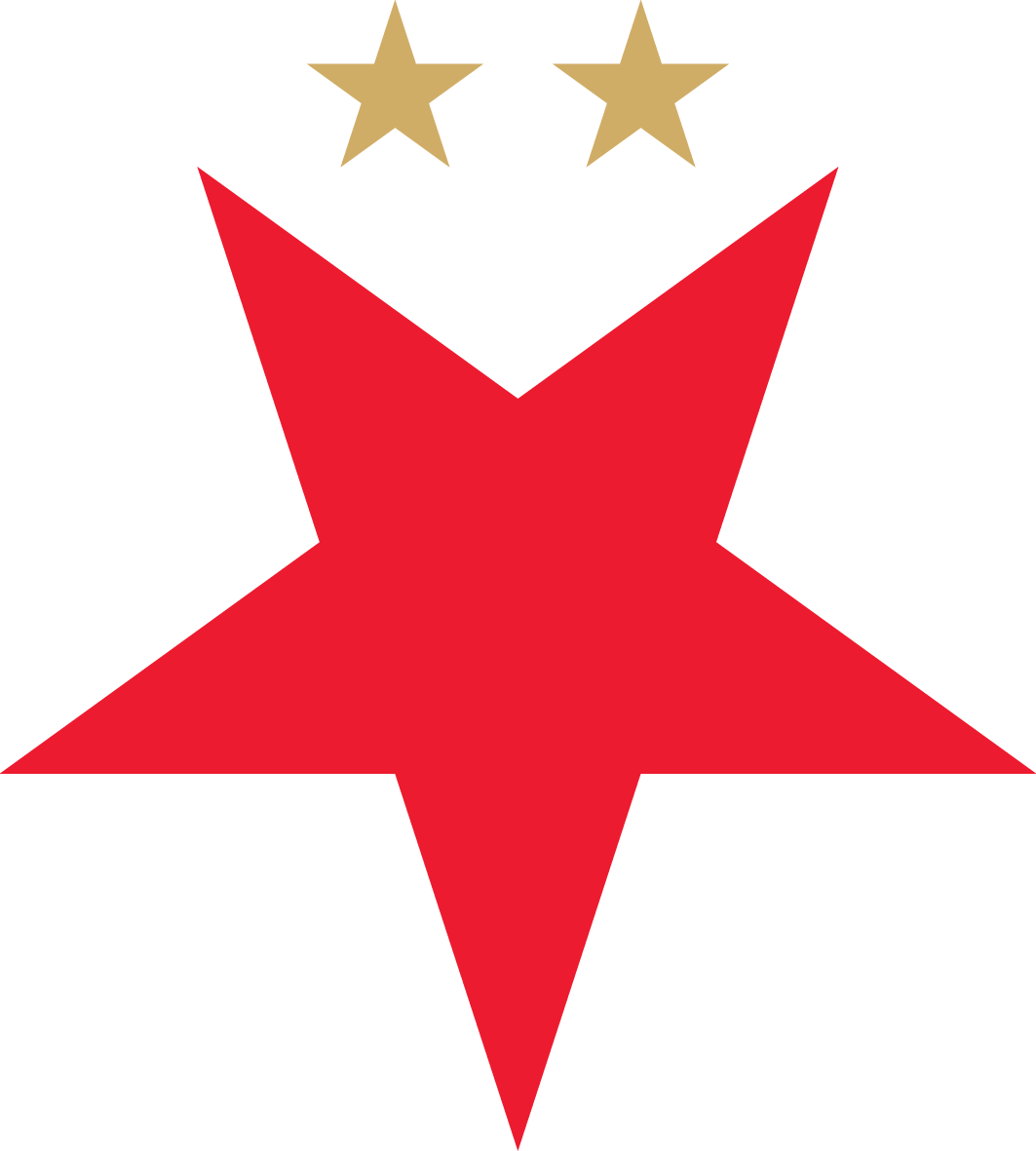
2022

### Fanoušci
Odbor přátel Slavie vznikl roku 1964 a je nejstarším fanouškovským hnutím v ČR. V roce 2020 evidoval přes 130 oficiálně zaregistrovaných odboček, počet členů dosáhl skoro 6 000.

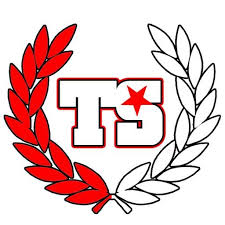
Znak Tribuny Sever

Název fanouškovské základny je Tribuna Sever. V minulosti[kdy?] měla družbu s Górnikem Wałbrzych, v současné době udržuje přátelství s radikálními fanoušky Zagłębie Sosnowiec.[zdroj?]
Fanoušci na Tribuně Sever v každém zápase představují nápaditými choreografiemi. Sever Ultras World chorea slávistických fanoušků za nejlepší na světě za rok 2024.

### Dresy klubu
Původní dres Slavie je stejně starý jako tým, který jej nosí. Tým v něm totiž nastupuje již od historicky prvního zápasu z 25. března 1896. Celý tým včetně brankáře v něm nastoupil v sešívaném dresu z pravé poloviny červeném (z pohledu nositele) a z levé poloviny bílém. Na bílém poli byla posazena velká červená pěticípá hvězda otočená vzhůru. Tehdy byl součástí úboru dokonce i červený baret.
Tento dres se zachoval až do dnešních dnů. Během let se měnil pouze materiál na modernější a měnila se i velikost červené hvězdy umístěné na srdci. Slovanskou kombinaci barev nezakázali ani Němci za druhé světové války. Existuje však jedno období, kdy se dres měnil. Bylo to po roce 1953, kdy byl součástí opatření komunistického režimu proti Slavii i zákaz tradičního dresu. Následovala pak celá řada různých kombinací včetně modré, bílé a žluté barvy. Návrat tradičního dresu proběhl za nevole režimu 2. dubna 1956. Od tohoto data je dres již pouze červeno-bílý.
Domácí dres je po celém světě symbolem klubu. Vzhled venkovního dresu se v posledních letech často měnil. Níže jsou uvedené některé použité kombinace.

## Historie

### Vznik klubu
Klub vznikl v době rozmachu českého národnostního cítění. U zrodu stála snaha vysokoškolského vlasteneckého sdružení Literární a řečnický spolek Slavia, které chtělo přilákat více studentů ke sportu. Na valné hromadě spolu dne 2. listopadu 1892 ve Vodičkově ulici v Praze byl založen sportovní odbor ACOS (Akademický cyklistický oddíl Slavia). O 2 týdny se na druhé straně Vltavy v Praze vytvořil rival.

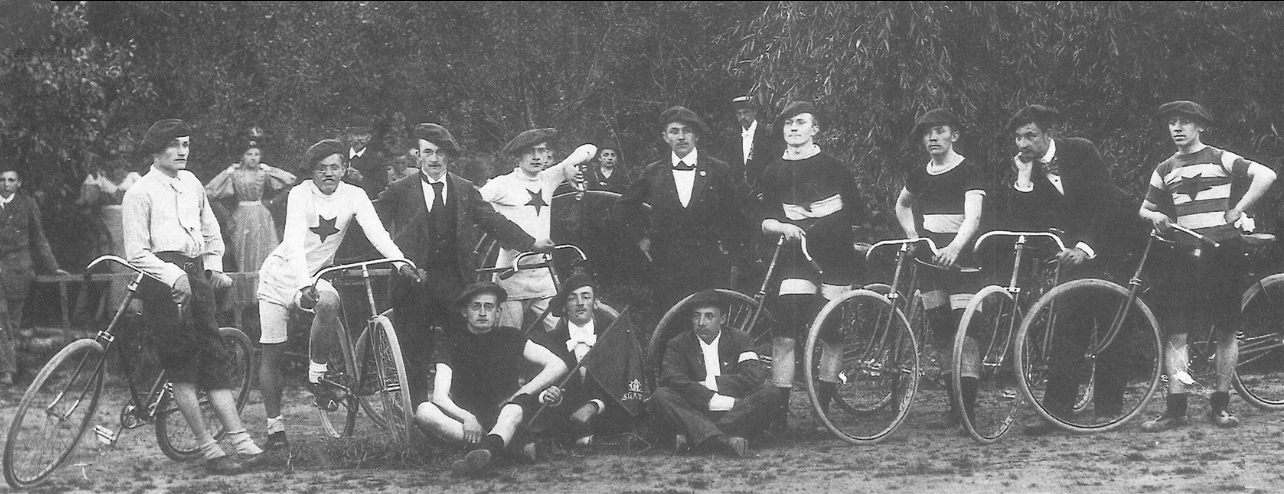
Jaroslav Hausmann je v baretu uprostřed.

Dne 23. listopadu 1892 byl předsedou tohoto odboru zvolen lékař Václav Kubr. Odbor se věnoval v počátcích cyklistice, avšak v roce 1894 byl celý spolek Slavia pro údajnou protirakouskou činnost policejně rozpuštěn. Dne 31. května 1895 byl z popudu medika Jaroslava Hausmana založen „Sportovní klub Slavia“, který se stal nástupcem ACOS. Jeho prvním starostou se stal Karel Ankrt.[zdroj?] K cyklistice přibyly další sporty včetně fotbalu.
Brzy poté se slovanské barvy – červená a bílá – staly oficiálními barvami klubu, k nim byla přidána červená pěticípá hvězda směřující hrotem dolů, která měla symbolizovat naději i v čase nezdaru. Oficiálním dresem se stalo tričko s červenou a bílou polovinou, na polovině bílé s onou hvězdou. První trénink se konal v listopadu 1895 na Císařské louce. V počátcích hrála Slavia pouze tréninkové zápasy. Neměla vlastní stálé hřiště, hrálo se na různých místech v Praze. Kádr tvořili převážně studenti středních škol.

### Počátek století a první světová válka

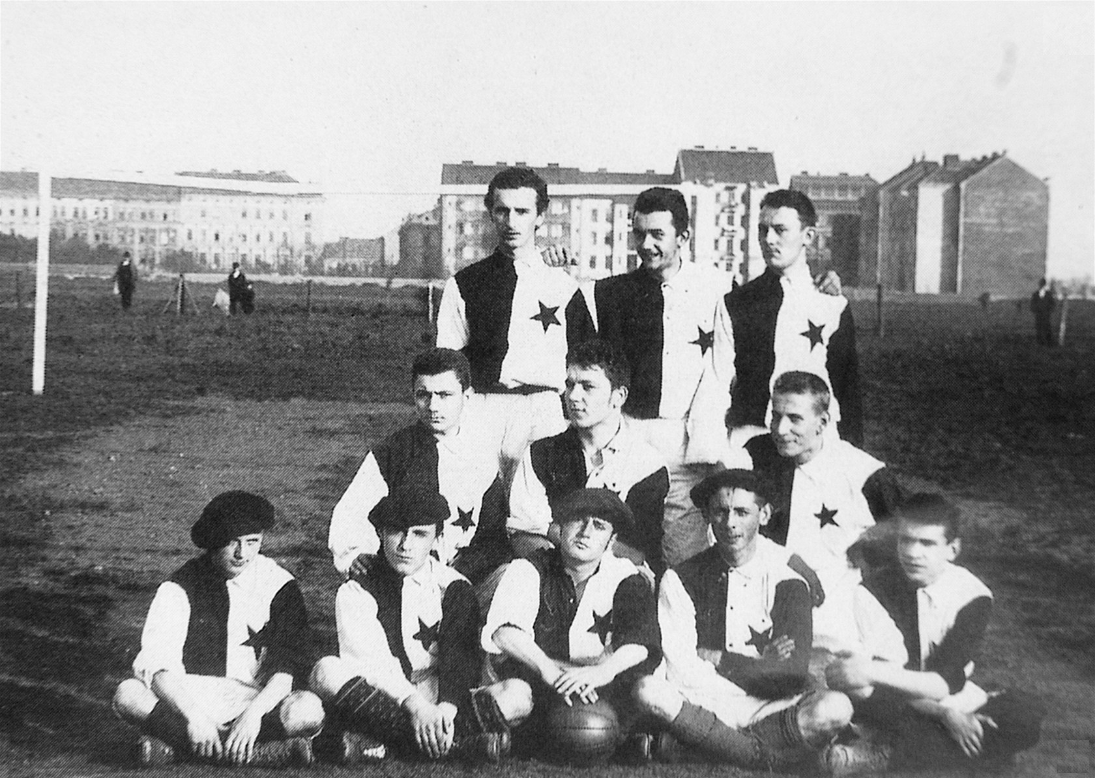
Mužstvo SK Slavie v roce 1896.

První zápasy sehrála Slavia 25. března 1896 v rámci turnaje na Císařské louce. Tým AC Praha porazila 6:0. Dalším zápasem se stalo historicky první derby pražských „S“ (Sparta-Slavia). Sparta dosáhla branky, ale rozhodčí (byl jím známý popularizátor sportu Josef Rössler-Ořovský) se ji po zápase rozhodl neuznat pro neregulérnost, a tak zápas skončil bezbrankovou remízou.
Klub se brzy stal dominantním na české fotbalové scéně. Mezi lety 1896–1902 vyhrál šest z devíti ročníků neoficiálního Mistrovství Čech. Většinu klubů z Čech porážel vysokým rozdílem. Například jeho velký rival AC Sparta Praha dokázal zvítězit až v 7. vzájemném utkání (dnes nazývaném Pražské derby). Rivalitu mezi Spartou a Slavií prohloubil incident z podzimu 1896, kdy se na vzájemný zápas dostavilo na základě anonymního udání několik středoškolských profesorů a zakázalo hráčům Slavie, kteří byli středoškolskými studenty, se zápasu zúčastnit. Pisatel udání nebyl nikdy zjištěn, funkcionáři Slavie podezírali z autorství příznivce Sparty a Slavia několik let odmítala se Spartou hrát. Soupeřů v této době bylo málo, například v roce 1898 se mistrovství zúčastnily pouze dva týmy – Slavia porazila tým AC Praha. Následující dva roky ji stačilo mistrovskému titulu porazit svůj vlastní rezervní tým. V roce 1897 získala Slavia prostor pro své domácí zápasy, a to na Letné. Nejprve sídlila v severozápadní části pláně (při dnešní ulici Milady Horákové), později se přestěhovala na opačný konec pláně, k dnešnímu technickému muzeu, kde si zřídila malou klubovnu.

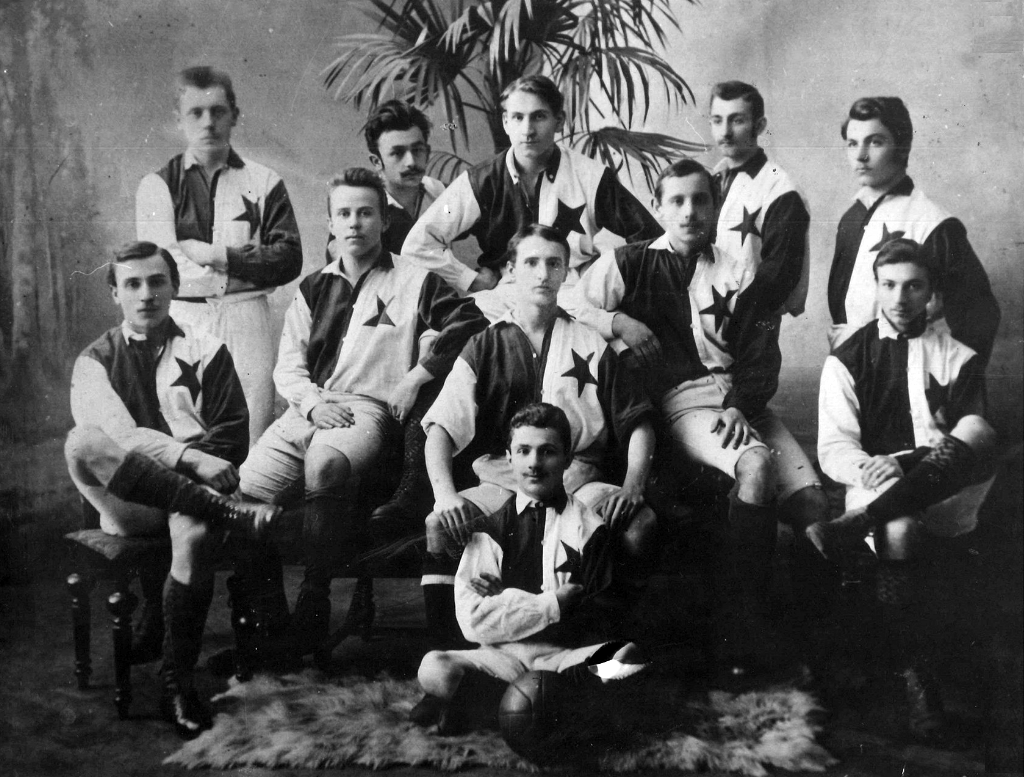
Mužstvo Slavie v roce 1901.

V lednu 1899 sehrála první mezinárodní zápas, a to s výběrem hráčů pěti nejlepších berlínských klubů. Zápas před rekordní diváckou návštěvou skončil bezbrankovou remízou. Téhož roku bylo sehráno první střetnutí neoficiální reprezentace Čech, většinu kádru tvořili hráči Slavie. Při nedostatku českých soupeřů hrála Slavia zápasy hlavně s týmy z jiných částí Rakousko-Uherska, anebo s týmy zahraničními, například z Německa, Dánska či Anglie. Většinu těchto soupeřů porážela vysokým rozdílem, podobně jako domácí týmy, se kterými z toho důvodu nechtěla hrát. V sezóně 1900/1901 došla do finále Challenge Cupu, předchůdce dnešních evropských pohárů. Od sezóny 1902/03 se této soutěže odmítala účastnit.
Návštěvy rostly a původní hřiště, které nemělo ani bariéry kolem hrací plochy, přestávalo stačit. V roce 1901 Slavia vybudovala na Letné nový stadion, šlo o první travnaté hřiště v Čechách. Hřiště mělo na tu dobu přepychovou tribunu a v ní kabiny, klubovnu, byt správce a v patře lodžie. Hřiště bylo otevřeno 8. září 1901 atletickými závody, o týden později se na stadionu odehrálo první fotbalové utkání - Slavie porazila Alemannií Pforzheim 15:2.

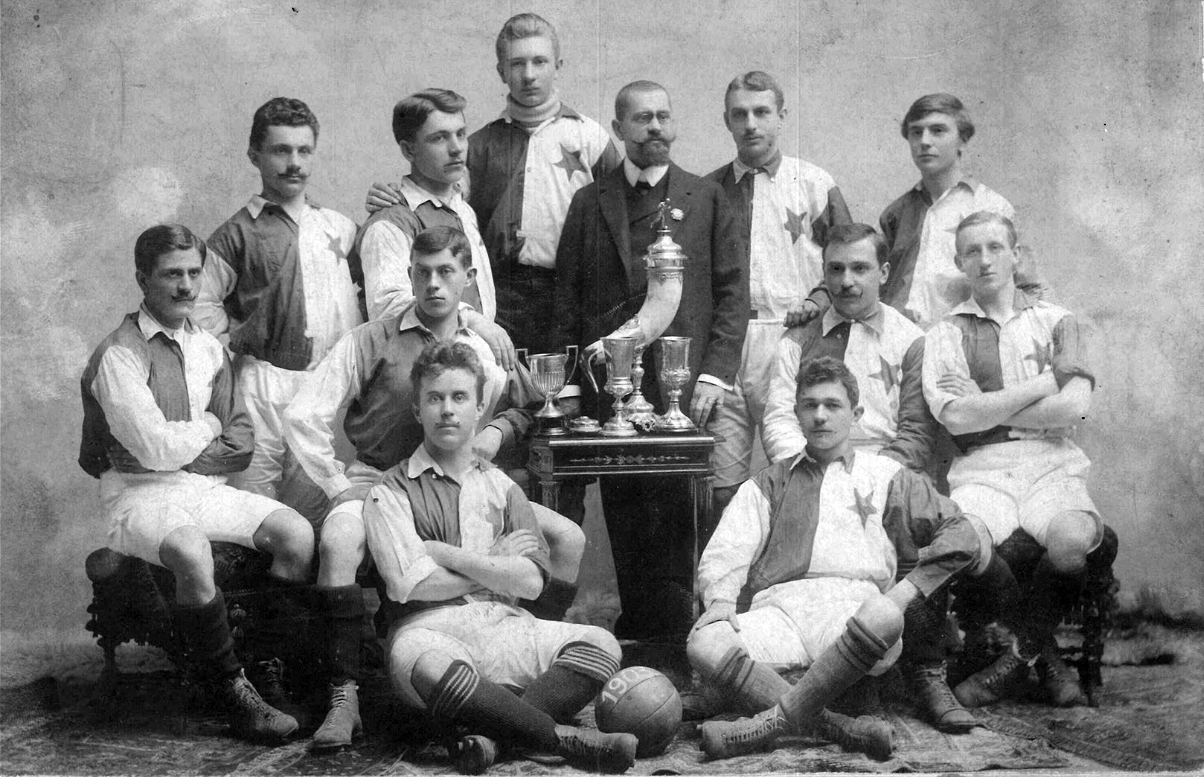
Mužstvo Slavie v roce 1903. Nahoře zleva: A. Pressler, Hrabě, Hejda, Dr. Práchenský, Žabokrtský, Veselý. Uprostřed zleva: Krummer, J. Benda, Setzer, Košek. Dole: Baumruk, Vaněk.

19. října byl založen Český svaz footballový a Slavia se stala jeho členem. Svaz organizoval fotbalové mistrovství, ale Slavia žádala, aby se její první mužstvo tohoto mistrovství nemuselo účastnit, neboť domácí soupeře výrazně převyšovalo; místo toho měla soutěž hrát její rezerva. Svaz protestoval a na čas hrozil vyloučením každému týmu, který by se s rezervními týmy Slavie střetl, později ale toto opatření zrušil. Ročníku 1902 se Slavia nezúčastnila, ročníku 1903 se zúčastnil její rezervní tým, soutěž ale nebyla dohrána, nehrálo se ani v roce 1904. Mezitím Slavia zvětšila kapacitu svého stadionu na Letné - v průběhu roku 1904 se ke stávající tribuně stejně velká druhá tribuna, kde byla restaurace, kanceláře, šatny se sprchami a v patře celkem 18 lodžií.
V roce 1903 přišel do Slavie útočník Jan Košek, který zde ve 229 zápasech nastřílel 666 gólů. Jen za sezónu 1911 vstřelil tento fotbalista 135 branek. Na přelomu let 1904 a 1905 se rozhořel spor mezi hráči a vedením klubu. Po prohraném zápase s týmem First Vienna obvinili funkcionáři neprávem hráče prvního mužstva, že před utkáním porušili životosprávu, a k následujícímu zápasu nominovali rezervní mužstvo. Jeden z hráčů na protest ukončil kariéru, další dva přestoupili do Sparty, spolu s nimi i Košek, a to z finančních důvodů. Do roka se ale všichni čtyři do Slavie vrátili.
V únoru 1905 byl trenérem Slavie jmenován bývalý skotský reprezentant John Madden, který posléze v této roli u mužstva působil čtvrt století. Madden pozdvihl tým na vyšší úroveň. Zavedl nový herní systém, vylepšil tréninkové metody a dohlížel na dodržování životosprávy. Přinesl nové metody regenerace a rehabilitace. Na mužstvo byl přísný a náročný, vyžadoval disciplínu. Hráči ho ovšem milovali.

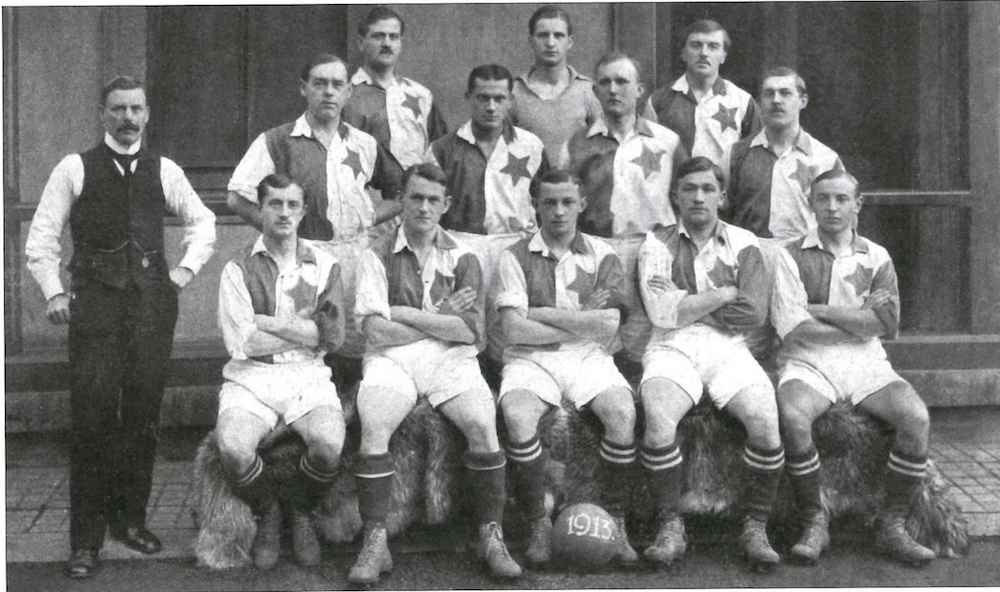
První mistrovský tým Slavie v roce 1913.

Pod Maddenovým vedením se Slavia zařadila mezi nejlepší celky kontinentální Evropy a dokázala být vyrovnaným soupeřem do té doby dominantním britským celkům. Většinu utkání vyhrávala vysokým rozdílem. V říjnu 1907 se poprvé po 11 letech střetla se Spartou (utkání skončilo remízou 2:2, odveta 9:1 pro Slavii). Získala též množství týmových trofejí – například v podobě Charity Cupu – Poháru dobročinnosti, jejž vyhrála 3× (v letech 1910–1912), či 1. mistrovský titul v roce 1913, kdy vyhrála Mistrovství Českého svazu fotbalového a po Spartě (1912) se tak stala druhým držitelem titulu. V roce 1909 prohrála s SK Smíchov a poprvé po 12 letech byla poražena domácím klubem. Devět hráčů Slavie (a dva ze Sparty) reprezentovalo Čechy na amatérském mistrovství Evropy ve francouzském Roubaix v roce 1911; český tým mistrovství vyhrál. Vítězům se dostalo vřelého přivítání a na popud sportovního funkcionáře Jiřího Gutha-Jarkovského zástupci Sparty a Slavie podepsali prohlášení, ve kterém se zřekli vzájemných neshod. Podepsané příměří nevydrželo dlouho - v prosinci 1912 došlo ve vzájemném zápase ke rvačce hráčů, po které rozhodčí utkání předčasně ukončil. Oba týmy se vzájemně obviňovaly z rozpoutání rvačky, a oba odmítaly nastoupit k opakovanému utkání. Utkání bylo nakonec zkontumováno ve prospěch Sparty.
V době I. světové války byl mezinárodní styk přerušen a na domácích hřištích většina družstev hrála s náhradníky. Slavia se v roce 1915 znovu stala mistrem Českého svazu fotbalového. V roce 1917 mistrovství organizovaly rakouské úřady, do čtyřčlenné soutěže zařadily i německý klub DFC Prag. Slavia proti němu odmítla nastoupit a mistrovství se změnilo ve frašku.

### Vznik ligy a první mistrovský hattrick (1925–1932)

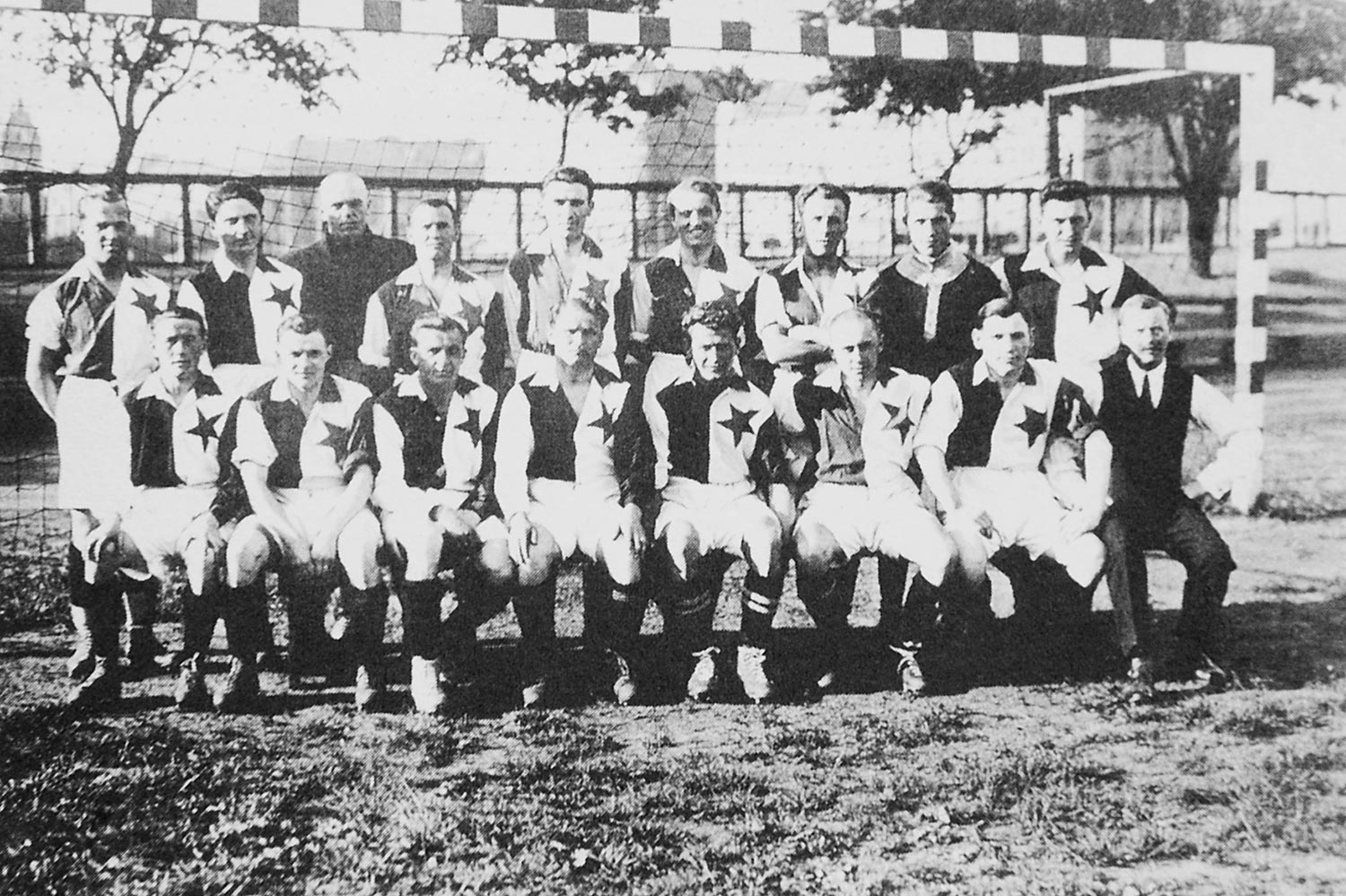
Mužstvo Slavie, mistři ligy 1925.

Po vzniku Československa zaznamenala Slavia jistý ústup z dosavadních pozice a domácí fotbalové scéně začala dominovat Sparta. V roce 1919 skočila Slavia v Středočeské župě druhá a nepostoupila tak do celorepublikového finále. O rok později skončila dokonce šestá a jen lepší skóre ji dělilo od sestupu.
V roce 1921 byla zvětšena kapacita domovského stadionu Slavie - byla přistavěna nová tribuna na stání. Kapacita stadionu tak vzrostla na více než 30 tisíc lidí. Zájem diváků byl tak velký, že o čtyři roky později zavedla Slavia permanentní vstupenky.
Od roku 1918 se odehrávala pravidelná pohárová soutěž Středočeský pohár, předchůdce dnešního Poháru FAČR. Za dobu existence této soutěže ji Slavia vyhrála celkem 10×, což je nejvíce ze všech. V roce 1925 byla založena profesionální ligová soutěž. V prvním zápase porazila Slavia SK Libeň 9:3 a nakonec zvítězila i v celé soutěži. Stala se tak historicky prvním mistrem ligy a získala svůj 2. mistrovský titul. To už ve Slavii působil brankář František Plánička (od roku 1923).
Kromě toho hrála Slavia také mezistátní přátelská utkání. V květnu 1922 porazila na Letné Celtic Glasgow (který byl v té době považován za nejlepší mužstvo světa) 3:2, poté porazila Aberdeen 2:1. Na jaře 1923 porazila rakouského mistra SK Rapid Vídeň 6:0 doma a 5:1 venku. Díky tomu byla pozvána na balkánské turné. Utkání se Slávií Košice, výběrem Maďarska, Galatasarayem Istanbul, Fenerbahçe Istanbul a výběrem Rumunska skončila vysokými výhrami. Na další turné vyrazila na přelomu let 1923 a 1924 do Španělska. S Athletic Bilbao uhrála výsledky 9:2 a 4:4, s Barcelonou 0:1 a 3:2 a list El Noticiero Bilbaíno nazval Slavii "osmým divem světa".
V roce 1926 během přenášel přátelské utkání Slavie s Hungarií rozhlasový Radiojournal; šlo o vůbec první přímý přenos sportovního utkání v Evropě. Hlasatelem byl mezinárodní sekretář Slavie Josef Laufer, který tak nastartoval svou dlouholetou kariéru sportovního komentátora.
Následující tři soutěžní ročníky obsadila Slavia vždy druhé místo a v ročníku 1928/29 3. mistrovský titul. V létě 1929 vyrazila Slavia na turné po Západní Evropě, během kterého porazila výběr Paříže 3:1, Red Star Olympique 5:0, a na závěr prohrála s FC Barcelona 3:6.

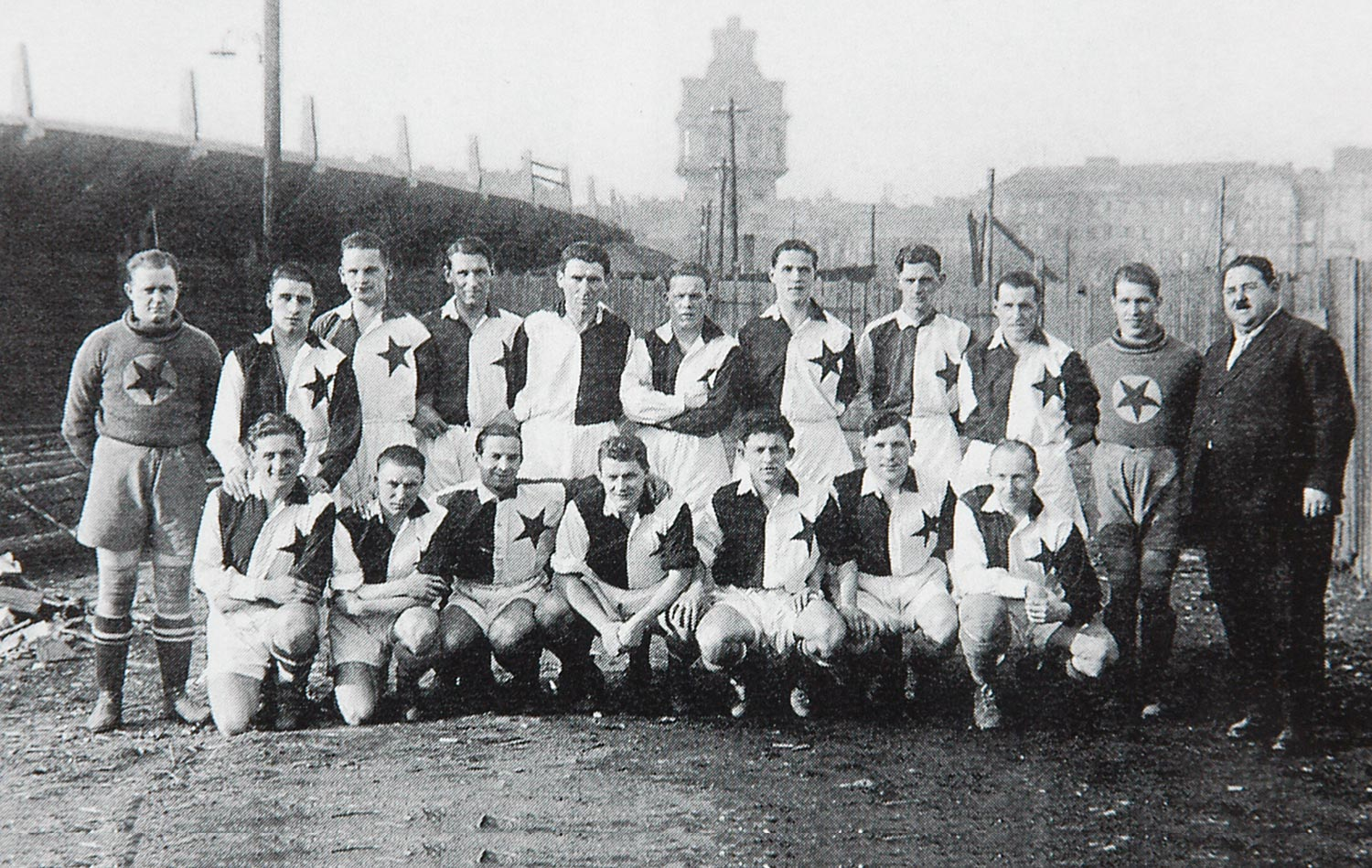
Mužstvo Slavie, mistři ligy 1930.

V sezoně 1929–1930 skončil trenér John William Madden, který zde působil od února 1905. Svůj tým dovedl k jasnému prvenství beze ztráty bodu (14 zápasů) – byl to jediný tým, kterému se kdy podařilo vyhrát československou nebo českou fotbalovou ligu beze ztráty bodů. Sešívaní si tak připsali 4. mistrovský titul. O rok později se Slavii povedlo jako prvnímu týmu v Československu získat mistrovský titul třikrát po sobě. Ziskem 5. mistrovského titulu se Slavia vyrovnala Spartě na čele pořadí titulů.

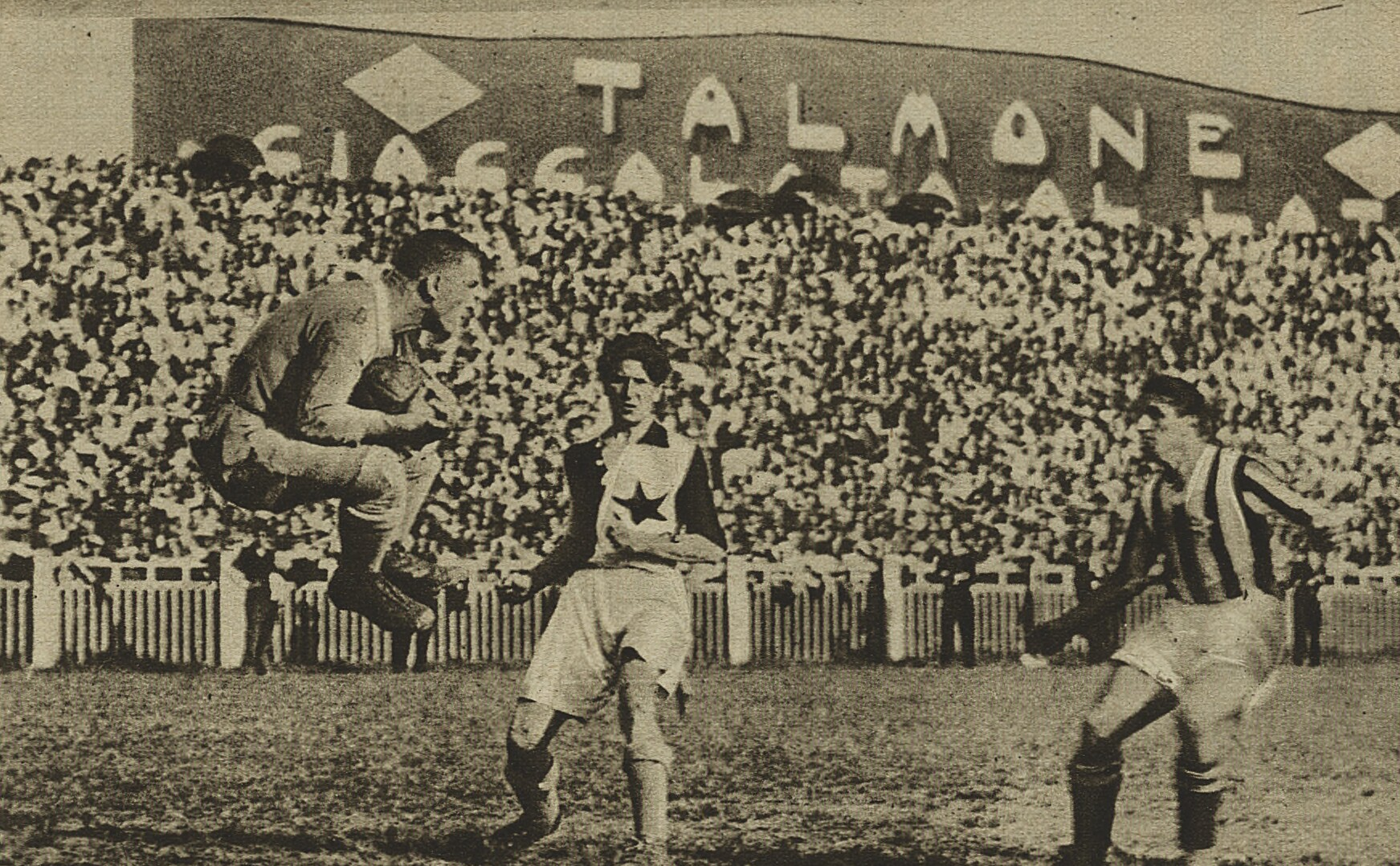
Ze zápasu Středoevropského poháru Juventus – Slavia v roce 1932. Na snímku Plánička, Černický a Vecchina.

Od roku 1927 se hrál Středoevropský pohár, což tehdy byla nejvýznamnější mezinárodní klubová soutěž na území Evropy, předchůdce dnešní Ligy mistrů UEFA. Slavia se coby tým, který pravidelně končil na prvních dvou příčkách domácí ligy, kvalifikovala do všech předválečných ročníků této soutěže. Prvním kolem poháru bylo čtvrtfinále. V první sezóně Slavia postoupila přes maďarský Újpest FC do semifinále. V roce 1928 vypadla ve čtvrtfinále s Admirou Vídeň, následujícího roku postoupila přes Juventus FC do semifinále. Následovala dvě čtvrtfinále (1930, 1931) a semifinálová účast (1932). Obě semifinálová utkání s Juventusem byla poznamenána násilnostmi. V prvním utkání v Praze argentinský záložník Juventusu Renato Cesarini napadl dva hráče Slavie a nakonec i rozhodčího. Patnáct rozlícených diváků poté vtrhlo na hřiště a napadlo hráče Juventusu. Slavia nakonec vyhrála 4:0. V odvetě házeli příznivci Juventusu na hráče Slavie kamení a vejce. Poté, co byl brankář Plánička zasažen kamenem do hlavy a nemohl pokračovat ve hře, odstoupila Slavia ze zápasu. Oba týmy byly nakonec z poháru vyloučeny.
V letech 1926, 1927, 1928 a 1930 vyhrála Slavia Středočeský pohár. V roce 1931 se značně zhoršily vztahy se Spartou, která se pokusila ze Slavie přetáhnout útočníka Františka Svobodu. To způsobilo u slávistů velké pozdvižení a Svoboda svůj přestup nakonec odvolal. Krátce poté se oba týmu střetly ve finále poháru a utkání bylo plné oboustranných záludných zákroků. Celkem sedm hráčů si z utkání odneslo zranění. Nakonec se spolu kluby usmířily.

### Léta slávy největší (1932–1939)

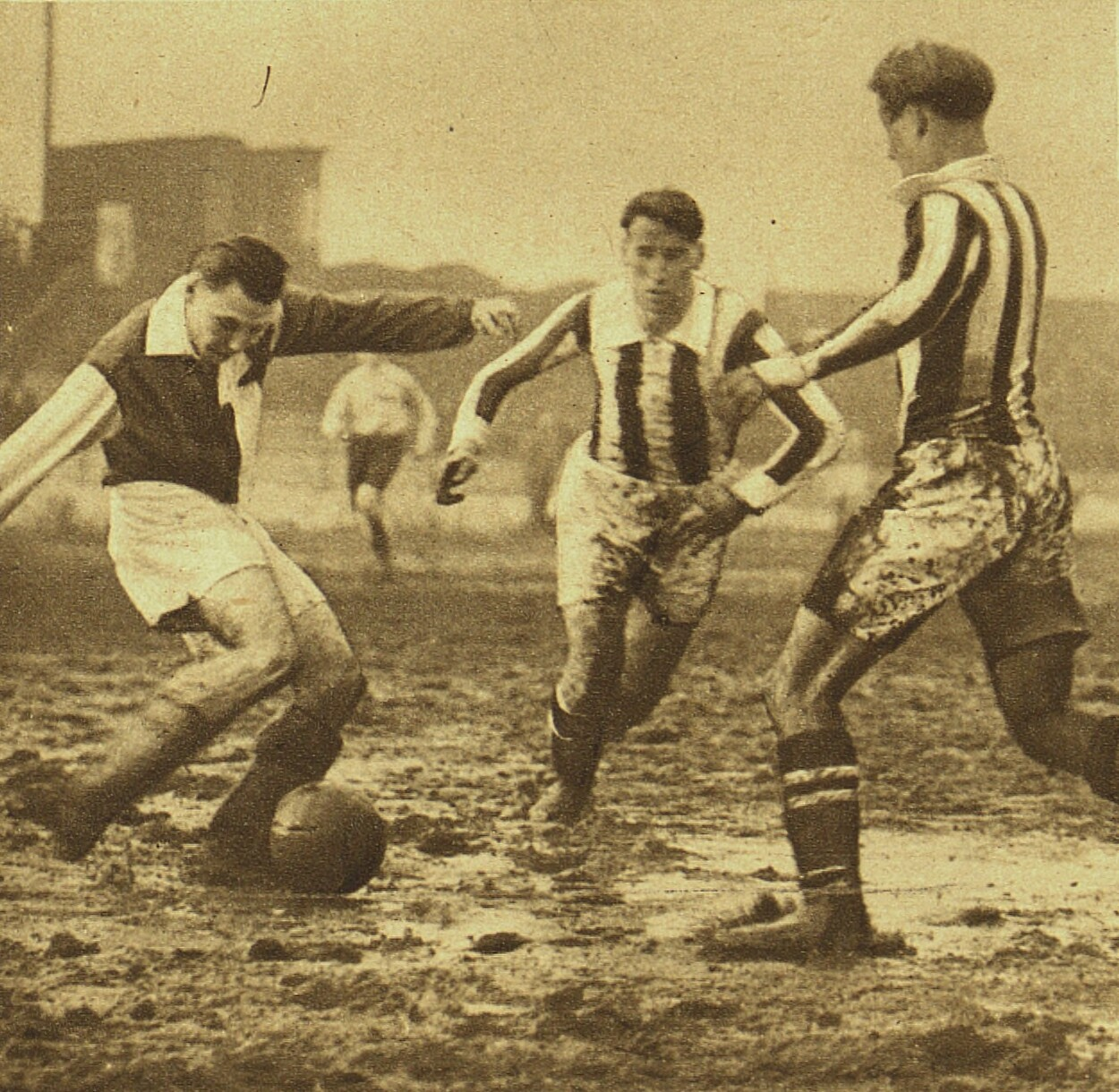
Ligový zápas Slavia – Žižkov v roce 1933.

Na jaře 1932 Slavia znovu zvětšila svůj stadion - přistavěla rohovou tribunu pro 4000 lidí. V sezoně 1931/32 po třech titulech skočila druhá za Spartou. Podařilo se jí ale vyhrát Středočeský pohár. Ani na podzim následující ligové sezóny to nevypadalo na zisk titulu, zvlášť když Slavia již v jarní části prohrála s outsiderem SK Plzeň. Jenže nakonec titul díky sérii výsledků patřil opět sešívaným. Ziskem 6. mistrovského titulu začala Slavia další mistrovský hattrick.
Následující sezonu ovládla Slavia rozdílem pěti bodů (7. titul) a ve značně změněné a rozšířené podobě ligy v sezoně 1934/35 dokonala další titulový hattrick. 8. titul znamenal upevnění postu na čele historického žebříčku před Spartou, mající titulů šest. V roce 1935 si také připsala další vítězství ve Středočeském poháru.
V roce 1934 byl klub hlavním dodavatelem československé reprezentace, která na Mistrovství světa získala stříbrné medaile. Turnaje se zúčastnilo deset hráčů Slavie a osm z nich nich nastoupilo ve finále, včetně kapitána – brankáře Františka Pláničky a nejlepšího reprezentačního střelce Československa Antonína Puče. Plánička sehrál za Slavii 969 utkání a vyrostl v ní v jednoho z nejlepších brankářů meziválečného období.
2. prosince 1934 došlo při ligovém utkání s Židenicemi k nehodě - Slavia prodala více vstupenek, než kolik činila maximální kapacita stadionu, a část rohové tribuny, vybudované v roce 1932, se pod náporem diváků zřítila. Vážná zranění utrpělo třicet diváků, čtyřicet jich bylo zraněno lehce. Slavia dostala za překročení kapacity pokutu.

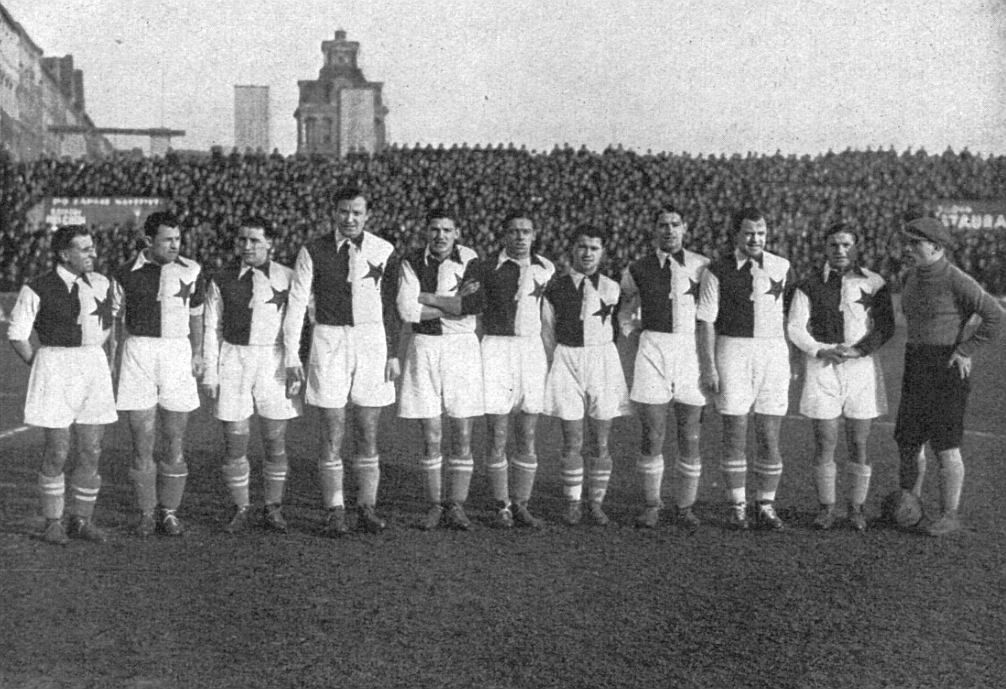
SK Slavia, mistr ligy 1936-37 (zleva: Kopecký, Puč, Vodička, Fiala, Průcha, Truhlář, Toman, Daučík, Svoboda, Horák, Plánička)

9. titul získala Slavia v sezóně 1936/37, kdy ovládla rozdílem sedmi bodů. Poprvé se také cestovalo na zápas ligy letadlem. Bylo to na zápas s týmem ŠK Rusj Užhorod, reprezentující Podkarpatskou Rus. V letech 1936 a 1938 obsadila vždy druhé místo za Spartou.
I v tomto období se Slavia pravidelně zúčastňovala Středoevropského poháru, který se z výplně období mezi sezónami vyvinul ve velmi prestižní a atraktivní soutěž. V roce 1933 vypadla ve čtvrtfinále s Austrií Vídeň. Od následujícího ročníku byla soutěž rozšířena a začínala osmifinále, Slavia v osmifinále vypadla s Rapidem Vídeň. V letech 1935 a 1936 vždy postoupila do čtvrtfinále, v roce 1937 vypadla již v osmifinále.
V roce 1937 procházela Slavia značnou obměnou kádru. Na začátku sezóny 1937/38 přestoupil do Slavie útočník Josef Bican, který se postupně stal největší legendou klubu.
V roce 1938 dosáhla Slavia svého největšího úspěchu na mezinárodní scéně, a to vítězství ve Středoevropském poháru. V prvním kole se Slavia utkala se soupeřem z Jugoslávie, Beogradski SK (dnešním OFK Bělehrad). Oba zápasy patřily Slavii a výsledky 3:2 a 2:1 ji posunuly do čtvrtfinále. Tam ji čekala italská Ambrosiana Milán, nynější Inter Milán. Slavia v prvním zápase zvítězila výsledkem 9:0. Odveta i přes prohru 1:3 byla jen formalitou. Semifinále opět přineslo cestu do Itálie. Zápas na hřišti FC Janov znamenal i vinou několika zranění porážku 2:4. Odveta na hřišti Sparty se sešívaným vydařila. Zápas byl sice několikrát přerušen kvůli výtržnostem Italů, dokonce rozhodčí pohrozil i ukončením zápasu, nakonec se tak nestalo a zápas rozhodl čtyřmi góly Josef Bican. Ve finále Slavii čekal maďarský Ferencváros Budapešť. Finále se hrálo dvoukolově, první finále na českém území se hrálo netradičně na Strahově. Důvodem byla větší kapacita stadionu, díky které zápas mohlo sledovat více než 45 tisíc diváků. Slavia nejprve prohrávala, pak vedla a nakonec remizovala 2:2. Druhý zápas v Budapešti se hrál v neděli 11. září, na stadionu bylo 35 tisíc lidí, z toho 6 tisíc Čechů. Slavia podala o mnoho lepší výkon než v prvním zápase, zvítězila 2:0 a stala se tak vítězem celé soutěže.
Starý stadion na Letné přestával stačit technicky, komfortem i kapacitou, navíc se o něj Slavia musela dělit s jinými sporty, např. s ragby a atletikou. Také ji limitovaly vlastnické vztahy - pozemky, na kterých stadion stál, měla pouze půjčené a na Letné se počítalo s výstavbou vládní čtvrti. Již v roce 1927 byl založen Spolek pro postavení hřiště S. K. Slavia. Od roku 1930 hledala Slavia místo, kde by bylo možné stadion postavit. Když magistrát v roce 1934 ustoupil od svého plánu zastavět Letenskou pláň, připravovala Slavia výstavbu znovu na Letné. V roce 1937 představila maketu nové arény se železobetonovými tribunami pro 50 000 diváků. V roce 1938 získala na tuto stavbu stavební povolení, ale rozbití Československa a vypuknutí druhé světové války plány překazily.

### Slavia za 2. světové války

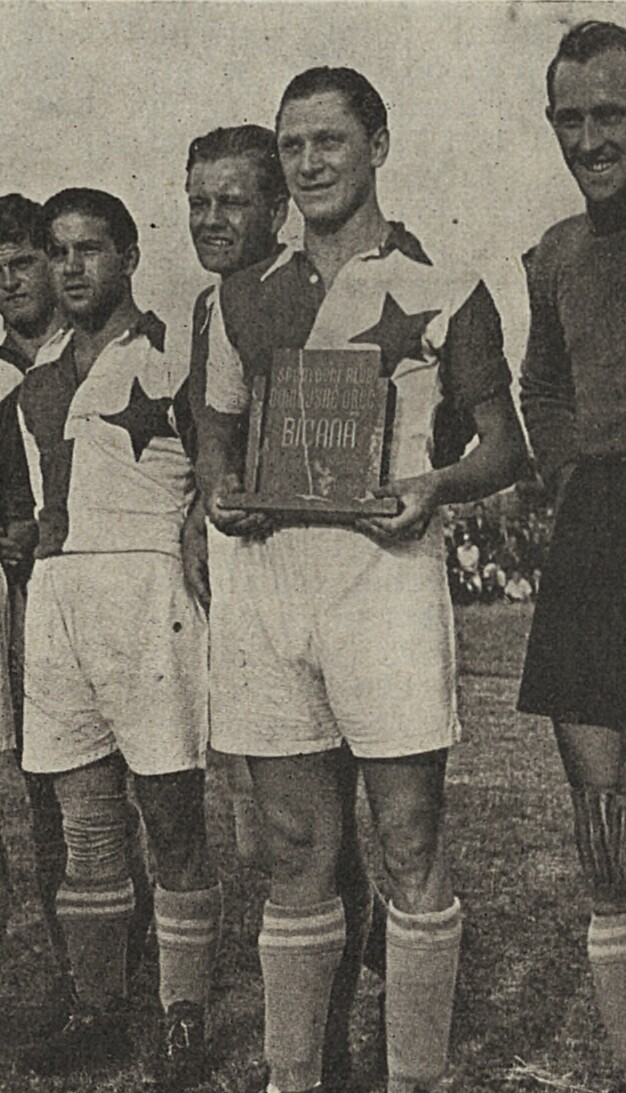
Josef Bican v srpnu 1938

V březnu 1939 se Československo rozpadlo a českou část okupovalo nacistické Německo, které zde vyhlásilo Protektorát Čechy a Morava. Od sezóny 1939/40 hrála Slavie protektorátní ligu. V září 1939 začala 2. světová válka. V tomto období Slavia získala čtyři mistrovské tituly (1939/40, 1940/41, 1941/42, 1942/43), jednou obsadila druhé místo (1943/44). Kromě toho v letech 1941, 1942 a 1945 vyhrála Český pohár.
V sezóně 1944/45 se kvůli válečné situaci liga nehrála.
Kromě toho se Slavia zúčastnila značně okleštěného Středoevropského poháru 1939, ale vypadla již v prvním kole (ve čtvrtfinále). Dalšího ročníku už se kluby z protektorátu nezúčastnily.

### Poválečná historie
Druhá světová válka skončila v Evropě v květnu 1945. 6. května 1945, během Pražského povstání, shořel slávistický stadion na Letné. Požár úmyslně založili vojáci Wehrmachtu. Popelem lehlo veškeré vybavení, a také trofeje, klubové kroniky a archiv. Celková škoda se vyšplhala na 2 828 000 korun. Slavia se ihned pustila do oprav, ale nějakou dobu musela hostovat na různých hřištích, například Spartě nebo na Strahově. Problém s vlastnictvím pozemků nadále přetrvával - na Letné se počítalo s výstavbou budov parlamentu a bylo zakázáno stavět cokoliv jiného než provizorní dřevěné stavby. Funkcionáři Slavie hledali novou lokalitu, kde by bylo možné postavit nový stadion, avšak nepovedlo se to na Výstavišti, Štvanici ani v místech dnešní křižovatky Malovanka. Proto se rozhodli vybudovat provizorní dřevěnou tribunu na Letné. Doufali, že jim časem bude dovoleno vystavět plnohodnotný stadion.
3. června 1945 odehrála Slavia svůj první poválečný zápas, přátelské utkání s Viktorií Žižkov, a od léta 1945 se opět začala hrát celostátní fotbalová liga. V jejím prvním poválečném ročníku Slavia vyhrála svou skupinu, ale ve finále prohrála se Spartou a obsadila tak celkové druhé místo. V květnu 1946 sehrála Slavia své první mezistátní utkání od konce války, v přátelském utkání porazila skotský Hibernian FC 3:2.
V sezóně 1946/47 Slavia ligu vyhrála – byl to její poslední titul na dalších 49 let.

### Útlak na přelomu 40. a 50. let 20. století

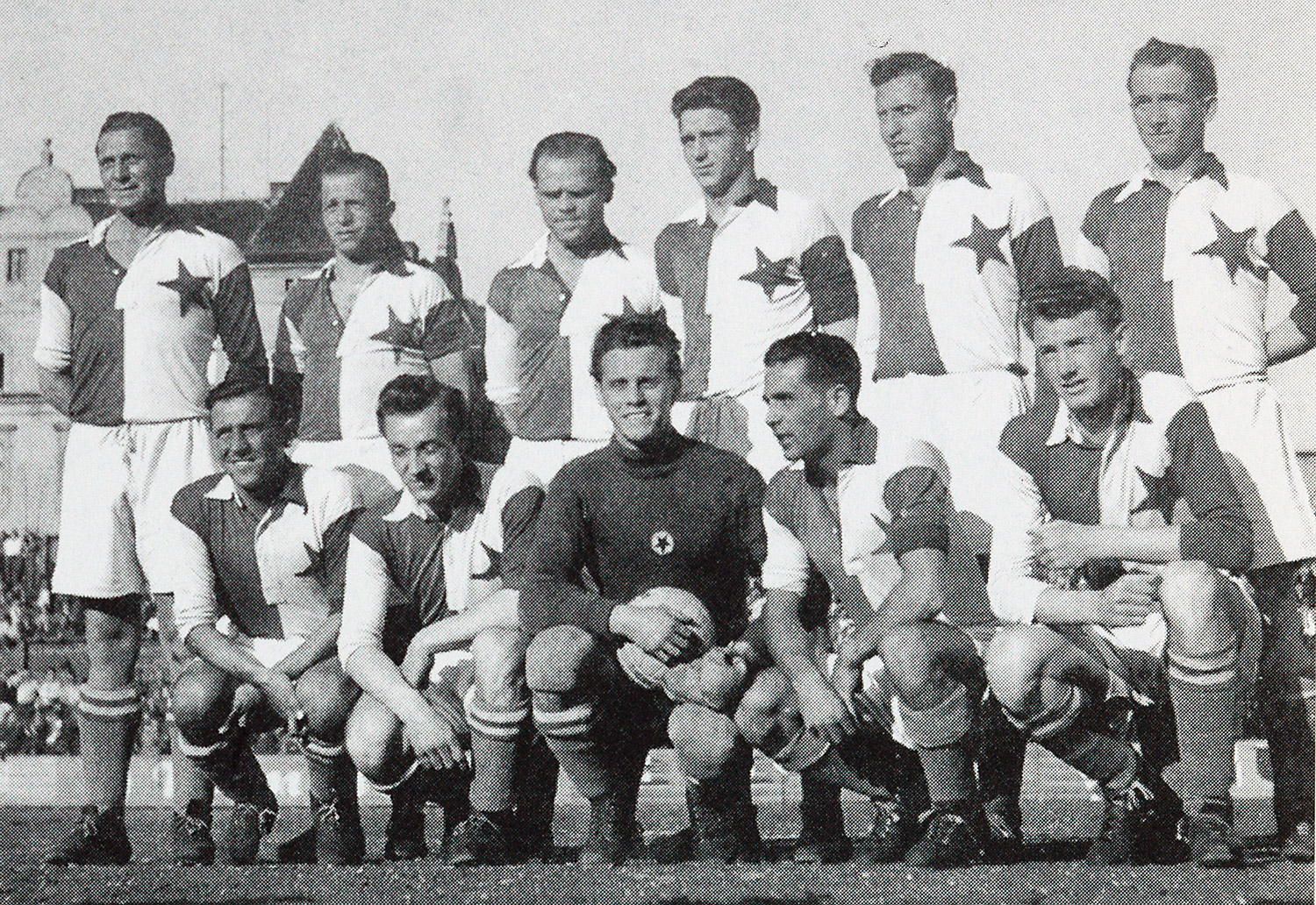
Mužstvo Slavie, mistři v sezóně 1946/47.

7. dubna 1948 byl utkáním s Čelákovicemi (Slavia vyhrála 11:1) otevřen nově vybudovaný stadion Slavie na Letné. V únoru 1948 došlo v Československu ke státnímu převratu, při kterém se k moci dostala Komunistická strana Československa, která nastolila komunistickou diktaturu. Rozsáhlé společenské změny se týkaly také sportu, který měl být nově organizován podle sovětského vzoru. Zkušení a schopní funkcionáři museli odejít a na jejich místo nastoupili noví, loajální ke komunistické straně, většinou bez vztahu ke klubu, který měli řídit, a často bez potřebných schopností i kvalifikace. Místo profesionálních klubů mezi sebou měli zápasit „amatérské“ týmy, reprezentující jednotlivá odvětví socialistické ekonomiky. Hráči nuceně přestupovali mezi kluby, oddíly byly přejmenovávány, některé nuceně sestupovaly a jiné nezaslouženě postupovaly, byly rušeny celé kluby a zakládány nové. Tyto změny dopadly také na Slavii, která se navíc coby údajně „buržoazní“ klub potýkala s nepřízní komunistických pohlavárů, kteří si přáli její zánik. Také jí v očích komunistů uškodilo, že v minulosti za ni nastupoval nedávno odstoupivší prezident Edvard Beneš.
V sezóně 1947/48 skončila druhá z 11 účastníků. V roce 1948 byl do nejvyšší soutěže dosazen nově založený armádní klub ATK (později známý jako FK Dukla Praha), kterému musela Slavia zapůjčit či odevzdat bez nároku na kompenzaci 7 hráčů, nuceně přestoupili i další, včetně kanonýra Bicana. Slavia také přišla o svůj nový stadion - poslední utkání se na něm odehrálo 3. prosince 1950 a poté byl nedlouho po svém dokončení zbourán, aby uvolnil místo pro Stalinův pomník, třebaže ten měl být od stadionu vzdálen 300 metrů. Ačkoliv výstavba stadionu stála 16 500 000 Kčs (a Slavii poté zůstal pětimilionový dluh), dočkala se Slavia kompenzace pouze ve výši 600 000 Kčs, a příslib, že do konce roku bude pro Slavii vybudován nový stadion na místě bývalého zábavního parku v Edenu. Výstavba se ale táhla, Slavia léta neměla své hřiště ani zázemí a porůznu hostovala. Z klubu také musel odejít původní sportovní management a na jeho místo byli dosazeni noví lidé, kteří nedosahovali odborných ani lidských kvalit svých předchůdců. Patronátním podnikem Slavie se staly Elektrické podniky hlavního města Prahy. Podnik Slavii podporoval, neměl ale takovou ekonomickou a politickou sílu jako podniky těžkého průmyslu, které podporovaly jiné kluby. Uhradil ale část jejího dluhu, zařídil prominutí další části dluhu a obstaral prostředky na výstavbu stadionu v Edenu. Kvůli spolupráci s Elektrickými podniky byl v roce 1949 klub přejmenován na Dynamo Slavia Praha, od roku 1953 již pouze Dynamo Praha.
Slavia oslabená vnějšími zásahy se začala přesouvat ze špičky do ligového suterénu. Po podzimu 1948 sešívaní ještě vedli ligu, ale probíhající ročník byl zrušen a od roku 1949 se fotbalová liga hrála podle sovětského vzoru systémem jaro – podzim. Slavia skončila na pátém místě ze čtrnácti účastníků, v následující sezóně byla až sedmá. Poslední ránu zasadila Slavii v létě 1951 tzv. Novoborská aféra, při které se prozradilo, že několik hráčů Slavie odehrálo bez vědomí vedení klubu tři exhibiční zápasy, přičemž deník Mladá Fronta nepravdivě uvedl, že hráči Slavie nastoupili k utkání opilí, a požadoval pro fotbalisty trest. Deset hráčů Slavie bylo potrestáno různě dlouhými tresty, dva nuceně přestoupili a František Fiktus dokonce musel nastoupit na nucené práce coby člen Pomocných technických praporů.
Zdecimovaná Slavia v sezóně 1951 obsadila 11. místo, stala se jedním ze čtyř sestupujících a následující sezónu hrála Pražský přebor. Ten vyhrála, zvítězila i v následném kvalifikačním turnaji o postup do 1. ligy (která se v té době nazývala Přebor republiky) a od sezóny 1953 opět hrála nejvyšší soutěž. V témže roce se do Slavie vrátil Josef Bican. I přesto, že mu již bylo 40 let, a ve Slavii vykonával také funkci trenéra, dokázal být stále platným hráčem a během tří sezón nastřílel za Slavii 22 gólů. Jako trenér do prvního mužstva zařadil talentované mladíky Karla Nepomuckého a Jana Lálu, oba postupně vyrostli v dlouhodobé opory klubu.
Dne 27. března 1953 byl otevřen nový stadion v Praze 10 – Edenu. Stadion a celý areál v Edenu původně neměly sloužit Slavii - byly vybudovány pro připravovaný policejní tým Rudá hvězda, jehož vznik protlačoval ministr vnitra Václav Nosek, a který měl tvořit protiváhu armádní Dukle.:s.87 Po smrti prezidenta Gottwalda v roce 1953 a následných politických změnách, které měly za následek Noskovo odvolání, policejní klub nevznikl a stadion místo toho připadl Slavii.:s.88
Stadion dostal název Stadion Dr. Václava Vacka podle tehdejšího komunistického primátora Prahy. Na stadionu byla znovu postavená tribuna, rozebraná a převezená sem z původního letenského stadionu Slavie. Stánek měl kapacitu 38 tisíc diváků a kolem hřiště byla škvárová atletická dráha.
Stadion byl postavený nekvalitně, s množstvím vad a nedodělků - zdi byly podmáčené, na jediné kryté tribuně kapal na diváky asfalt, kotelna byla zcela nevyhovující... Vzhledem k tomu, že byl stadion vybudován v místech někdejšího rybníka, škodilo nevhodné podloží kvalitě trávníku na hřišti, který se tak musel překládat. Prvním utkáním byl zápas Slavie proti vojenskému týmu Křídla vlasti Olomouc, jenž skončil remízou 1:1, když první branku na stadionu vstřelil tehdy čtyřicetiletý Josef Bican.
Před tímto zápasem museli slávisté odevzdat své původní červenobílé dresy, několik let pak hráli v různých netradičních barevných kombinacích.

### 2. polovina 50. let 20. století
V padesátých letech se ve Slavii často střídali funkcionáři, vesměs nízkých odborných i morálních kvalit, a klub pod jejich vedením upadal. V roce 1955 přednesl komunistický ministr obrany Alexej Čepička projev, ve kterém označil klubovou ikonu Josefa Bicana za představitele buržoazních prvků v kopané. Na základě jeho projevu byl Bican ze Slavie vyhozen, musel ukončit fotbalovou kariéru a poté se živil jako kopáč. V roce 1956 se Slavii alespoň podařilo vrátit se k tradičním sešívaným dresům.
Na podzim 1956 vyrazila Slavia na turné do Jihoafrické republiky, z pěti utkání čtyři vyhrála. Zato po návratu do Československa prohrála všechna odložená utkání a málem sestoupila; zachránila se pouze díky lepšímu skóre. V sezóně 1957/58 skončila pátá, a v konečné tabulce sezóny 1958/1959 obsadila bronzovou příčku – šlo o nejlepší umístění klubu od únorového převratu.

### Krize na počátku 60. let 20. století
Poté však zabředla do krize. V sezóně 1959/1960 hrála pouze o záchranu v první lize; od sestupu ji nakonec dělil jediný bod. V téže sezóně postoupila do finále Československého poháru, ale trofej nezískala. V následující sezóně skončila v lize poslední a sestoupila do druhé ligy. Svoji skupinu v sezóně 1961/62 sešívaní vyhráli a vrátili se do první ligy. V té ovšem vydrželi pouze jednu sezónu a znovu sestoupili. Malou náplastí byla další účast ve finále Československého poháru. Krize pokračovala i v následujícím ročníku druhé ligy; mužstvu se nedařilo a místo návratu do první ligy bojovalo o udržení ve druhé lize. Hráči se poohlíželi po novém angažmá, tým nedržel pohromadě a fanoušci se od něj odvrátili; údajně hrozilo, že v případě dalšího sestupu bude oddíl zrušen a stadion připadne Bohemians.

### Zmrtvýchvstání

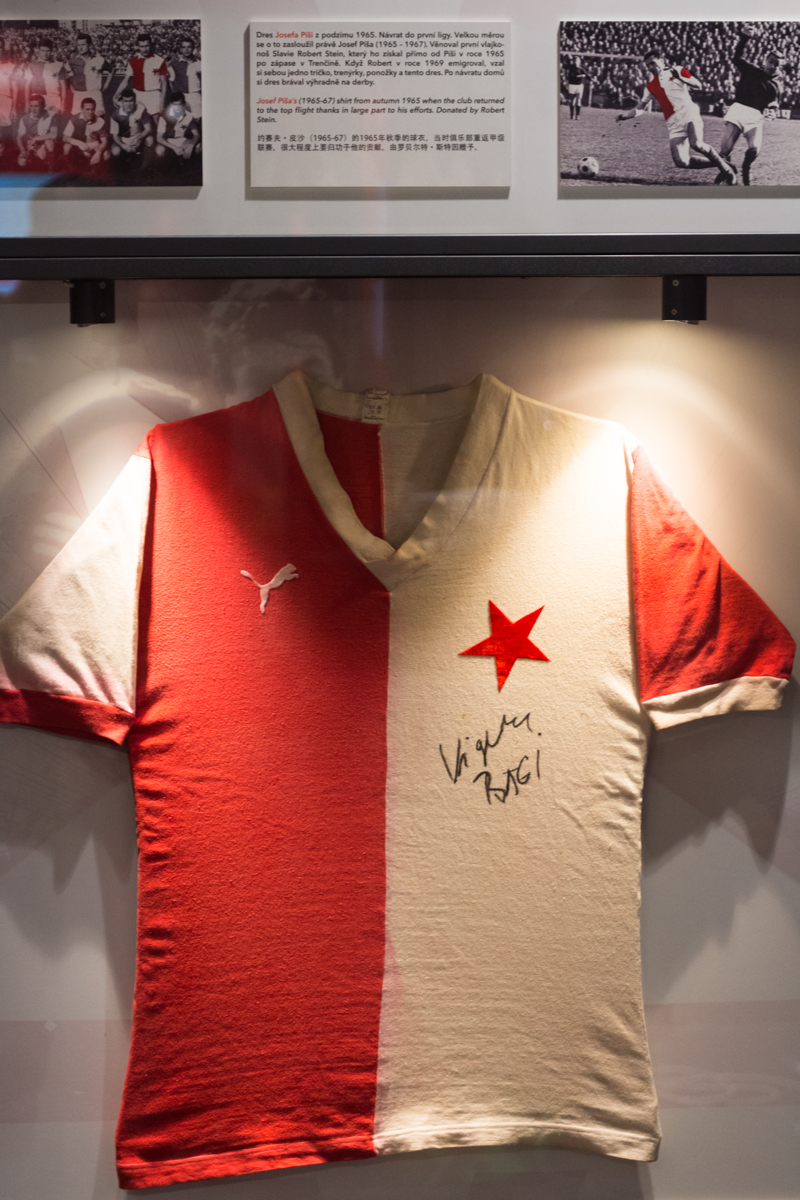
Slávistický dres Josefa Píši z roku 1965 ve Slavia Museum.

Část fanoušků klubu se nechtěla smířit s hrozbou zániku slavného klubu. Literární kritik Jiří Hájek publikoval v časopise Plamen výzvu příznivcům Slavie, aby se zkusili sejít a zamyslet se nad možnostmi záchrany Slavie. Setkání se uskutečnilo 23. března 1964 ve Slovanském domě a zúčastnilo se ho přes tisíc lidí – více než tehdy činila průměrná návštěva na druholigových zápasech Slavie. Ti založili Sdružení přátel Slavie, později přejmenované na Odbor přátel a příznivců Slavie. Odbor přátel uspořádal několik kulturních večerů Slávisté Dynamu, jejichž výtěžek byl věnován klubu. S pomocí Odboru přátel se nakonec Slavii povedlo ve druhé lize zachránit. Slavia v té době stále nesla vnucený název Dynamo Praha a Odbor přátel zaměřil své úsilí na návrat k původnímu názvu. Funkcionáři Československého svazu tělesné výchovy a sportu
(ČSTV) tento požadavek zamítli a překazili i pokus o sloučení se školní tělovýchovnou jednotou Slavia Vršovice, ale na třetí pokus už přejmenování vyšlo. Od roku 1964 se tedy klub jmenuje Slavia Praha.
Odbor přátel také získal (víceméně za zády sportovního vedení klubu) několik posil, z nichž nejvýznamnější byl jednadvacetiletý František Veselý, toho času hráč Dukly Praha. Veselý vydržel ve Slavii patnáct let a stal se jedním z nejvýznamnějších hráčů v dějinách klubu. Posílená Slavia v sezóně 1964/1965 pod vedením trenéra Františka Ipsera vyhrála svoji skupinu ve druhé lize a vrátila se do první ligy, od té doby již nikdy nesestoupila. Na rozhodující utkání s Plzní přišlo 42 000 diváků, což byla rekordní návštěva na utkání druhé ligy.
Hned v první sezóně přezimovala na druhém místě (pouze díky horšímu skóre) za Spartou. Vzájemný zápas těchto týmů na podzim 1965 (hrálo se na Strahově) vidělo 50 000 diváků, tím byl ustanoven divácký rekord Fotbalové ligy Československa. I před posledním kolem sezóny byla Slavia druhá za Spartou díky horšímu skóre, ale poslední zápas prohrála a obsadila v konečné tabulce třetí místo za Duklou a Spartou. Sportovní výbor Slavie podal stížnost na údajné tendenční řízení zápasu rozhodčím, ale fotbalový svaz protest zamítl. Výbor Slavie na protest rezignoval.
Od této sezóny nabyly výsledky sestupnou tendenci. V sezóně 1966/67 byla na konci 5., o rok později 8., poté dokonce čtyřikrát z pěti sezón skončila těsně nad pásmem sestupu. Nedařilo se ani v domácím poháru – v letech 1969, 1970 a 1971 sešívaní pokaždé vypadli v úvodním kole se soupeřem z nižší soutěže.
Koncem roku 1967 vyrazila Slavia na zahraniční turné po Americe, Austrálii a Asii. Celkem odehrála 16 zápasů s bilancí 12 výher, tři remízy a jedna porážka.
Slavia se také po delší odmlce představila v evropských pohárech. V sezóně 1967/68 hrála Veletržní pohár, z kterého vypadla v 1. kole s 1. FC Köln. V následující sezóně této soutěže přešla přes Wiener SC a vypadla v druhém kole s Hamburger SV. V sezóně 1969/1970 hrála Středoevropský pohár, a přes Hellas Verona a Hajduk Split postoupila do semifinále, kde ji vyřadil pozdější vítěz celého poháru, maďarský Vasas SC. V létě 1970 vyhrála skupinu Interpoháru (po skupině se nehrála žádná vyřazovací část). V listopadu a prosinci téhož roku absolvovali sešívaní turné po Íránu a Iráku s celkovou bilancí šest výher, jedna remíza a tři prohry.

### 70. a 80. léta 20. století

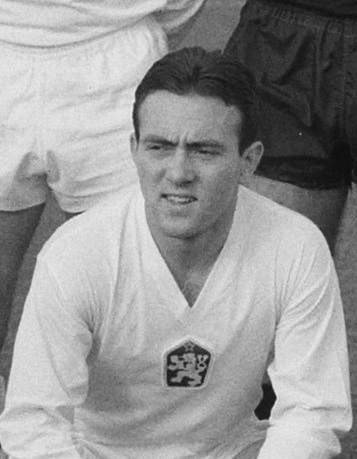
František Veselý.

Do prvoligového popředí se Slavia dostala opět až v polovině 70. let. V roce 1973 se patronátním podnikem Slavie stal národní podnik Inženýrské a průmyslové stavby (IPS), což zlepšilo finanční situaci klubu. Zkratka IPS pak byla v letech 1977–1991 součástí názvu klubu.
Od 60. let bylo zřejmé, že slávistický stadion v Edenu nenabízí divákům dostatečný komfort přestává a vyhovovat požadavkům, a objevily se myšlenky na jeho rekonstrukci. Byl vypracován projekt na výstavbu nového stadionu, nejmodernějšího v republice, s kapacitou 50 000 diváků. Náklady ve výši 150 milionů Kčs měl uhradit Československý svaz tělesné výchovy, vystavba měla být zahájena v roce 1968, k otevření mělo dojít v roce 1973. Vzhledem ke společenským změnám po srpnu 1968 k zahájení výstavby fotbalového stadionu nedošlo, v Edenu byla díky IPS vystavěna pouze sportoviště pro jiné sporty. Bylo vypracováno několik dalších projektů, ale připravy se kvůli administrativním problémům protahovaly a stadion postupně chátral.
Pod vedením trenéra Jaroslava Jareše skončila mezi léty 1974 až 1978 třikrát třetí, jedenkrát čtvrtá a jedenkrát pátá, přičemž před posledním kolem sezóny 1975/76 vedla ligu a k mistrovskému titulu by jí byla stačila remíza, ale prohrála a nakonec obsadila třetí příčku. Mimo to vyhrála v roce 1974 Český pohár. Třikrát se v tomto období kvalifikovala do evropských pohárů (1974, 1976, 1977), ale vždy vypadla v prvním kole. Klíčovými hráči té doby byli zejména František Veselý, Robert Segmüller, který v pěti sezónách nastřílel za Slavii 54 ligových gólů, a pozdější úspěšný trenér František Cipro. Návštěvnost na domácích zápasech se v tomto období pohybovala okolo 20 000 diváků. Na přelomu let 1974/75 absolvovala Slavia turné po Severní, Střední i Jižní Americe, celkem zde odehrála 10 přátelských zápasů.
Poté opět přišel na několik sezón jistý výsledkový ústup, ve většině sezón končila Slavia ve středu ligové tabulky. Přibližně od poloviny 80. let mívala papírově silný kádr a očekávání fanoušků byla před každou sezónou veliká, ale výraznějšího úspěchu se v tomto období dosáhnout nepodařilo. Nejlepšího výsledku dosáhla v sezóně 1984/85 (opět pod vedením trenéra Jareše) skončila na třetí příčce, a po osmi letech se tak kvalifikovala do Poháru UEFA, kde byla opět vyřazena v prvním kole. V roce 1987 se dostala do finále Českého poháru, ale podlehla v penaltovém rozstřelu Spartě, témuž soupeři podlehla ve finále i o dva roky později.
V létě 1988 tým oslabila emigrace dvou hvězd – Iva Knoflíčka a Luboše Kubíka. I přesto mužstvo dokázalo obsadit čtvrtou příčku a projít do finále Českého poháru.

### Po roce 1989

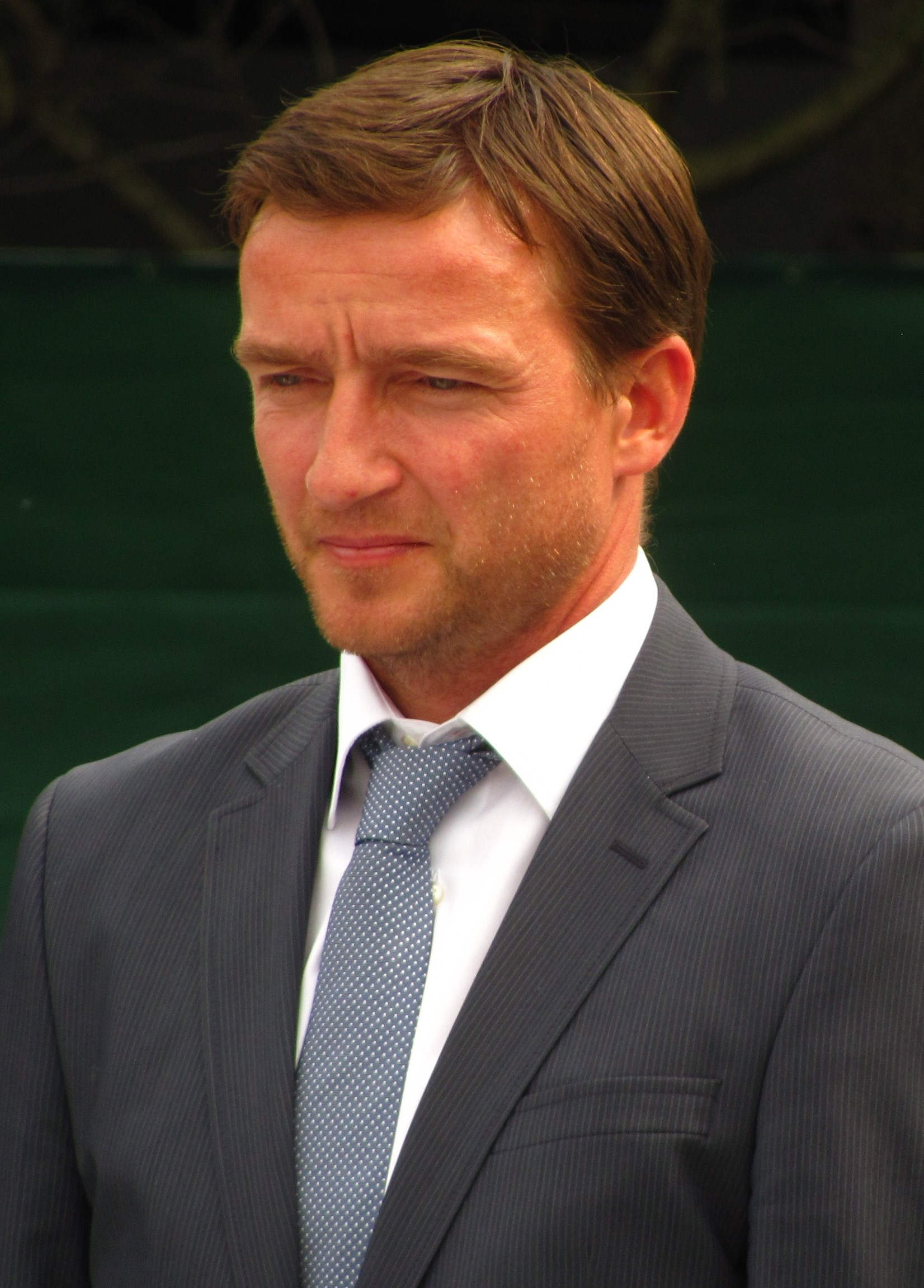
Vladimír Šmicer.

V listopadu 1989 se hráči Slavie rozhodli podpořit Sametovou revoluci stávkou – odmítli nastoupit k utkání s Chebem (hráči Chebu se na místě ke stávce připojili). Po pádu komunistického režimu se Slavia přejmenovala z TJ Slavia zpět na SK Slavia. Novým trenérem byl jmenován bývalý hráč Slavie Vlastimil Petržela, dosavadní asistent trenérů Pospíchala a Kopeckého. Petržela začal prosazovat více profesionální přístup, například nutil hráče stravovat se zdravě a zakazoval jim pít alkohol. Jelikož Slavia v té době neměla dostatek financí na příchod drahých posil, vsadil Petržela na mladé hráče; do sestavy se prosadili například Pavel Kuka, Radek Bejbl, Vladimír Šmicer nebo Martin Pěnička.
V roce 1989 se také nakrátko dala do pohybu výstavba nového stadionu. V roce 1988 měla Slavia konečně územní rozhodnutí, projekt i peníze od magistrátu a výstavba mohla začít. Jako první krok byla stržena východní tribuna stadionu v Edenu. Společenské změny po pádu komunistického režimu v roce 1989 však stavbu zbrzdily a nakonec byl projekt nového stadionu úplně zrušen pro nedostatek financí. Na místě stržené východní tribuny byla postavena dočasná tribuna. V sezóně 1991/92 hrála Slavia kvůli nevyhovujícím podmínkám v Edenu na nedalekém stadionu v Ďolíčku (domovský stadion Bohemians).
Vlastníkem klubu se stal Fotbalový oddíl Slavia, který nemohl dlouhodobě a kvalitně ufinancovat jeho chod, proto se rozhodl klub prodat a nechat si v něm podstatnou vlastnickou část. Díky tomu se v 90. letech plnohodnotně vrátila na výsluní československého a později českého fotbalu. Pomohly jí k tomu zejména finance od česko-amerického podnikatele Borise Korbela (celkem asi 180 milionů korun). Korbel přišel s úmyslem vybudovat v Československu silný fotbalový klub, který by konkuroval evropským velkoklubům. Poté, co v roce 1991 jeho nabídku odmítlo vedení Sparty, obrátil se na Slavii, a jeho návrh byl přijat. Krátce poté skončila dlouhodobá spolupráce Slavie s podnikem IPS. Díky Korbelovým penězům se podařilo Slavii poskládat silný kádr; klub tehdy posílil mimo jiné sparťanský dorostenec Patrik Berger, ostravský záložník Radim Nečas, za kterého Slavia zaplatila na tehdejší dobu neuvěřitelných 24 milionů korun, vítěz Ligy mistrů Dragiša Binič, a olympijský vítěz Vladimír Tatarčuk. Stále více se prosazoval mladý útočník Pavel Kuka. Sezónu 1991/92 dokončila Slavia na čtvrtém místě, a po sedmi letech se tak kvalifikovala do evropských pohárů. V pohárové Evropě se však neprosadila, ani se v tomto období nepodařilo získat mistrovský titul. V létě 1992 se Slavia přestěhovala z Ďolíčku na Stadion Evžena Rošického na Strahově, který byl oproti Edenu i Ďolíčku větší, ale nepohodlný a hůře přístupný. Díky Korbelovým penězům vybudovala tréninkové hřiště s umělou trávou a osvětlení všech tréninkových ploch, výstavba nového stadionu ale kvůli dohadům o financování zahájena nebyla.
V sezóně 1992/93 se Slavia utápěla ve vnitřních sporech mezi funkcionáři. Majitel Korbel byl přesvědčen, že se jeho peníze ztrácejí a je okrádán. Na konci sezóny skočila Slavia v lize druhá, Korbel se vzdal funkce v klubu a přestal klub finančně podporovat. Slavia se z finančních důvodů přesunula zpět na svůj starý stadion, nově pojmenovaný Stadion Eden, ale bylo jasné, že ten je zcela zastaralý a Slavia potřebuje nový stadion.
V roce 1994 proběhlo navýšení vlastního kapitálu, při kterém získali čtvrtinové podíly v klubu investiční společnost PPF a podnikatel Milan Vinkler prostřednictvím společnosti WIKA. Vinkler se poté stal jednatelem klubu, za několik týdnů byl ale policií obviněn z podvodů a vzat do vazby. Vinklerův podíl odkoupila společnost DR.AG., kterou vlastnili Petr Kellner, Karel Czaban, Jan Jiskra, Petr Krejčí, Ladislav Bartoníček a PPF. PPF následně podíly těchto podnikatelů vykoupila a stala se vlastníkem 50% podílu ve Slavii. Novým ředitelem klubu se stal Vladimír Leška.
V samostatné české lize nedosáhla Slavia na nejvyšší příčku ani v sezóně 1993/94, ani o sezónu později, třebaže po podzimu vedla ligu o sedm bodů. Také v evropských pohárech se nepodařilo přejít přes první kolo. Zlom přišel až v sezóně 1995/96, kdy Slavia pod vedením trenéra Františka Cipra získala po 49 letech mistrovský titul a došla až do semifinále Poháru UEFA. Hráči Slavie (Jan Suchopárek, Radek Bejbl, Karel Poborský, Vladimír Šmicer) také tvořili jádro České reprezentace na Euru 96. Po této úspěšné sezóně však byli tito hráči rozprodáni, Slavia prohrála v kvalifikaci Ligy mistrů celkově 0:6 a brzy se rozloučila i s pohárem UEFA. Mistrovský titul se obhájit nepodařilo, ale Slavia alespoň vyhrála domácí pohár. Stále se nepodařilo – i přes mnohá ujišťování ze strany vedení Slavie – zahájit výstavbu nového stadionu místo nevyhovujícího areálu v Edenu. Bylo připraveno několik dalších projektů, ale Slavia nebyla schopna získat dostatečné množství finančních prostředků a také nastaly právní problémy – pozemky v Edenu byly vlastněné státem a jejich převod na Slavii se protahoval, situaci také komplikovaly nevypořádané restituční nároky Colloredo-Mansfeldů.
V sezóně 1996/97 přišlo na zápas Slavie v Brně 44 120 diváků a vytvořili tak historický divácký rekord samostatné české ligy.

### Ve vlastnictví ENIC (1997–2006)
V říjnu 1997 Slavii koupila 54% podíl v klubu britská investiční společnost ENIC. Její podíl v průběhu čtyř let postupně stoupl až na 96,7 %. Zároveň koupila podíly v několika dalších významných klubech (např. Glasgow Rangers, Valencia CF, Tottenham Hotspur), patrně s úmyslem založit nadnárodní fotbalovou ligu, která by konkurovala Lize mistrů UEFA. Ředitelem klubu zůstal Vladimír Leška. ENIC financovala Slavii prostřednictvím půjček v celkové výši 110 milionů korun.
Druhý den po akvizici představitelé ENIC oznámili, že jejich prioritou je vybudování nového stadionu. Starý stadion v Edenu byl od roku 1998 nezpůsobilý pro utkání evropských pohárů, od roku 2000 se na něm nemohly hrát ani ligové zápasy. Poslední zápas na stadionu v Edenu odehrála Slavia 13. května 2000, poté Eden osiřel. Od následující sezóny hrála Slavia svá domácí utkání na pronajímaném Stadionu Evžena Rošického na pražském Strahově. Stadion vyhovoval moderním předpisům, avšak byl obtížně dostupný a poskytoval minimální divácké pohodlí; zápasy Slavie se proto často hrály před nízkou diváckou návštěvou. Vedení Slavie plánovalo, že za tři roky bude otevřen nový stadion, to se však nestalo.
Pod ENIC se Slavia držela v popředí ligové tabulky, ale nepodařilo se jí získat český ligový titul. V letech 1999 a 2002 se stala vítězem domácího poháru. Na evropské scéně Slavia zaznamenala několik úspěchů, například postup do čtvrtfinále Poháru vítězů poháru (1998) či postup do čtvrtfinále poháru UEFA (2000). Nikdy se jí však nepovedlo postoupit do hlavní soutěže Ligy mistrů – nejblíže byla v sezóně 2000/2001, kdy po výhře 1:0 na hřišti Šachťoru Doněck zkolabovala v domácí odvetě v posledních vteřinách zápasu.
Od dubna 2005 trénoval Slavii Karel Jarolím. Slavii dovedl v sezóně 2004/05 ke druhému místu, v následujících letech Slavia skončila třetí a druhá, v sezóně 2005/06 se jí podařilo postoupit ze základní skupiny Poháru UEFA.
V dubnu 2006, během utkání s Libercem, odešli hráči Slavie na pokyn klubových šéfů ze hřiště na protest proti tendenčnímu řízení zápasu a proti poměrům v českém fotbale obecně. Disciplinární komise tento incident potrestala dvoumilionovou pokutou.
V létě 2006 řešila ENIC složitou situaci, protože do poháru UEFA se kromě Slavie kvalifikoval i Tottenham, a předpisy Evropské fotbalové asociace zakazovaly start více klubů majoritně vlastněných jedním vlastníkem v jedné soutěži. ENIC proto prodala svůj podíl české společnosti Key Investments, která ale oznámila, že Slavii nevlastní, pouze spravuje akcie pro skutečného majitele, který si nepřál být zveřejněn. Později vyšlo najevo, že oním majitelem byla stále ENIC, která tak obešla pravidlo o vlastnictví dvou klubů v jedné soutěži. V prvním kole poháru UEFA se pak Slavia skutečně střetla s Tottenhamem, vypadla po dvou prohrách 0:1.
Příprava nového výstavby nového stadionu v Edenu byla poznamenána dalšími průtahy. V květnu 2002 nabylo právní moci územní rozhodnutí, které povolilo výstavbu stadionu. 1. ledna 2003 nabyl účinnosti zákon, umožňující převést pozemky v Edenu na Slavii, definitivně byl převod dotažen v květnu téhož roku. V letech 2003 až 2004 byl zbourán starý stadion v Edenu a v květnu 2004 Slavia získala stavební povolení na výstavbu nového, nedařilo se ale sehnat finanční prostředky. Teprve v září 2006 se podařilo financování stavby dořešit, a výstavba nového stadionu započala. V témže roce se majoritními akcionáři klubu stali členové představenstva Petr Doležal a Tomáš Rosen.

### Novodobé úspěchy (2006–2009)

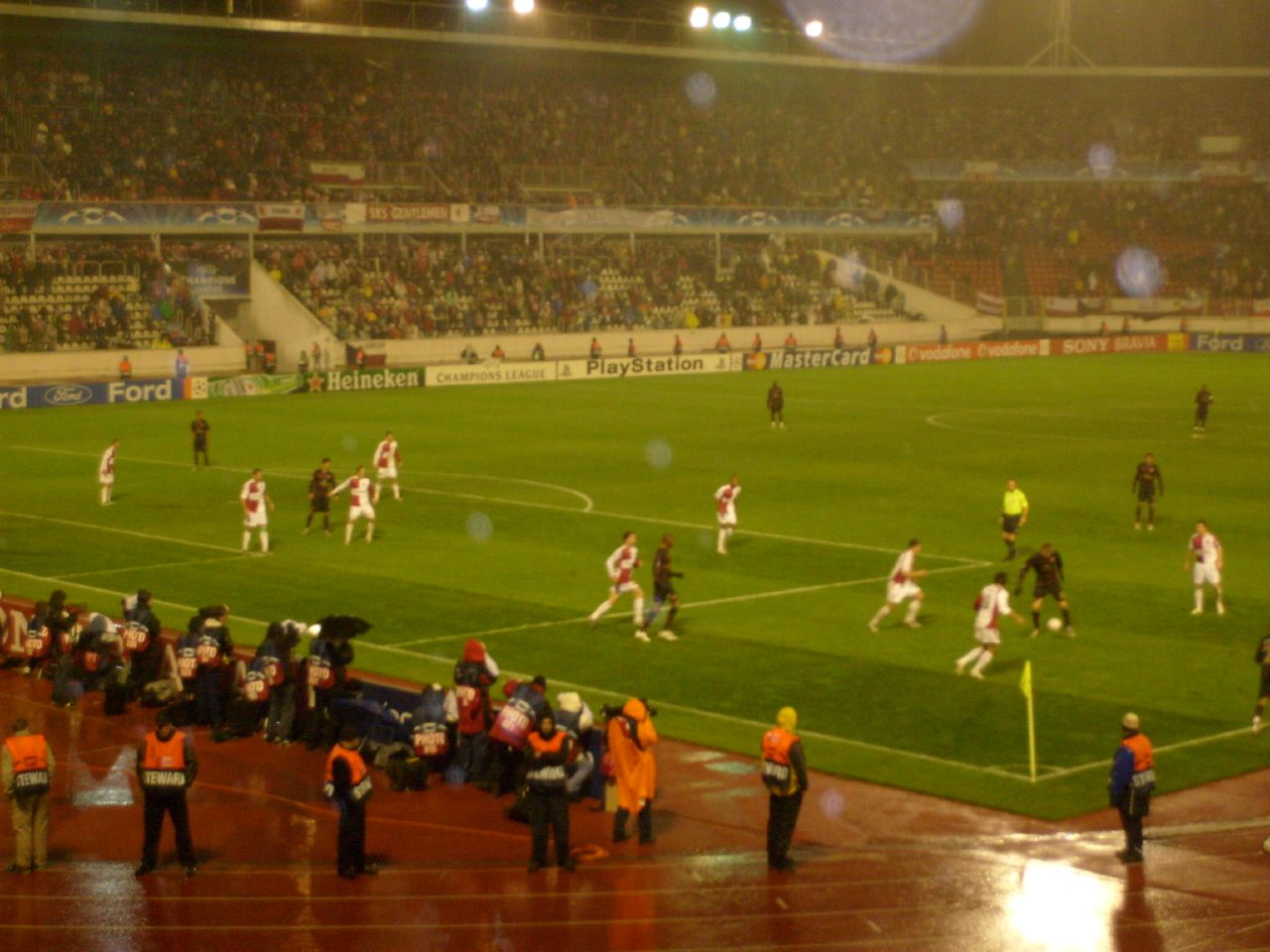
Utkání Ligy mistrů Slavia–Arsenal na strahovském stadionu.

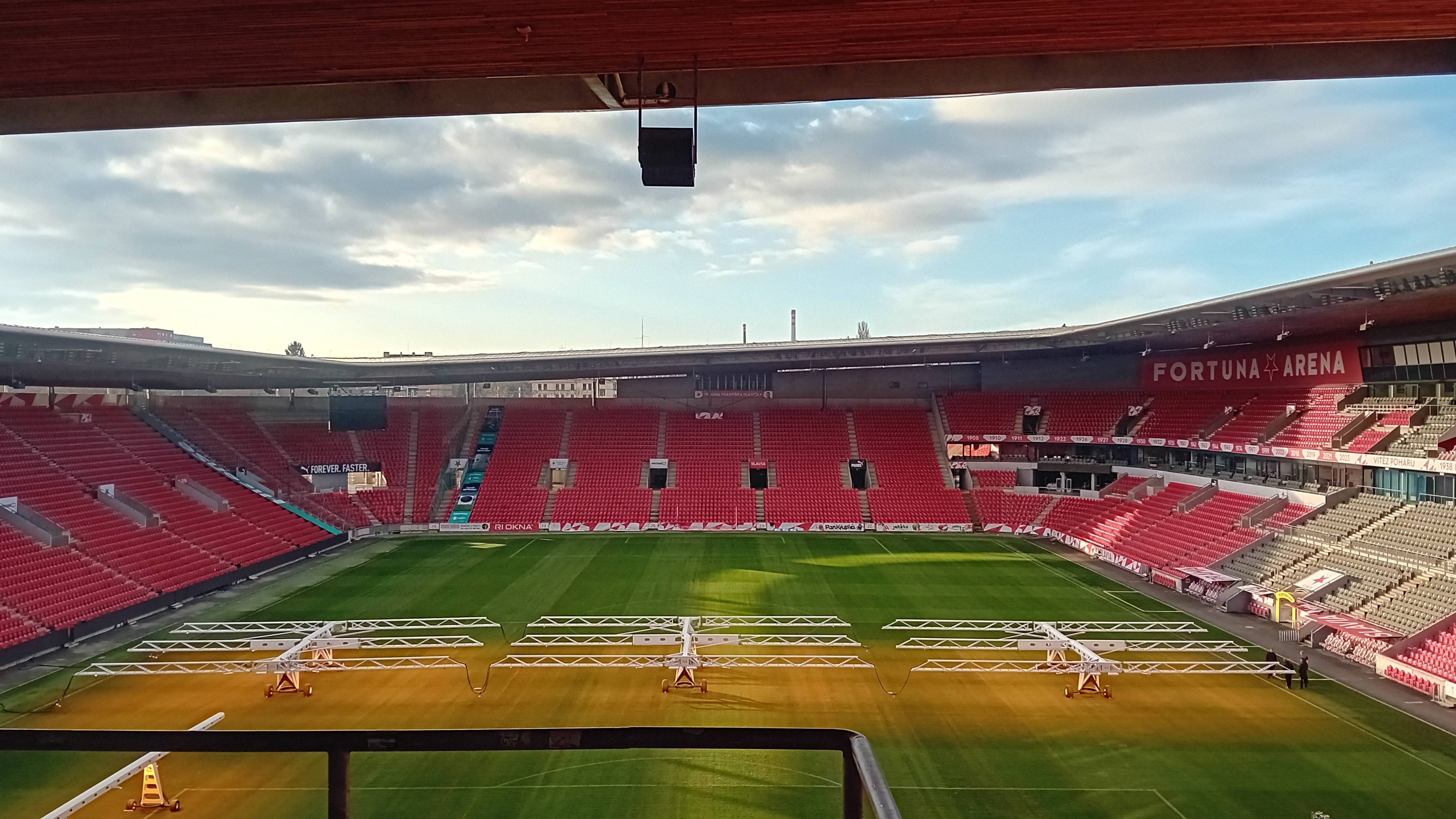
Interiér fotbalového stadionu v Edenu, tribuna sever

Sezónu 2006/07 Slavia dokončila na 2. místě, a kvalifikovala se tak do druhého předkola Ligy mistrů. Situace před (sezónou 2007/08) však byla složitá. Slavia měla finanční problémy, dlužila hráčům mzdy, chyběli jí hráči a do přípravných zápasů musela nasazovat dorostence.:s.7,13 Nakonec se tato sezóna stala pravděpodobně nejúspěšnější v historii Slavie. Kádr se podařilo posílit, přišli mimo jiné Martin Vaniak, pozdější kapitán Erich Brabec, vítěz Ligy mistrů Vladimír Šmicer, Tijani Belaid, Zdeněk Šenkeřík či Mickaël Tavares. Slavia na šestý pokus prošla přes MŠK Žilina a Ajax Amsterdam do hlavní soutěže Ligy mistrů. Na Arsenalu utrpěla porážku 0:7 - šlo o nejvyšší porážku v dějinách Ligy mistrů. I po tomto debaklu ale fanoušci uspořádali pro hráče děkovačku, čehož si všimla i zahraniční média. Slavia nakonec se ziskem pěti bodů obsadila ve skupině třetí místo ve skupině a pokračovala pohárem UEFA.
7. května 2008 byl slavnostně otevřen nový stadion s kapacitou 19 370 míst, zápasem s týmem Oxford University AFC. V prvním soutěžním na něm utkání si Slavia zajistila po 12 letech mistrovský titul. V následující sezóně přesáhla průměrná návštěvnost na novém stadionu 11 000 diváků, a Slavia titul obhájila (podařilo se jí to poprvé od roku 1943). Nepodařilo se ale zopakovat účast v Lize mistrů, a v poháru UEFA Slavia skončila již v základní skupině.
Během let 1990–2009 Slavia v evropských pohárech vyřadila několik známých evropských klubů: AS Řím (1996), Schalke 04 (1998), Grasshoppers Curych (1999), Steauu Bukurešť (1999), Partizan Bělehrad (2003) a Ajax Amsterdam (2007).

### Krize, dluhy a existenční problémy (2009–2015)
Poté dvou úspěšných sezónách však přišly nenadálé potíže. Aby skryl před orgány UEFA skutečné vlastnictví klubu, držel ENIC oficiálně ve Slavii pouze 31% podíl a majoritní balík 61 % akcií byl registrován na společnost Key Investments, která ho pro ENIC potají spravovala. 31. ledna 2008 porušila Key Investments smlouvu se skupinou ENIC a navýšila základní kapitál akciové společnosti SK Slavia Praha – fotbal na více než dvojnásobek původní hodnoty. Předmětem vkladu se stala teoretická suma maximálního pojistného plnění z životních pojistek fotbalistů Slavie. Znalec Otto Šmída od maximálního pojistného plnění ve výši 294 milionů korun odečetl pojistné 5 milionů korun a po vynásobení koeficientem 1,16425 dospěl k částce 618 milionů korun. 11. února 2008 bylo vydáno sedm hromadných akcií o celkové nominální hodnotě 618 milionů korun znějících na jméno Dartmoor Association Ltd. sídlící na karibském ostrově Nevis. Na počátku března 2008 Slavia bez dalších podrobností oznámila, že od května 2006 jsou většinovými vlastníky fotbalové Slavie Tomáš Rosen a Petr Doležal. 23. ledna 2009 oficiální vlastník Slavie, společnost Dartmoor Association, akcie Slavie prodala společnosti Falkonida, která za ně nezaplatila a dále je převedla na společnost EGIDA, která je převedla na Antonína France.
Trenér Jarolím dělal časté změny v sestavě, média spekulovala o jeho sporech s hráči, vůči kterým uplatňoval příliš drsný přístup. V červnu 2009 Jarolím ze Slavie překvapivě propustil kapitána Ericha Brabce. Pro spory s Jarolímem se také rozhodl klub opustit Jarolímův synovec Marek Jarolím. Kádr oslabilo několik zranění. Slavia opět nepostoupila do Ligy mistrů, a v Evropské lize skončila ve své skupině poslední. Byla to na dalších sedm let poslední účast Slavie v evropských pohárech. V sezóně 2009/10 přezimovala Slavia na sedmém místě. Na jaře výkonnostní zlepšení nepřišlo. Jarolím dostal od vedení klubu ultimátum (neprohrát v Ostravě), které nesplnil, vedení Jarolíma ani tak neodvolalo, ale Jarolím nakonec rezignoval sám. Sezónu dokončil František Cipro, bylo to jeho již třetí trenérské angažmá v tomto klubu. Slavii dovedl k sedmému místu v lize, což bylo pro Slavii nejhorší umístění od sezóny 1990/91, poprvé od roku 1991 se nekvalifikovala do žádného evropského poháru.
Poté se stal trenérem znovu Jarolím, ale po devíti ligových kolech (ve kterých Slavia získala 10 bodů) rezignoval. Z klubu odešel generální ředitel Petr Doležal, nahradil ho bezpečnostní manažer FAČR Miroslav Platil. V sezóně 2010/2011 přezimoval klub na 14. místě ligové tabulky s náskokem 1 bodu na sestupovou příčku.

Ke sportovním problémům se přidaly problémy ekonomické. Rozpočet Slavie byl nastavený na pravidelnou účast v evropských pohárech a při neúčasti v nich došlo k výpadku příjmů, které se nepodařilo pokrýt. Finanční situaci klubu zhoršovalo i velké množství (84) hráčů s profesionální smlouvou, mnohdy za nadstandardně vysoký plat. V druhé polovině roku 2010 se ENIC pokusil vymoci více než 100milionový dluh na Slavii, nadále se hlásil jako majoritní vlastník a snažil se domoci svých práv soudní cestou. Vyšlo najevo, že peníze za prodej hráčů v poslední době skončily neznámo kde (podle ENIC je majitelé převedli na tajné zahraniční konto). Počátkem roku 2011 nechodily hráčům výplaty. Přidaly se dohady ohledně neznámého majitele klubu, spory ve vedení, stěhování Bohemians 1905 do Edenu a bojkot fanoušků, což přineslo výsledkovou krizi a obavy o další osud klubu. Jako majitel klubu vystupoval Antonín Franc, ale média informovala, že ve skutečnosti majitelem klubu být nemůže a je pravděpodobně pouze nastrčenou figurou (bílým koněm) skutečného majitele, kterým měl být podnikatel Petr Sisák, v minulosti odsouzený za tunelování a další trestné činy. Franc dělal Sisákovi řidiče. Slavia se dostala do dluhové pasti a klubu hrozilo vyřazení z ligy. 5. května 2011 oznámila Licenční komise ČMFS, že Slavii neudělila profesionální licenci, která je nezbytná k účasti v první i druhé lize. Důvodem byla nejasná vlastnická struktura, dluhy a nedoložený plán hospodaření na příští sezónu. Téhož dne, o poločase úvodního utkání semifinále Ondrášovka cupu, se na hrací ploše shromáždili naštvaní fanoušci a požadovali od vedení klubu vysvětlení, jak bude vzniklou situaci řešit. Když se od ředitele Platila dočkali pouze neurčitých frází, vtrhli do útrob stadionu a začali ho demolovat. Utkání bylo ukončeno a zkontumováno výsledkem 0:3 v neprospěch Slavie, která tak prakticky přišla o poslední možnost vylepšit svou finanční situaci účastí v Evropské lize. Škoda na stadionu byla vyčíslena na 700 000 korun.
V květnu 2011 koupila Francův podíl ve Slavii investiční skupina Natland Group, za zadlužený klub zaplatila jednu korunu. Natland neměl se Slavií reálné plány, chtěl ji pouze výhodně zpeněžit. Tomáš Rosen pak svůj podíl prodal podnikateli a bývalému politikovi ODS Aleši Řebíčkovi. Noví vlastníci se vyrovnávali s firmou ENIC a v srpnu 2011 Řebíček odkoupil od Natlandu zbývající akcie, čímž se stal držitelem 98 % akcií, a stal se prezidentem klubu. V online rozhovoru s fanoušky Řebíček formuloval hlavní priority Slavie pod svým vedením: stabilizovat finanční situaci klubu, hrát pravidelně o evropské poháry, porážet konkurenční Spartu a vychovávat mladé hráče. Fanouškům též slíbil účast v Lize mistrů.
Řebíček vystřídal kouče Michala Petrouše Františkem Strakou, který se v minulosti profiloval jako velký srdcař rivalské Sparty. To vyvolalo mezi příznivci obou klubů značné protesty. Slávisté dorazili na Strakovu premiéru v černém a na tréninkovém hřišti vykopali Strakovi i členům slávistického vedení symbolické hroby. V Kněževsi, kde Straka žije, namalovali na zdi nápisy, urážející Straku. Sparťanští fanoušci pomalovali přímo Strakův dům. Kvůli nekončícím protestům se Straka nakonec rozhodl v březnu 2012 rezignovat. Sezónu dotrénoval Strakův asistent, šestatřicetiletý Martin Poustka. V lednu 2012 přestoupil do Slavie Milan Škoda, pozdější kapitán a legenda klubu.
Za finanční rok končící v červnu 2012 Slavia utržila 47 milionů korun, závazky k majoritnímu akcionáři byly vyšší než účetní hodnota aktiv. Více než polovinu účetní hodnoty aktiv tvořilo předplacené nájemné na základě padesátileté smlouvy na pronájem stadionu.
Od začátku sezóny 2012/13 trénoval Slavii Petr Rada, sezónu ale nedokončil, v dubnu 2013 se pro neuspokojivé výsledky rozhodl rezignovat. Po jeho rezignaci byl vedením týmu do konce sezóny pověřen podruhé Michal Petrouš. Po jeho vedením uhrála Slavia ve zbývajících pěti kolech čtyři výhry při skóre 13:4 a sezónu 2012/13 dokončila na 7. místě. Petrouš, původně angažovaný jako dočasný trenér, byl poté potvrzen jako hlavní trenér i pro nadcházející sezóny.

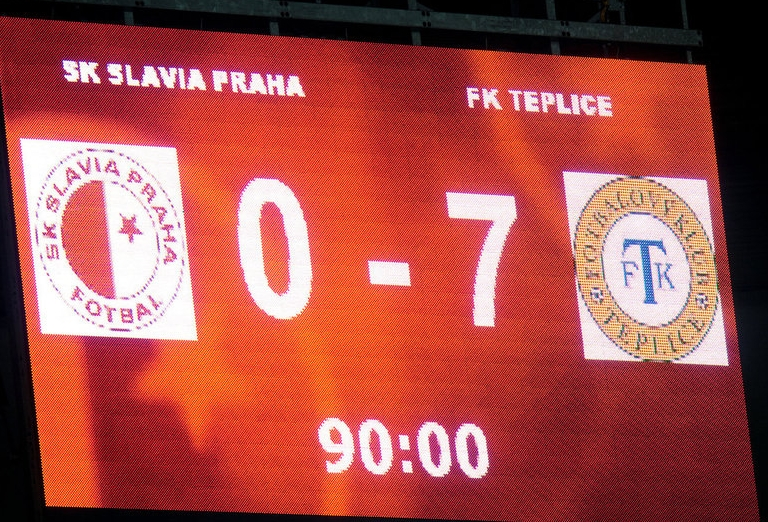
Nejvyšší prohra v historii klubu

V následující sezóně už se týmu tolik nedařilo – 19. srpna 2013 dokonce prohrála na domácím hřišti 0:7 s Teplicemi. Byla to pro Slavii nejvyšší porážka v celé historii klubu. O měsíc později přišel další domácí debakl, 0:4 s Mladou Boleslaví, a trenér Petrouš rezignoval. Po osmi odehraných kolech byla Slavia 13. se sedmi získanými body a skóre 7:19. Po Petroušovi se trenérem stal Miroslav Koubek, který zároveň trénoval českou reprezentaci do 19 let. Musel tedy dělit svůj čas a pozornost mezi tato dvě angažmá. V říjnu 2013 připadly zápasy Slavie a reprezentace na jediný den, kouč se mezi zápasy přesunul letadlem. V lednu 2014 od reprezentace odešel a věnoval se pouze Slavii.
Od roku 2013 se v médiích objevovaly informace, že Řebíčka financování klubu finančně vyčerpává a shání pro Slavii kupce. V zimní přestávce sezony 2013/14 projevil zájem Dmitrij Romaněnko z koncernu Lukoil, který do managementu klubu dosadil bývalého sportovního ředitele Zenitu Petohrad Igora Kornějeva, aby do dokončení prodeje zastupoval nového investora. Ten prosadil překvapivé odvolání kouče Koubka již po dvou odehraných jarních kolech, a jmenování do té doby málo známého Nizozemce Alexe Pastoora. Sportovní manažer Jaromír Šeterle na protest proti vyhazovu Koubka rezignoval na svoji funkci ve Slavii. Pastoorovým asistentem se stal Vladimír Šmicer. Sezona 2013/14 byla bídná herně i výsledkově. Slavia v nejvyšší české lize obsadila 13. příčku a zachránila se v posledním kole jen díky bodovým ztrátám dalších adeptů na sestup. V domácím poháru skončila Slavia ve čtvrtfinále.
Trenér Alex Pastoor se již před koncem sezóny rozhodl v klubu nepokračovat (spolu s ním skončil i Šmicer), také jednání s ruským investorem nebyla úspěšná, což vedlo k odchodu Kornějeva ze struktur klubu. Novým koučem byl jmenován již potřetí Miroslav Beránek. Ten vyhlásil plán do tří let vrátit Slavii do evropských pohárů. V prvních pěti kolech Slavia čtyřikrát vyhrála a vedla ligu, pak však přišlo období útlumu a sezónu 2014/15 skočila se ziskem 34 bodů na 11. místě. Trenér Beránek byl po skončení sezóny odvolán, na jeho místo přišel Dušan Uhrin mladší, který již v klubu působil v letech 1999 až 2001 jako asistent trenérů Cipra a Jarolíma.
V létě 2015 se prohloubily finanční problémy Slavie. Podle hráčského agenta Jiřího Stejskala Řebíček vložil do klubu postupně půl miliardy korun, a další prostředky již neměl. Bývalý ředitel klubu Zbyněk Kusý vymáhal po Slavii údajnou pohledávku ve výši 19 milionů korun, a v červnu 2015 podal na klub návrh na insolvenční řízení pro neschopnost splácet závazky. K návrhu se připojily i další subjekty, například společnost Gamma Enterprise, zajišťující pro Slavii catering. Slavia údajně dlužila i některým bývalým hráčům. Generální ředitel Slavie David Trunda zpochybnil Kusého nároky a odmítl, že by Slavia nebyla schopna platit své dluhy. Podle Trundy se jednalo o „organizovaný a delší dobu připravovaný útok [...] promyšlený postup několika konkrétních osob, jak ovládnout a zničit Slavii“.
Cíle, vytyčené Alešem Řebíčkem při koupi klubu, se nepodařilo naplnit – v lize skončila Slavia na 12., 7., 13. a 11. místě, v Poháru FAČR došla v sezóně 2013/14 do čtvrtfinále, jinak vždy vypadla ve třetím kole s týmem z nižších soutěží, do evropských pohárů se jí tedy proniknout nepodařilo. Z osmi zápasů se Spartou se jí podařilo vyhrát jediný, a místo finanční stabilizace spadl klub do insolvence.

### Ve vlastnictví čínských společností (2015–2023)

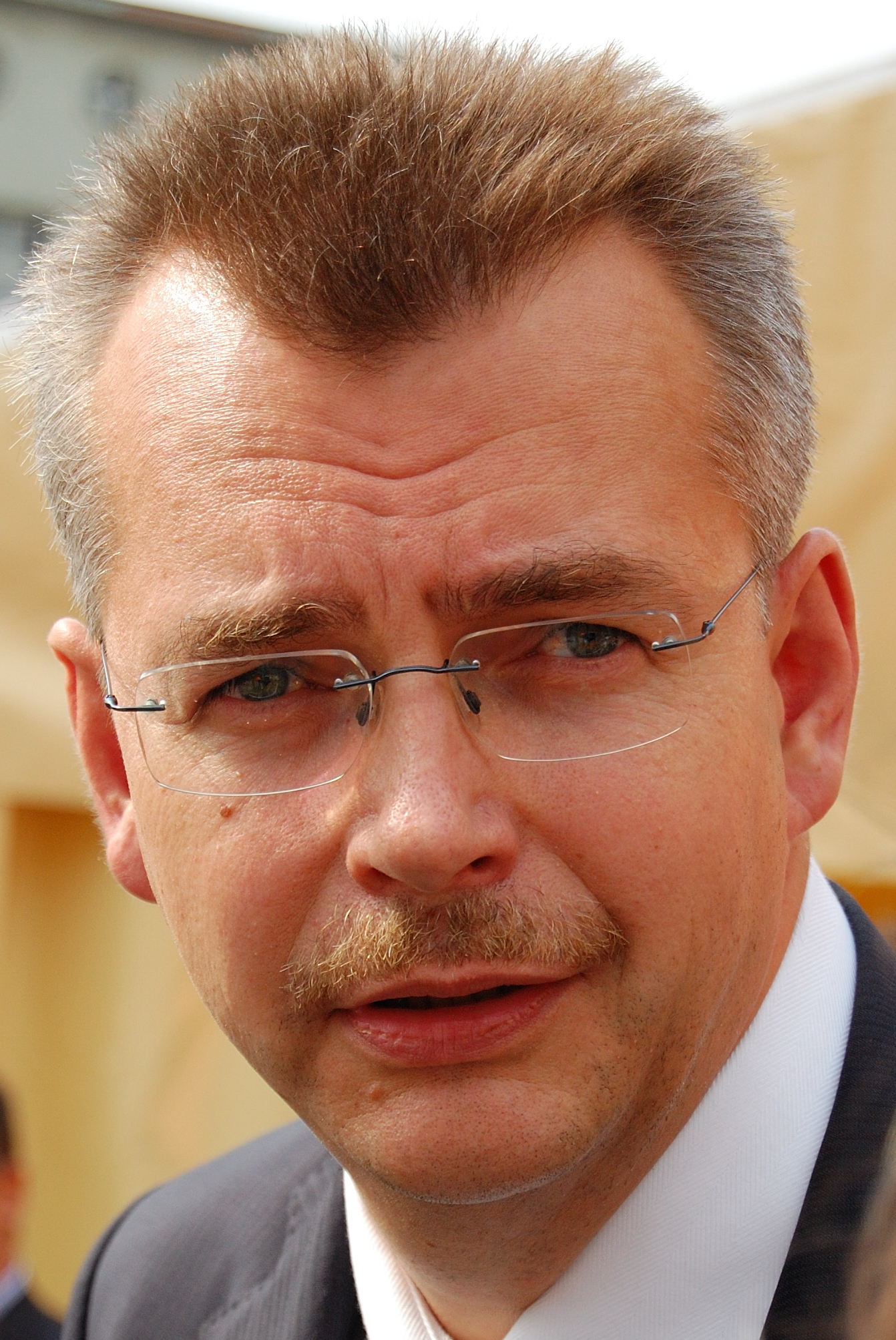
Předseda představenstva Slavie Jaroslav Tvrdík.

4. září 2015 se majiteli klubu staly čínská společnost China Energy Company Limited (CEFC), a Fly Sport Investments podnikatele Jiřího Šimáně, který prostřednictvím svých společností Slavii léta sponzoroval. Šimáně podle svých slov nikdy nechtěl Slavii vlastnit, ale když byla bezprostředně ohrožena zánikem, svůj názor změnil, menší podíl koupil a sehnal strategického partnera z Číny. CEFC získala za 27 milionů korun 59,97 % akcií klubu (také se stala jeho generálním partnerem), společnost Jiřího Šimáně měla podíl 39,97 %, zbývající podíl byl ve vlastnictví drobných akcionářů. Novým předsedou představenstva byl jmenován Šimáně, v dozorčí radě zasedli manažer CEFC Čchan Čchao-tuo, manažer a bývalý politik ČSSD Jaroslav Tvrdík, a Vladimír Šmicer, generálním ředitelem zůstal David Trunda.
Noví majitelé splatili všechny nesporné pohledávky, čímž ukončili insolvenční řízení s klubem, a deklarovali záměr vrátit Slavii do boje o nejvyšší příčky.
V zimní přestávce 2015/2016 přivedla Slavia osm nových posil, za které utratila značné finanční částky. Média přinesla zprávy o sporech Tvrdíka, který měl v úmyslu investovat ve Slavii velké prostředky za účelem dosažení okamžitého úspěchu, s opatrnějším Šimáněm, který preferoval cestu pozvolného zlepšování s menšími náklady. Tyto rozpory vyvrcholily 6. dubna 2016, kdy Šimáně rezignoval na post předsedy představenstva klubu (svůj majetkový podíl si ponechal). Jako důvody rezignace uvedl spory s Tvrdíkem a odlišný pohled na řízení klubu. O dva dny později se Tvrdík se Šimáněm usmířili; Šimáně byl pověřen vybudováním mládežnické akademie klubu a vrátil se do představenstva, jehož se Tvrdík stal předsedou. Majetkový podíl CEFC vzrostl z 60 na 67 %, zatímco Šimáněho klesl ze 40 na 33 %. V květnu 2016 navýšila CEFC svůj podíl na 81 %.

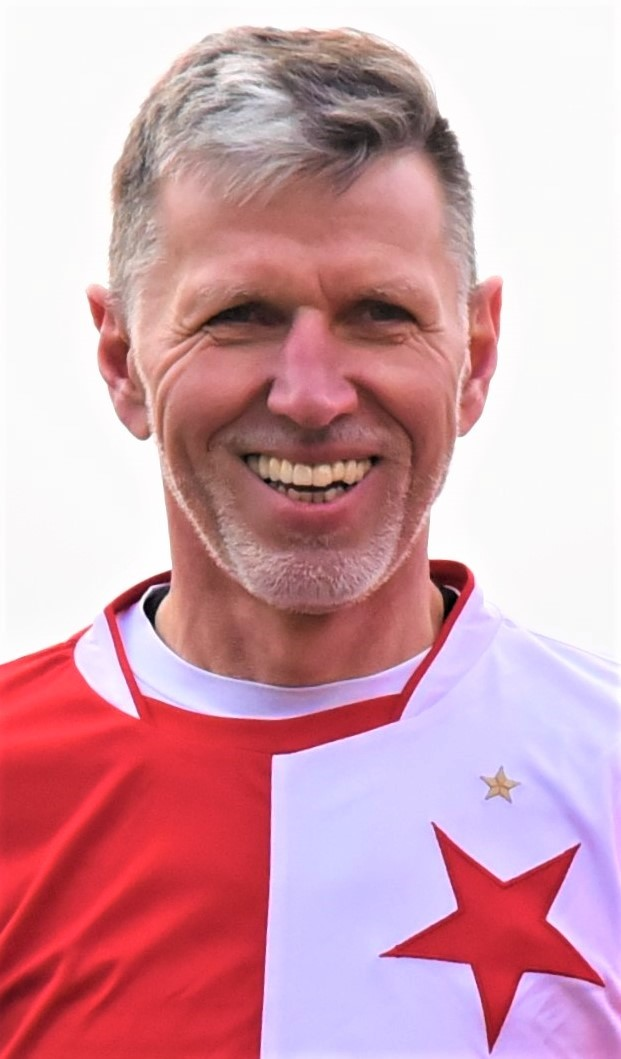
Jaroslav Šilhavý při Silvestrovském derby 2019.

V sezóně 2015/16 skončila Slavia v lize pátá, čímž se po sedmi letech kvalifikovala do evropských pohárů, konkrétně do 2. předkola Evropské ligy. V předkolech přešla přes estonskou Levadii Tallinn a portugalské Rio Ave, ale nakonec ji vyřadil RSC Anderlecht. Ve čtyřech úvodních zápasech ligové sezóny 2016/17 získala Slavia 5 bodů z 12 možných, což byl vedle neuspokojivého herního projevu mužstva důvod k odvolání trenéra Uhrina a sportovního ředitele Josefa Jinocha. Novým trenérem mužstva se stal Jaroslav Šilhavý, který v klubu působil v letech 1990 až 1993 jako hráč.
V listopadu 2016 odkoupila CEFC zbývající Šimáněho akcie, a oznámila svůj úmysl kapitalizovat své pohledávky vůči klubu formou navýšení základního jmění. 17. dubna 2017 se CEFC stala majitelem Eden Areny.
Pod Šilhavého vedením Slavia do konce sezóny již neprohrála, a 27. května 2017 se se ziskem 69 bodů stala vítězem 1. fotbalové ligy a získala tak svůj čtvrtý titul mistra České republiky (19. mistrovský titul celkem). V domácím poháru skončila v semifinále.
V Lize mistrů Slavia postoupila ze 3. předkola přes BATE Borisov, ale ve 4. předkole vypadla s APOELem a hrála pouze základní skupinu Evropské ligy. Z té se jí nepodařilo postoupit. 25. září 2017 remizovala ve Zlíně, byl to její 34. ligový zápas v řadě bez porážky, čímž stanovila rekord samostatné české ligy. Série se nakonec zastavila na 36 zápasech. V lize přezimovala na druhé příčce se čtrnáctibodovou ztrátou na vedoucí Plzeň. Neúspěch v evropských pohárech a ztráta reálné šance na titul vedly k tomu, že představenstvo odvolalo trenéra Šilhavého, novým trenérem se stal Jindřich Trpišovský.

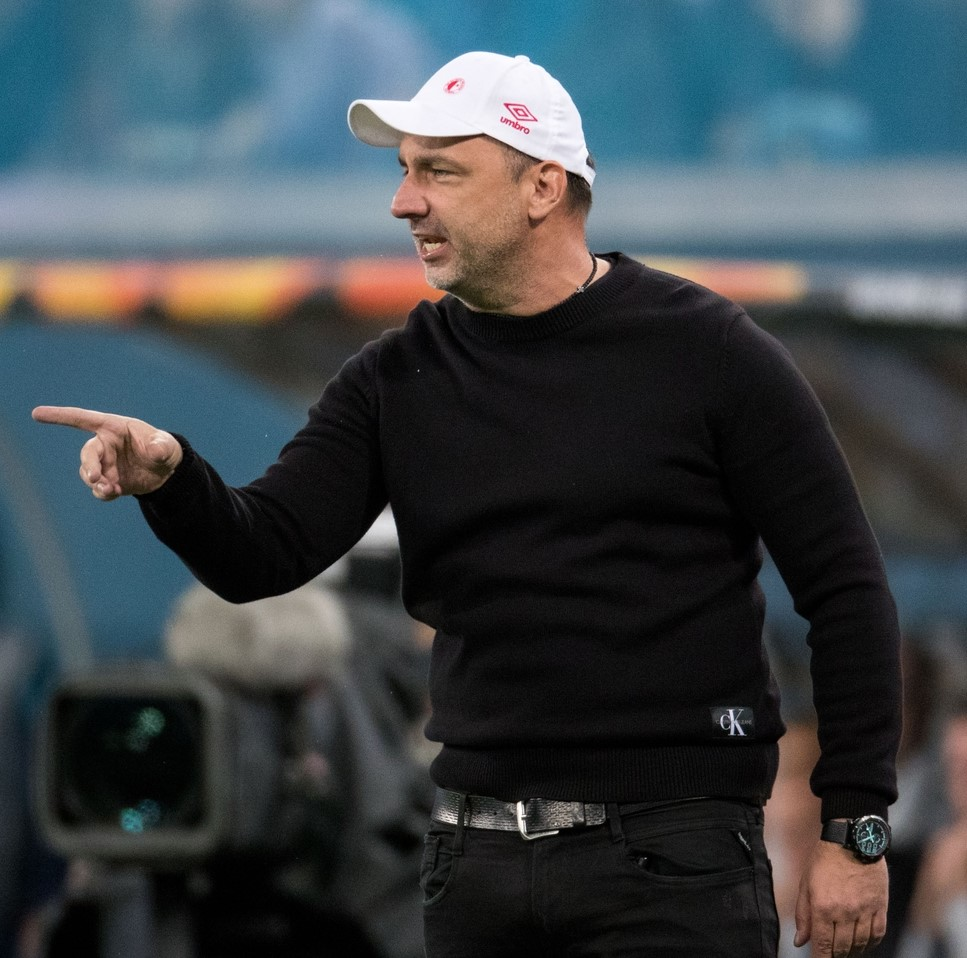
Jindřich Trpišovský.

V únoru 2018 byl zatčen předseda představenstva CEFC Jie Ťien-ming kvůli podezření z ekonomické kriminality. Vyšlo najevo, že CEFC má vážné finanční problémy. Média spekulovala, že problémy CEFC mohou zasáhnout i Slavii. Zároveň média přinesla zprávu, že si CEFC vzala krátkodobý bankovní úvěr u banky J&T, a zaručila se stadionem v Edenu. V březnu 2018 do CEFC majetkově vstoupila čínská společnost CITIC Group, a začala odkupovat její pohledávky. V květnu 2018, kdy došlo k vyostření sporu mezi CEFC a J&T ohledně splácení úvěru, J&T nakrátko převzala slávistický stadion, ale CITIC poté dluh splatila a slávistický stadion se CEFC vrátil. Klub i stadion se poté staly majetkem CITIC.
V květnu 2018 Slavia po 16 letech vyhrála domácí pohár. V konečné tabulce ligového ročníku 2017/18 skočila druhá za vítěznou Plzní. Vybojovala si tak v účast v třetím předkole Ligy mistrů 2018/19, kde vypadla s Dynamem Kyjev a hrála základní skupinu Evropské ligy. Z ní coby druhý tým ze skupiny postoupila do jarních vyřazovacích bojů.

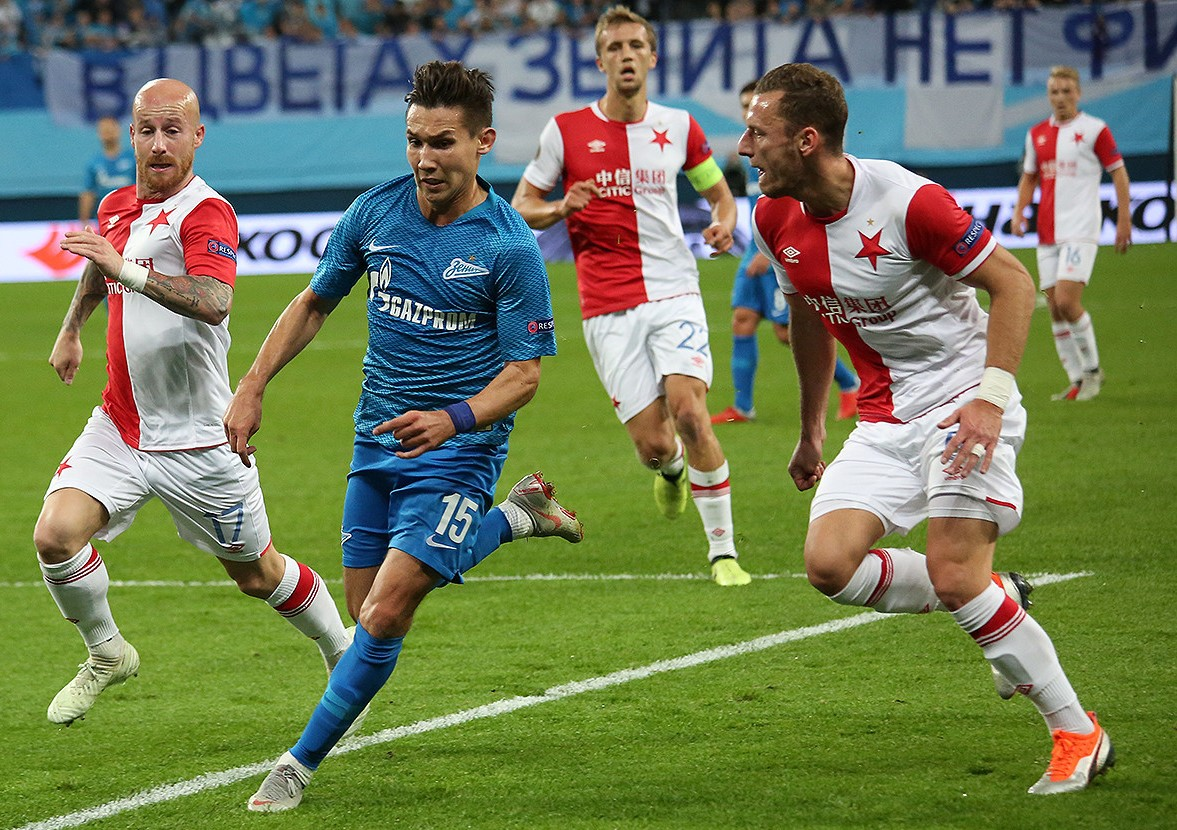
Fotografie ze zápasu Evropské ligy proti Zenitu Petrohrad.

16. září 2018 Slavia vyhrála na půdě Slovácka 1:3, čímž prodloužila svoji sérii bez inkasovaného gólu na hřišti soupeře na 758 minut. Stanovila tak nový rekord ligy. Rekord mohli překonat ale nepovedlo se.
V listopadu 2018 se pokoušela společnost CITIC převést nadpoloviční podíl v klubu na čínskou developerskou společnost Sinobo Group. Také došlo přejmenování stadionu v Edenu na Sinobo Stadium. CITIC si chtěl ponechat minoritní podíl, přesná vlastnická struktura nebyla zveřejněna. Až v roce 2020 vyšlo najevo, že převod podílu na Sinobo Group stále neproběhl a oficiálním vlastníkem je nadále CITIC Group.
Ve vyřazovací části Evropské ligy si Slavia nejdříve poradila s belgickým Genkem, poté v prodloužení porazila španělský favorizovaný tým FC Sevilla a její cesta se zastavila až ve čtvrtfinále, kde ji vyřadil britský tým Chelsea FC. V ligové sezóně 2018/19 nakonec Slavia získala mistrovský titul. Vyhrála také domácí pohár, čímž poprvé od roku 1942 získala tzv. double. Následně poprvé ve své historii vyhrála i Česko-slovenský Superpohár. 1. listopadu 2018 bylo na stadionu v Edenu otevřeno Slavia Museum s více než 1000 exponáty z klubové historie.
Ve 4. předkole Ligy mistrů 2019/20 Slavia vyřadila rumunský celek CFR Kluž, a po dvanácti letech tak postoupila do základní skupiny Ligy mistrů. Ve skupině s Barcelonou, Interem Milán a Borussií Dortmund ale získala jen dva body za remízy v Miláně a v Barceloně, obsadila poslední místo a nepostoupila tak do jarních vyřazovacích bojů. Po podzimní části sezóny 2019/20 přezimovala na prvním místě s náskokem 16 bodů na druhou Plzeň,, ale vypadla z domácího poháru. Vzhledem k tomu, že v ligové tabulce měla značný náskok, a z pohárových soutěží vypadala, rozhodla se Slavia věnovat jaro přestavbě kádru a uvolnila některé starší a méně využívané hráče. Svolení k odchodu dostal také tahoun posledních sezón Tomáš Souček, který přestoupil do West Ham United FC. Tyto změny způsobily, že do konce základní části se náskok Slavie smrskl na šest bodů. Od 12. března do 25. května 2020 byla ligová soutěž přerušená kvůli pandemii covidu-19. Zpočátku se hrálo pouze bez diváků, postupně byly povolené počty diváků navyšovány. V nadstavbové části ligy si Slavia zajistila svůj 20. ligový titul.
Do sezóny 2020/21 vstoupila Slavia s omlazeným kádrem. Také tuto sezónu výrazně ovlivnila omezení spojená s pandemií koronaviru. Kvůli pozitivnímu testu jednoho z hráčů Slavia nedokončila předsezónní přípravu v Rakousku. Ve 4. předkole Ligy mistrů vypadla s dánským týmem FC Midtjylland po výsledcích 0:0 a 1:4 a hrála základní skupinu Evropské ligy. Z důvodu zhoršující se epidemické situaci se fotbalové zápasy hrály s omezeným počtem diváků, posléze zcela bez diváků, liga byla začátkem října na měsíc zcela přerušena. Zápasy Evropské ligy se ale mohly hrát díky výjimce. Ze základní skupiny postoupila do jarní vyřazovací fáze soutěže. Během sezóny se tým opakovaně musel vyrovnávat s absencemi způsobenými koronavirovou nákazou, někteří hráči se nakazili vícekrát, zimní příprava byla kvůli nákaze zrušena. Ve vyřazovací části Evropské ligy Slavia vyřadila Leicester a Rangers FC a ve čtvrtfinále vypadla s Arsenalem. Domácí ligu Slávisté ovládli bez jediné porážky a s náskokem 12 bodů na druhou Spartu získali třetí titul v řadě. Zároveň sérií 46 zápasů bez porážky vytvořila Slavia nový český a československý rekord. Úspěšnou sezónu navíc završilo vítězství v domácím poháru a zisk double.
Z důvodu vytíženosti většího množství hráčů na Mistrovství Evropy ve fotbale, a kvůli problémům s koronavirem Slavia prakticky neabsolvovala přípravu na novou sezónu. Z kraje sezóny neuspěla ve třetím předkole Ligy mistrů, kde vypadla s maďarským Ferencvárosi TC, ani ve čtvrtém předkole Evropské ligy, kde ji vyřadila Legia Warszawa. Hrála tedy pouze tedy základní skupinu nově zřízené Konferenční ligy. Zde postoupila z druhého místa základní skupiny, a přes Fenerbahce Istanbul a LASK Linz postoupila až do čtvrtfinále, kde vypadla s Feyenoordem. V lize Slavia vyhrála základní skupinu s jednobodovým náskokem, ale v nadstavbové části získala jen pět bodů z pěti zápasů, a obsadila konečné druhé místo za Plzní.

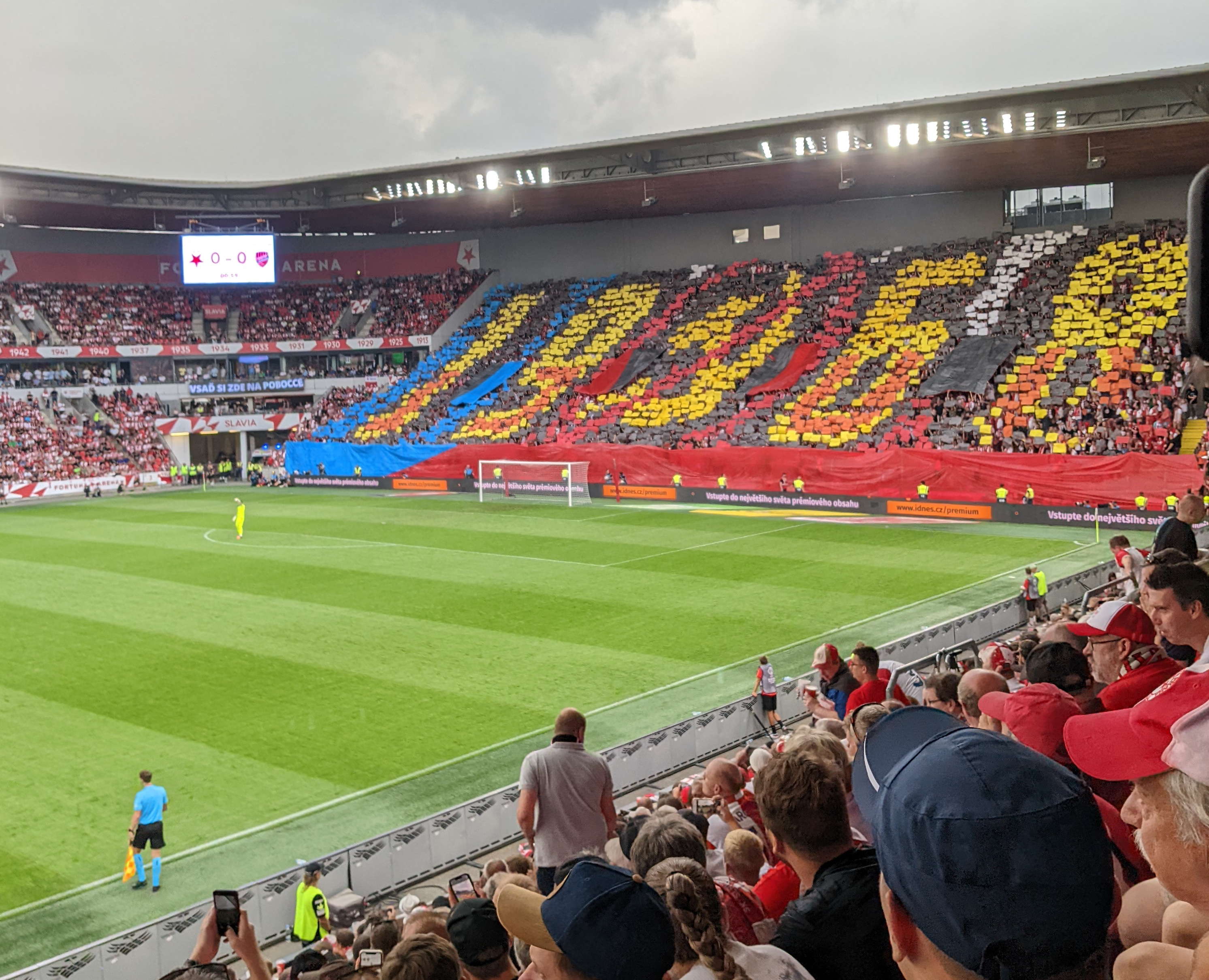
Slávistické choreo při zápase proti Rakówu v roce 2022

V sezóně 2022/23 hrála Konferenční ligu, kde prošla přes tři předkola až do základní skupiny. Šlo již o její šestou účast v základní skupině evropských pohárů v řadě. Skončila na třetím místě ve skupině a nepostoupila do vyřazovací části. V této sezóně taky vyhrála MOL Cup po výhře 2:0 nad Spartou. V lize skončila druhá, když získala stejně bodů jako mistrovská Sparta, s níž měla i lepší vzájemné zápasy.
V sezóně 2023/24 Evropské ligy Slavia postoupila přes Dnipro-1 a Zorju Luhansk do základní skupiny, kterou před vyhrála před AS Řím, Servette Ženeva a Šeriffem Tiraspol, a postoupila tak do jarního osmifinále. V něm vypadla s AC Milán.

### Éra Pavla Tykače (od 2023)
Čínská společnost CITIC od převzetí klubu v listopadu 2018 svůj finanční příspěvek postupně snižovala, v roce 2023 už údajně neplatila vůbec. K udržení rozpočtu byla Slavia opakovaně nucena prodávat své opory, což její kádr oslabovalo. Díky čínským předpisům nemohla CITIC investovat do nemovitostí v zahraničí, nebylo tedy možné realizovat zamýšlenou výstavbu mládežnické akademie na pražském Šeberově. Šéf klubu Jaroslav Tvrdík proto hledal pro Slavii nového majitele, který by zajistil další rozvoj klubu. V prosinci 2021 obdržel CITIC od americké společnosti Blackstone Inc. nabídku na odkoupení 50 % akcií klubu, majitelé Slavie ale nabídku odmítli. Nevyšel ani prodej nespecifikovanému zájemci z Bahrajnu.
Teprve v prosinci roku 2023 došlo k prodeji, když se novým majitelem stal český podnikatel Pavel Tykač. Za 99,98 % akcií klubu a 100 % stadionu měl zaplatit odhadem dvě až tři miliardy korun. Předsedou představenstva zůstal Jaroslav Tvrdík. Ten v lednu 2024 odhalil Tykačovy záměry s klubem: Vybudování mládežnické akademie s až 11 hřišti a zvýšení kapacity stadionu v Edenu o 60 %. Vedení Slavie dostalo od Tykače za úkol získat v následujících deseti letech nejméně pět mistrovských titulů, a každou sezónu hrát základní skupinu Evropské ligy nebo Ligy mistrů.
Ohledně zvětšení stadionu zvažovalo vedení Slavie různé varianty. V listopadu 2024 oznámil Tvrdík, že rekonstruovaný stadion by mohl stát v roce 2030 a kapacitu by mohl mít 30 až 40 tisíc návštěvníků. Tykač zmínil rok 2035 a nevyloučil ani možnost zbourání stávajícího stadionu a postavení nového s kapacitou 50 tisíc lidí.
V ligové sezóně 2023/24 Slavia titul nezískala, skončila potřetí za sebou druhá, tentokrát o dva body za Spartou. V poháru byla vyřazena ve čtvrtfinále.
V sezóně 2024/25 v kvalifikaci Ligy mistrů Slavia postoupila přes Royale Union Saint-Gilloise, ale těsně vypadla s Lille OSC, a hrála tedy pouze základní skupinu Evropské ligy. Se ziskem pěti bodů z osmi utkání skončila na 30. místě z 36 účastníků a nepostoupila do vyřazovacích bojů.
V listopadu 2024, v rámci oslav 132. výročí založení klubu, připravili fanoušci celostadionovou choreografii - šlo o největší choreografii, jaká kdy v Česku proběhla.

## Pražské derby

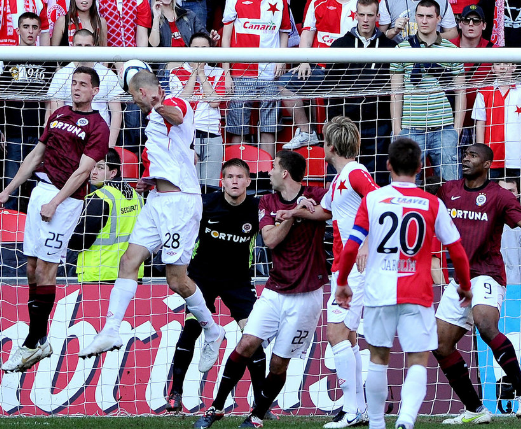
278. Pražské derby v roce 2012

Pražské derby (či Derby pražských „S“) je název pro fotbalové utkání mezi kluby AC Sparta Praha a SK Slavia Praha, které jsou historicky nejúspěšnějšími českými celky a velkými rivaly. Jak v minulosti, tak v současné době je Pražské derby nejatraktivnějším duelem 1. české fotbalové ligy. V historii samostatné české soutěže byl tento zápas až na pár výjimek jedním ze zápasů, které rozhodovaly o vítězi nejvyšší tuzemské ligy. Těchto zápasu bylo sehráno už 314.
Rivalita mezi pražskými „S“ je značná, jelikož Sparta vyrostla z dělnického prostředí a Slavia ze studentského, první tým má tak pověst, že mu fandí především dělníci a zaměstnanci a druhému týmu vysoce postavení úředníci a společenská elita, reálně tomu tak ovšem není.
Název „Pražské derby“ se může vztahovat i k jiným sportům, například k futsalu nebo hokeji, kde oba kluby taktéž působí na vrcholné úrovni. Utkání Sparty a Slavie s dalšími pražskými kluby (nebo i utkání dalších pražských klubů mezi sebou) se většinou označuje jako „malé pražské derby“. 
Od roku 1986 se pořádá silvestrovské derby, jež však nebývá započítáno do statistik nejvyšší soutěže.

## Úspěchy

### Úspěchy mužů
| Kontinentální medaile (1) |
| - Středoevropský pohár (Mitropa Cup) (meziválečná fotbalová soutěž; 1× vítěz); pozn.: V letech 1927–1938 se jednalo o nejvýznamnější evropskou fotbalovou soutěž, která byla založena prioritně pro nejsilnější kontinentální země dvacátých a třicátých let (Rakousko, Itálie, Maďarsko a Československo). Tehdejší prestiž soutěže v těchto letech se může srovnávat s Ligou mistrů UEFA v dnešní době. - – SK Slavia: 1938 - – SK Slavia: 1929 |
| Domácí medaile (34) |
| - Mistrovství ČSF (1× vítěz) - – SK Slavia: 1913 - Československá nejvyšší fotbalová soutěž (9× vítěz) - – SK Slavia: 1925, 1928/29, 1929/30, 1930/31, 1932/33, 1933/34, 1934/35, 1936/37, 1946/47 - – SK Slavia: 1925/26, 1927, 1927/28, 1931/32, 1935/36, 1937/38, 1938/39, 1945/46, 1947/48; SK Slavia Praha: 1992/93 - – TJ Dynamo Praha: 1958/59; SK Slavia Praha: 1965/66; TJ Slavia Praha: 1973/74, 1975/76, 1976/77; SK Slavia IPS Praha: 1984/85 - Protektorátní nejvyšší fotbalová soutěž (4× vítěz) - – SK Slavia: 1939/40, 1940/41, 1941/42, 1942/43 - – SK Slavia: 1943/44 - Česká nejvyšší fotbalová soutěž (8× vítěz) - – SK Slavia Praha: 1995/96, 2007/08, 2008/09, 2016/17, 2018/19, 2019/20, 2020/21, 2024/25 - – SK Slavia Praha: 1993/94, 1994/95, 1996/97, 1997/98, 1999/00, 2000/01, 2002/03, 2004/05, 2006/07, 2017/18, 2022/23, 2023/24 - – SK Slavia Praha: 1998/99, 2005/06 - Český fotbalový pohár (11× vítěz) - – SK Slavia: 1940/41, 1941/42, 1944/45; TJ Slavia Praha: 1973/74; SK Slavia Praha: 1996/97, 1998/99, 2001/02, 2017/18, 2018/19, 2020/21, 2022/23 - Česko-slovenský Superpohár (1× vítěz) - – SK Slavia Praha: 2019 |
| Menší úspěchy |
| - Interpohár (7× vítěz) - – SK Slavia Praha: 1970 (sk. B2), 1972 (sk. 4); TJ Slavia IPS Praha: 1977 (sk. 5); SK Slavia IPS Praha: 1978 (sk. 2), 1986 (sk. 11); SK Slavia Praha: 1992 (sk. 9), 1993 (sk. 5) - Mistrovství Čech a Moravy (6× vítěz) - – SK Slavia: 1897 jaro, 1897 podzim, 1898, 1899, 1900, 1901 - Mistrovství ČSF (1× vítěz) - – SK Slavia: 1915 - Mistrovství Středočeské župy (2× vítěz) - – SK Slavia: 1918, 1924 - Pohár dobročinnosti (3× vítěz) - – SK Slavia: 1910, 1911, 1912 - Středočeský pohár (10× vítěz) - – SK Slavia: 1922, 1926, 1927, 1928, 1930, 1932, 1935, 1941, 1943, 1944 - Velikonoční turnaj v Praze (5× vítěz) - – SK Slavia: 1924, 1925, 1929; TJ Dynamo Praha: 1956, 1957 - Perleťový pohár (5× vítěz) - – SK Slavia Praha: 1966; SK Slavia IPS Praha: 1984, 1990; SK Slavia Praha: 1994, 1996 - Zimní turnaj Tatry Smíchov (1× vítěz) - – SK Slavia IPS Praha: 1980/81 - Tipsport liga (dříve Tipsport Cup; 3× vítěz) - – SK Slavia Praha: 1999, 2004, 2013 - Ministerský pohár (dříve O pohár starosty města Čelákovic; 5× vítěz) - – SK Slavia Praha: 2006, 2007, 2009, 2012, 2016                                |

### Úspěchy žen
| Domácí medaile |

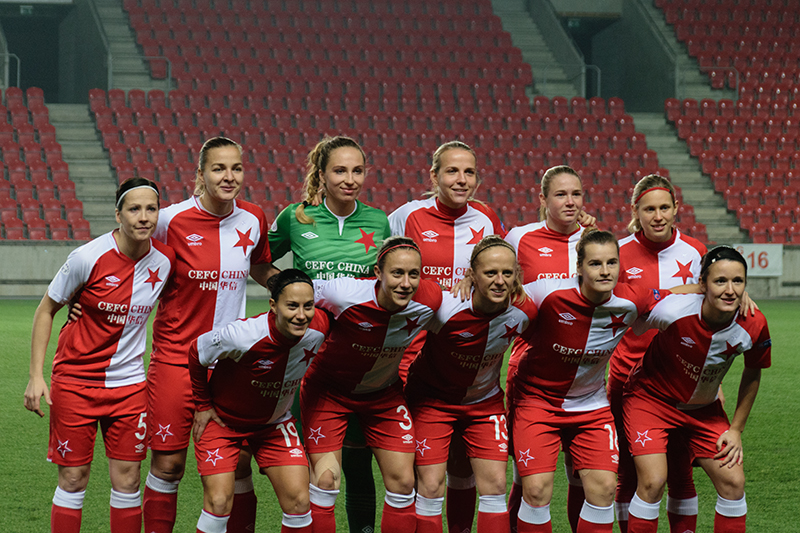
Ženy Slavia Praha v roce 2017

| - Československá nejvyšší fotbalová soutěž žen (2× vítěz) - – SK Slavia Praha: 1992, 1993 - Česká nejvyšší fotbalová soutěž žen (ČSR (1969–90), ČR (1990–92) a ČR (od 1993); 22× vítěz) - – SK Slavia Praha: 1969/70, 1970/71, 1971/72; TJ Slavia Praha: 1973/74, 1974/75; SK Slavia IPS Praha: 1978/79, 1982/83, 1986/87, 1987/88; SK Slavia Praha: 1991/92, 1992/93, 2002/03, 2003/04, 2013/14, 2014/15, 2015/16, 2016/17 , 2019/20, 2021/22, 2022/23, 2023/24, 2024/25 - – SK Slavia Praha: 1999/00, 2001/02, 2004/05, 2005/06, 2006/07, 2007/08, 2008/09, 2009/10, 2010/11, 2011/12, 2012/13, 2017/18, 2018/19, - Český fotbalový pohár žen (6× vítěz) - – SK Slavia Praha: 2013/14, 2015/16 2021/22, 2022/23, 2023/24, 2024/25 - – SK Slavia Praha: 2007/08, 2010/11, 2012/13, 2014/15, 2016/17 , 2018/19 |

### Úspěchy mládeže
| Domácí medaile |

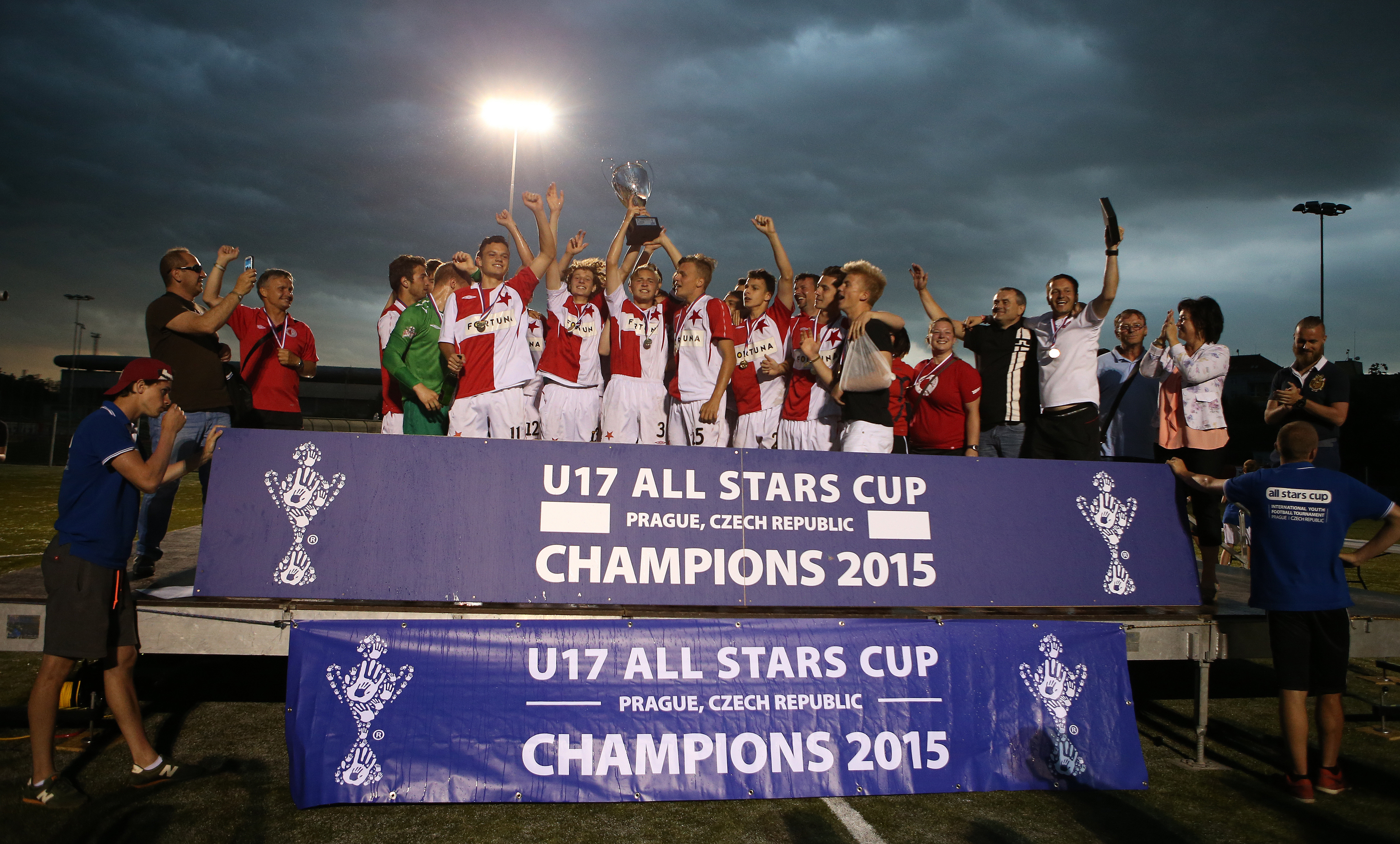
Vítězný slávistický tým na All Stars Cupu 2015

| - Juniorská liga (česká nejvyšší fotbalová soutěž do 21 let; 1× vítěz) - – SK Slavia Praha: 2013/14 - – SK Slavia Praha: 2012/13 - Dorostenecká liga ČR (od 1993) (česká nejvyšší fotbalová soutěž do 19 let; 5× vítěz) - – SK Slavia Praha: 1993/94, 1994/95, 1997/98, 2013/14, 2018/19 - – SK Slavia Praha: 2004/05, 2005/06, 2010/11, 2012/13 - – SK Slavia Praha: 2006/07 |

## Historické názvy
- 1892 – SK ACOS Praha (Sportovní klub Akademický cyklistický odbor Slavia)
- 1895 – S.K. Slavia (Sportovní klub Slavia)
- 1948 – Sokol Slavia Praha
- 1949 – ZSJ Dynamo Slavia Praha (Základní sportovní jednota Dynamo Slavia Praha)
- 1953 – DSO Dynamo Praha (Dobrovolná sportovní organizace Dynamo Praha)
- 1954 – TJ Dynamo Praha (Tělovýchovná jednota Dynamo Praha)
- 1965 – SK Slavia Praha (Sportovní klub Slavia Praha)
- 1973 – TJ Slavia Praha (Tělovýchovná jednota Slavia Praha)
- 1977 – TJ Slavia IPS Praha (Tělovýchovná jednota Slavia Inženýrské průmyslové stavby Praha)
- 1978 – SK Slavia IPS Praha (Sportovní klub Slavia Inženýrské průmyslové stavby Praha)
- 1991 – SK Slavia Praha (Sportovní klub Slavia Praha)

## Klubové rekordy

### 1. liga
- Nejlepší umístění: 1. místo (21×)
- Nejhorší umístění: 14. místo (3× – 1960/61, 1962/63 a 1972/73)
- Nejvyšší výhra: 15:1 výhra nad SK České Budějovice (1947/48)
- Nejvyšší prohra: 0:7 domácí prohra s Teplicemi (2013/2014)
- Nejvíce vítězství v řadě: 23 zápasů (28. 4. 1929 – 9. 1. 1930)
- Nejdelší období bez porážky: 46 zápasů (8. 3. 2020 – 29. 5. 2021)
- Nejdelší období bez výhry: 16 zápasů (1956–1958)
- Nejdelší období bez porážky (doma): 32 zápasů (5. 4. 1998 – 30. 4. 2000)
- Nejdelší období bez výhry (venku): 22 zápasů (1977–1979)
- Nejdelší období bez obdrženého gólu (samostatně): Ondřej Kolář – 788 min (2019/20)
- Nejdelší období bez obdrženého gólu (společně): Jan Stejskal a Radek Černý 600 min (1997–1998)
- Nejdelší období bez vstřeleného gólu: 505 min (2006–2007)
- Nejvíce uhraných bodů: 90 (sezóna 2024/25)
- Nejlepší střelec klubu v historii: Josef Bican – 417 gólů
- Nejvíce gólů v jedné sezóně (jednotlivec): Josef Bican – 57 gólů (1943/44)
- Nejvíce gólů v jedné sezóně (mužstvo): 131 gólů (1943/44)
- Nejvíce gólů v jednom zápase (jednotlivec): 7 gólů – Josef Bican (4×), Václav Horák (1×)
- Nejvíce ligových startů: František Veselý – 404
- Nejvíce ligových startů v řadě: František Veselý – 133
- Nejčastější klubový král střelců: Josef Bican – 13×

### Nejvyšší domácí návštěva
- Absolutní: 50 000 diváků (8. července 1945 přátelské utkání s ŠK Bratislava 4:2) – Strahov
- V evropských pohárech : 45 000 diváků (4. září 1938 finále STEP s Ferencvárosi TC Budapest 2:2) – Strahov
- 1. liga: 42 000 diváků (9. dubna 1966 se Spartou 1:1) – Eden
- 2. liga: 42 000 diváků (12. června 1965 s Plzní 4:1) – Eden
- 1. liga od roku 1993: 20 698 diváků (17. května 2008 s Jabloncem 2:2) – Eden

## Nejlepší střelci ligy
- Jan Vaník – 1925 (13 gólů)
- Antonín Puč – 1927 (13), 1928/29 (13)
- Jiří Sobotka – 1933/34 (18)
- František Svoboda – 1934/35 (27)
- Vojtěch Bradáč – 1935/36 (42)
- Josef Bican – 1937/38 (22), 1938/39 (29), 1939/40 (50), 1940/41 (38), 1941/42 (45), 1942/43 (39), 1943/44 (57), 1945/46 (31), 1946/47 (43), 1948 (21)
- Ladislav Hlaváček – 1949 (28)
- Peter Herda – 1981/82 (15)
- Ivo Knoflíček – 1984/85 (21)
- Milan Škoda – 2016/17 (15)
- Petar Musa – 2019/20 (14)
- Jan Kuchta – 2020/21 (15)
- Václav Jurečka – 2022/2023 (20)[313]
- Václav Jurečka - 2023/24 (20)

## Majetkové poměry klubu
99,98 % akcií klubu drží český podnikatel Pavel Tykač, zbývající akcie jsou v rukou minoritních podílníků.

## Soupiska
| #  | Pozice | Hráč               |
| -- | ------ | ------------------ |
| 1  | B      | Ondřej Kolář       |
| 2  | O      | Štěpán Chaloupek   |
| 3  | O      | Tomáš Holeš        |
| 4  | O      | David Zima         |
| 5  | O      | Igoh Ogbu          |
| 8  | O      | Daiki Hashioka     |
| 9  | Z      | Vasil Kušej        |
| 10 | Z      | Christos Zafeiris  |
| 11 | Z      | Youssoupha Sanyang |
| 13 | Ú      | Mojmír Chytil      |
| 15 | O      | Emmanuel Fully     |
| 16 | Z      | David Moses        |
| 17 | Z      | Lukáš Provod       |
| 18 | O      | Jan Bořil          |
| 19 | Z      | Oscar Dorley       |

| #  | Pozice | Hráč                |
| -- | ------ | ------------------- |
| 20 | Z      | Giannis-Fivos Botos |
| 21 | Z      | David Douděra       |
| 22 | Z      | Lukáš Vorlický      |
| 23 | Z      | Michal Sadílek      |
| 25 | Ú      | Tomáš Chorý         |
| 26 | Ú      | Ivan Schranz        |
| 27 | O      | Tomáš Vlček         |
| 29 | Z      | Divine Teah         |
| 33 | O      | Ondřej Zmrzlý       |
| 35 | B      | Jakub Markovič      |
| 36 | B      | Jindřich Staněk     |
| 37 | O      | Dominik Javorček    |
|    | O      | Ondřej Kričfaluši   |
|    | Z      | Petr Ševčík         |
|    | Z      | Filip Horský        |

### Změny v kádru v letním přestupovém období 2025-2026
| Příchody |           |                    |     |                 |                           |
| Poz.     | Nár.      | Hráč               | Věk | Odkud přišel    | Typ                       |
| Z        | Česko     | Michal Sadílek     | 26  | FC Twente       | přestup                   |
| Z        | Gambie    | Youssoupha Sanyang | 19  | Östers IF       | přestup                   |
| O        | Japonsko  | Daiki Hashioka     | 26  | Luton Town      | přestup                   |
| O        | Slovensko | Dominik Javorček   | 22  | MŠK Žilina      | přestup                   |
| Z        | Česko     | Filip Prebsl       | 22  | Górnik Zabrze   | návrat z hostování        |
| Ú        | Nigérie   | Muhamed Tijani     | 24  | Plymouth Argyle | návrat z hostování        |
| O        | Rumunsko  | Andres Dumitrescu  | 24  | Sepsi OSK       | návrat z hostování        |
| O        | Slovensko | Michal Tomič       | 26  | MFK Karviná     | návrat z hostování        |
| Z        | Česko     | Petr Ševčík        | 31  | FK Jablonec     | návrat z hostování        |
| Z        | Česko     | Filip Horský       | 22  | FK Teplice      | návrat z hostování        |
| O        | Libérie   | Emmanuel Fully     | 19  | Watanga FC      | změna hostování v přestup |
| O        | Česko     | Ondřej Kričfaluši  | 21  | FK Teplice      | přestup                   |

| Odchody |           |                       |     |                   |                           |
| Poz.    | Nár.      | Hráč                  | Věk | Kam odešel        | Typ                       |
| O       | Rumunsko  | Andres Dumitrescu     | 24  | SK Sigma Olomouc  | hostování                 |
| O       | Slovensko | Michal Tomič          | 26  | FC Spartak Trnava | přestup                   |
| Z       | Česko     | Lukáš Masopust        | 32  | FC Slovan Liberec | změna hostování v přestup |
| Z       | Senegal   | El Hadji Malick Diouf | 20  | West Ham United   | přestup                   |
| O       | Česko     | Mikuláš Konečný       | 19  | FK Pardubice      | hostování                 |
| O       | Česko     | Albert Labík          | 21  | MFK Karviná       | hostování                 |
| Z       | Česko     | Filip Prebsl          | 22  | FK Mladá Boleslav | hostování                 |
| Z       | Kamerun   | Simion Michez         | 23  | SK Sigma Olomouc  | hostování                 |
| Z       | Keňa      | Timothy Ouma          | 21  | Lech Poznaň       | hostování                 |
| Z       | Česko     | Alexandr Bužek        | 20  | MFK Karviná       | pokračující hostování     |
| Z       | Česko     | Dominik Pech          | 18  | BSC Young Boys    | hostování                 |
| Ú       | Nigérie   | Muhamed Tijani        | 25  | SK Sigma Olomouc  | hostování                 |

### B-tým
Soupiska rezervního týmu, který nastupuje v 2. české fotbalové lize
| #  | Pozice | Hráč           |
| -- | ------ | -------------- |
| 1  | B      | Alex Bozhev    |
| 4  | O      | Denis Hanzelka |
| 5  | O      | Martin Kovář   |
| 6  | Z      | Boris Koffi    |
| 7  | Z      | Marek Naskos   |
| 9  | Ú      | Tomáš Necid    |
| 10 | Ú      | Samuel Pikolon |
| 11 | Z      | Tomáš Jelínek  |
| 12 | O      | Pavel Behenský |
| 13 | O      | Simon Deli     |
| 14 | Z      | Karel Belžík   |
| 15 | O      | Emmanuel Fully |
| 15 | Ú      | Dan Kohout     |

| #  | Pozice | Hráč                        |
| -- | ------ | --------------------------- |
| 16 | O      | Eliáš Piták                 |
| 17 | O      | Marek Suchý                 |
| 18 | Ú      | Jan Lacko                   |
| 20 | O      | Tobias Boledovič            |
| 21 | O      | Šimon Slončík               |
| 22 | Ú      | Daniel Toula                |
| 23 | Ú      | David Hájek                 |
| 24 | O      | Jakub Kolísek               |
| 25 | O      | Matyáš Mervard              |
| 29 | B      | Adam Rezek                  |
| 53 | B      | Martin Berkovec             |
|    | Z      | David Mikulanda             |
|    | Z      | Victor Boluwatife Ogungbayi |

## Umístění v jednotlivých sezonách
Stručný přehled
Zdroj:
- 1925: Asociační liga
- 1925–1926: Středočeská 1. liga
- 1927: Kvalifikační soutěž Středočeské 1. ligy
- 1927–1929: Středočeská 1. liga
- 1929–1934: 1. asociační liga
- 1934–1944: Státní liga
- 1939–1944: Národní liga
- 1945–1946: Státní liga – sk. A
- 1946–1948: Státní liga
- 1949–1950: Celostátní československé mistrovství
- 1951: Mistrovství československé republiky
- 1952: Krajský přebor – ÚNV Praha
- 1953–1955: Přebor československé republiky
- 1956–1961: 1. liga
- 1961–1962: 2. liga – sk. A
- 1962–1963: 1. liga
- 1963–1964: 2. liga – sk. B
- 1964–1965: 2. liga – sk. A
- 1965–1993: 1. liga (ČSR)
- 1993– : 1. liga (ČR)

Jednotlivé ročníky
Zdroj:
Legenda: Z – zápasy, V – výhry, R – remízy, P – porážky, VG – vstřelené góly, OG – obdržené góly, +/- – rozdíl skóre, B – body, červené podbarvení – sestup, zelené podbarvení – postup, fialové podbarvení – reorganizace, změna skupiny či soutěže
| Československo (1925 – 1938)             |                                       |                           |                           |                           |                           |                           |                           |                           |                           |                           |                           |
| Sezóna                                   | Liga                                  | Úroveň                    | Z                         | V                         | R                         | P                         | VG                        | OG                        | +/-                       | B                         | Pozice                    |
| 1925                                     | Asociační liga                        | 1                         | 9                         | 7                         | 1                         | 1                         | 38                        | 10                        | +28                       | 15                        | 1.                        |
| 1925/26                                  | Středočeská 1. liga                   | 1                         | 22                        | 18                        | 2                         | 2                         | 112                       | 25                        | +87                       | 38                        | 2.                        |
| 1927                                     | Kvalifikační soutěž                   | 1                         | 7                         | 5                         | 1                         | 1                         | 30                        | 12                        | +18                       | 11                        | 2.                        |
| 1927/28                                  | Středočeská 1. liga                   | 1                         | 12                        | 7                         | 2                         | 3                         | 27                        | 20                        | +7                        | 16                        | 2.                        |
| 1928/29                                  | Středočeská 1. liga                   | 1                         | 12                        | 10                        | 1                         | 1                         | 47                        | 15                        | +32                       | 21                        | 1.                        |
| 1929/30                                  | 1. asociační liga                     | 1                         | 14                        | 14                        | 0                         | 0                         | 64                        | 13                        | +51                       | 28                        | 1.                        |
| 1930/31                                  | 1. asociační liga                     | 1                         | 14                        | 12                        | 0                         | 2                         | 48                        | 14                        | +34                       | 24                        | 1.                        |
| 1931/32                                  | 1. asociační liga                     | 1                         | 16                        | 10                        | 2                         | 4                         | 44                        | 25                        | +19                       | 22                        | 2.                        |
| 1932/33                                  | 1. asociační liga                     | 1                         | 18                        | 12                        | 2                         | 4                         | 60                        | 21                        | +39                       | 26                        | 1.                        |
| 1933/34                                  | 1. asociační liga                     | 1                         | 18                        | 14                        | 2                         | 2                         | 63                        | 26                        | +37                       | 30                        | 1.                        |
| 1934/35                                  | Státní liga                           | 1                         | 22                        | 15                        | 6                         | 1                         | 80                        | 29                        | +51                       | 36                        | 1.                        |
| 1935/36                                  | Státní liga                           | 1                         | 22                        | 19                        | 3                         | 4                         | 90                        | 32                        | +58                       | 41                        | 2.                        |
| 1936/37                                  | Státní liga                           | 1                         | 22                        | 17                        | 4                         | 1                         | 86                        | 23                        | +63                       | 38                        | 1.                        |
| 1937/38                                  | Státní liga                           | 1                         | 22                        | 14                        | 1                         | 7                         | 72                        | 33                        | +39                       | 29                        | 2.                        |
| 1938/39                                  | Státní liga                           | 1                         | 20                        | 15                        | 1                         | 4                         | 86                        | 30                        | +56                       | 31                        | 2.                        |
| Protektorát Čechy a Morava (1939 – 1944) |                                       |                           |                           |                           |                           |                           |                           |                           |                           |                           |                           |
| Sezóna                                   | Liga                                  | Úroveň                    | Z                         | V                         | R                         | P                         | VG                        | OG                        | +/-                       | B                         | Pozice                    |
| 1939/40                                  | Národní liga                          | 1                         | 22                        | 15                        | 6                         | 1                         | 107                       | 37                        | +70                       | 36                        | 1.                        |
| 1940/41                                  | Národní liga                          | 1                         | 22                        | 14                        | 4                         | 4                         | 93                        | 42                        | +51                       | 32                        | 1.                        |
| 1941/42                                  | Národní liga                          | 1                         | 22                        | 18                        | 1                         | 3                         | 100                       | 41                        | +59                       | 37                        | 1.                        |
| 1942/43                                  | Národní liga                          | 1                         | 22                        | 15                        | 2                         | 5                         | 99                        | 40                        | +59                       | 32                        | 1.                        |
| 1943/44                                  | Národní liga                          | 1                         | 26                        | 22                        | 1                         | 3                         | 131                       | 43                        | +88                       | 45                        | 2.                        |
| 1944/45                                  | Fotbalová liga se nehrála             | Fotbalová liga se nehrála | Fotbalová liga se nehrála | Fotbalová liga se nehrála | Fotbalová liga se nehrála | Fotbalová liga se nehrála | Fotbalová liga se nehrála | Fotbalová liga se nehrála | Fotbalová liga se nehrála | Fotbalová liga se nehrála | Fotbalová liga se nehrála |
| Československo (1945 – 1993)             |                                       |                           |                           |                           |                           |                           |                           |                           |                           |                           |                           |
| Sezóna                                   | Liga                                  | Úroveň                    | Z                         | V                         | R                         | P                         | VG                        | OG                        | +/-                       | B                         | Pozice                    |
| 1945/46                                  | Státní liga – sk. B                   | 1                         | 18                        | 13                        | 3                         | 2                         | 99                        | 24                        | +75                       | 29                        | 1.                        |
| 1946/47                                  | Státní liga                           | 1                         | 26                        | 19                        | 2                         | 5                         | 110                       | 54                        | +56                       | 40                        | 1.                        |
| 1947/48                                  | Státní liga                           | 1                         | 20                        | 11                        | 5                         | 4                         | 64                        | 39                        | +25                       | 27                        | 2.                        |
| 1949                                     | Celostátní československé mistrovství | 1                         | 26                        | 14                        | 2                         | 10                        | 71                        | 54                        | +17                       | 30                        | 5.                        |
| 1950                                     | Celostátní československé mistrovství | 1                         | 26                        | 10                        | 5                         | 11                        | 58                        | 47                        | +11                       | 25                        | 7.                        |
| 1951                                     | Mistrovství československé republiky  | 1                         | 26                        | 11                        | 2                         | 13                        | 60                        | 62                        | –2                        | 24                        | 11.                       |
| 1952                                     | Krajský přebor – ÚNV Praha            | 2                         | 22                        | 21                        | 0                         | 1                         | 120                       | 26                        | +94                       | 42                        | 1.                        |
| 1953                                     | Přebor československé republiky       | 1                         | 13                        | 6                         | 2                         | 5                         | 22                        | 22                        | 0                         | 14                        | 8.                        |
| 1954                                     | Přebor československé republiky       | 1                         | 22                        | 9                         | 3                         | 10                        | 36                        | 57                        | –21                       | 21                        | 7.                        |
| 1955                                     | Přebor československé republiky       | 1                         | 22                        | 10                        | 4                         | 8                         | 38                        | 42                        | –4                        | 24                        | 5.                        |
| 1956                                     | 1. liga                               | 1                         | 22                        | 6                         | 5                         | 11                        | 35                        | 45                        | –10                       | 17                        | 10.                       |
| 1957/58                                  | 1. liga                               | 1                         | 33                        | 14                        | 8                         | 11                        | 56                        | 50                        | +6                        | 36                        | 5.                        |
| 1958/59                                  | 1. liga                               | 1                         | 26                        | 12                        | 7                         | 7                         | 39                        | 34                        | +5                        | 31                        | 3.                        |
| 1959/60                                  | 1. liga                               | 1                         | 26                        | 9                         | 5                         | 12                        | 36                        | 44                        | –8                        | 23                        | 11.                       |
| 1960/61                                  | 1. liga                               | 1                         | 26                        | 5                         | 4                         | 17                        | 30                        | 49                        | –19                       | 14                        | 14.                       |
| 1961/62                                  | 2. liga – sk. A                       | 2                         | 22                        | 16                        | 4                         | 2                         | 69                        | 18                        | +51                       | 36                        | 1.                        |
| 1962/63                                  | 1. liga                               | 1                         | 26                        | 6                         | 6                         | 14                        | 30                        | 46                        | –16                       | 18                        | 14.                       |
| 1963/64                                  | 2. liga – sk. B                       | 2                         | 26                        | 9                         | 7                         | 10                        | 37                        | 27                        | +10                       | 25                        | 8.                        |
| 1964/65                                  | 2. liga – sk. A                       | 2                         | 26                        | 21                        | 2                         | 3                         | 73                        | 17                        | +56                       | 44                        | 1.                        |
| 1965/66                                  | 1. liga                               | 1                         | 30                        | 12                        | 9                         | 5                         | 35                        | 24                        | +11                       | 33                        | 3.                        |
| 1966/67                                  | 1. liga                               | 1                         | 26                        | 12                        | 6                         | 8                         | 39                        | 37                        | +2                        | 30                        | 5.                        |
| 1967/68                                  | 1. liga                               | 1                         | 26                        | 11                        | 6                         | 9                         | 39                        | 38                        | +1                        | 28                        | 8.                        |
| 1968/69                                  | 1. liga                               | 1                         | 26                        | 10                        | 3                         | 13                        | 26                        | 37                        | –11                       | 23                        | 11.                       |
| 1969/70                                  | 1. liga                               | 1                         | 26                        | 7                         | 12                        | 11                        | 29                        | 42                        | –13                       | 26                        | 12.                       |
| 1970/71                                  | 1. liga                               | 1                         | 30                        | 11                        | 7                         | 12                        | 27                        | 33                        | –6                        | 29                        | 12.                       |
| 1971/72                                  | 1. liga                               | 1                         | 30                        | 13                        | 2                         | 15                        | 30                        | 37                        | –7                        | 28                        | 7.                        |
| 1972/73                                  | 1. liga                               | 1                         | 30                        | 8                         | 9                         | 13                        | 30                        | 41                        | –11                       | 25                        | 14.                       |
| 1973/74                                  | 1. liga                               | 1                         | 30                        | 16                        | 2                         | 12                        | 47                        | 38                        | +9                        | 34                        | 3.                        |
| 1974/75                                  | 1. liga                               | 1                         | 30                        | 12                        | 6                         | 12                        | 46                        | 44                        | +2                        | 30                        | 5.                        |
| 1975/76                                  | 1. liga                               | 1                         | 30                        | 16                        | 4                         | 10                        | 50                        | 33                        | +17                       | 36                        | 3.                        |
| 1976/77                                  | 1. liga                               | 1                         | 30                        | 13                        | 10                        | 7                         | 53                        | 36                        | +17                       | 36                        | 3.                        |
| 1977/78                                  | 1. liga                               | 1                         | 30                        | 11                        | 12                        | 7                         | 39                        | 37                        | +2                        | 34                        | 4.                        |
| 1978/79                                  | 1. liga                               | 1                         | 30                        | 12                        | 5                         | 13                        | 40                        | 45                        | –5                        | 29                        | 7.                        |
| 1979/80                                  | 1. liga                               | 1                         | 30                        | 12                        | 6                         | 12                        | 43                        | 42                        | +1                        | 30                        | 9.                        |
| 1980/81                                  | 1. liga                               | 1                         | 30                        | 13                        | 6                         | 11                        | 40                        | 48                        | –8                        | 32                        | 7.                        |
| 1981/82                                  | 1. liga                               | 1                         | 30                        | 10                        | 10                        | 10                        | 44                        | 41                        | +3                        | 30                        | 7.                        |
| 1982/83                                  | 1. liga                               | 1                         | 30                        | 12                        | 8                         | 10                        | 56                        | 53                        | +3                        | 32                        | 6.                        |
| 1983/84                                  | 1. liga                               | 1                         | 30                        | 11                        | 4                         | 15                        | 40                        | 57                        | –17                       | 26                        | 12.                       |
| 1984/85                                  | 1. liga                               | 1                         | 30                        | 16                        | 7                         | 7                         | 59                        | 33                        | +26                       | 39                        | 3.                        |
| 1985/86                                  | 1. liga                               | 1                         | 30                        | 15                        | 4                         | 11                        | 37                        | 28                        | +9                        | 34                        | 6.                        |
| 1986/87                                  | 1. liga                               | 1                         | 30                        | 13                        | 5                         | 12                        | 53                        | 34                        | +19                       | 31                        | 7.                        |
| 1987/88                                  | 1. liga                               | 1                         | 30                        | 12                        | 7                         | 11                        | 49                        | 45                        | +4                        | 31                        | 6.                        |
| 1988/89                                  | 1. liga                               | 1                         | 30                        | 15                        | 3                         | 12                        | 55                        | 49                        | +6                        | 33                        | 4.                        |
| 1989/90                                  | 1. liga                               | 1                         | 30                        | 10                        | 8                         | 12                        | 37                        | 39                        | –2                        | 28                        | 10.                       |
| 1990/91                                  | 1. liga                               | 1                         | 30                        | 10                        | 10                        | 10                        | 44                        | 48                        | –4                        | 30                        | 9.                        |
| 1991/92                                  | 1. liga                               | 1                         | 30                        | 17                        | 7                         | 6                         | 63                        | 26                        | +37                       | 41                        | 4.                        |
| 1992/93                                  | 1. liga                               | 1                         | 30                        | 18                        | 7                         | 5                         | 70                        | 28                        | +42                       | 43                        | 2.                        |
| Česko (1993 –)                           |                                       |                           |                           |                           |                           |                           |                           |                           |                           |                           |                           |
| Sezóna                                   | Liga                                  | Úroveň                    | Z                         | V                         | R                         | P                         | VG                        | OG                        | +/-                       | B                         | Pozice                    |
| 1993/94                                  | 1. liga                               | 1                         | 30                        | 16                        | 7                         | 7                         | 55                        | 28                        | +27                       | 39                        | 2.                        |
| 1994/95                                  | 1. liga                               | 1                         | 30                        | 19                        | 7                         | 4                         | 52                        | 20                        | +32                       | 64                        | 2.                        |
| 1995/96                                  | 1. liga                               | 1                         | 30                        | 23                        | 1                         | 6                         | 68                        | 28                        | +40                       | 70                        | 1.                        |
| 1996/97                                  | 1. liga                               | 1                         | 30                        | 18                        | 7                         | 5                         | 59                        | 24                        | +35                       | 61                        | 2.                        |
| 1997/98                                  | Gambrinus liga                        | 1                         | 30                        | 17                        | 8                         | 5                         | 42                        | 22                        | +20                       | 59                        | 2.                        |
| 1998/99                                  | Gambrinus liga                        | 1                         | 30                        | 15                        | 10                        | 5                         | 51                        | 31                        | +20                       | 55                        | 3.                        |
| 1999/00                                  | Gambrinus liga                        | 1                         | 30                        | 21                        | 5                         | 4                         | 53                        | 25                        | +28                       | 68                        | 2.                        |
| 2000/01                                  | Gambrinus liga                        | 1                         | 30                        | 14                        | 10                        | 6                         | 46                        | 32                        | +14                       | 52                        | 2.                        |
| 2001/02                                  | Gambrinus liga                        | 1                         | 30                        | 12                        | 11                        | 7                         | 45                        | 34                        | +11                       | 47                        | 5.                        |
| 2002/03                                  | Gambrinus liga                        | 1                         | 30                        | 18                        | 10                        | 2                         | 65                        | 19                        | +46                       | 64                        | 2.                        |
| 2003/04                                  | Gambrinus liga                        | 1                         | 30                        | 15                        | 7                         | 8                         | 43                        | 24                        | +19                       | 52                        | 4.                        |
| 2004/05                                  | Gambrinus liga                        | 1                         | 30                        | 15                        | 8                         | 7                         | 39                        | 25                        | +14                       | 53                        | 2.                        |
| 2005/06                                  | Gambrinus liga                        | 1                         | 30                        | 15                        | 9                         | 6                         | 56                        | 34                        | +22                       | 54                        | 3.                        |
| 2006/07                                  | Gambrinus liga                        | 1                         | 30                        | 17                        | 7                         | 6                         | 44                        | 23                        | +21                       | 58                        | 2.                        |
| 2007/08                                  | Gambrinus liga                        | 1                         | 30                        | 17                        | 9                         | 4                         | 45                        | 24                        | +21                       | 60                        | 1.                        |
| 2008/09                                  | Gambrinus liga                        | 1                         | 30                        | 18                        | 8                         | 4                         | 57                        | 25                        | +32                       | 61                        | 1.                        |
| 2009/10                                  | Gambrinus liga                        | 1                         | 30                        | 11                        | 8                         | 11                        | 37                        | 35                        | +2                        | 41                        | 7.                        |
| 2010/11                                  | Gambrinus liga                        | 1                         | 30                        | 9                         | 13                        | 8                         | 41                        | 36                        | +5                        | 40                        | 9.                        |
| 2011/12                                  | Gambrinus liga                        | 1                         | 30                        | 8                         | 10                        | 12                        | 28                        | 34                        | –6                        | 34                        | 12.                       |
| 2012/13                                  | Gambrinus liga                        | 1                         | 30                        | 11                        | 9                         | 10                        | 41                        | 33                        | +8                        | 42                        | 7.                        |
| 2013/14                                  | Gambrinus liga                        | 1                         | 30                        | 8                         | 6                         | 16                        | 24                        | 51                        | –27                       | 30                        | 13.                       |
| 2014/15                                  | Synot liga                            | 1                         | 30                        | 9                         | 7                         | 14                        | 40                        | 45                        | –5                        | 34                        | 11.                       |
| 2015/16                                  | Synot liga                            | 1                         | 30                        | 14                        | 10                        | 6                         | 48                        | 26                        | +22                       | 52                        | 5.                        |
| 2016/17                                  | ePojisteni.cz liga                    | 1                         | 30                        | 20                        | 9                         | 1                         | 65                        | 22                        | +43                       | 69                        | 1.                        |
| 2017/18                                  | HET liga                              | 1                         | 30                        | 17                        | 8                         | 5                         | 50                        | 19                        | +31                       | 59                        | 2.                        |
| 2018/19                                  | Fortuna:Liga                          | 1                         | 35                        | 26                        | 5                         | 4                         | 79                        | 26                        | +53                       | 83                        | 1.                        |
| 2019/20                                  | Fortuna:Liga                          | 1                         | 35                        | 26                        | 7                         | 2                         | 69                        | 12                        | +57                       | 85                        | 1.                        |
| 2020/21                                  | Fortuna:Liga                          | 1                         | 34                        | 26                        | 8                         | 0                         | 85                        | 20                        | +65                       | 86                        | 1.                        |
| 2021/22                                  | Fortuna:Liga                          | 1                         | 35                        | 24                        | 6                         | 5                         | 80                        | 27                        | +53                       | 78                        | 2.                        |
| 2022/23                                  | Fortuna:Liga                          | 1                         | 35                        | 24                        | 6                         | 5                         | 98                        | 31                        | +67                       | 78                        | 2.                        |
| 2023/24                                  | Fortuna:Liga                          | 1                         | 35                        | 26                        | 7                         | 2                         | 76                        | 24                        | +52                       | 85                        | 2.                        |
| 2024/25                                  | Chance Liga                           | 1                         | 35                        | 29                        | 3                         | 3                         | 77                        | 18                        | +59                       | 90                        | 1.                        |

Poznámky:
- 1945/46: Slavia (vítěz sk. B) ve finále ligového ročníku prohrála celkově 2:9 (1.z – 2:4, 2.z – 0:5) s pražskou Spartou (vítěz sk. A).

## Evropské poháry

### Liga mistrů UEFA
Zdroj:
Pozn.: V závorce u daného ročníkového maxima je uveden přemožitel daného klubu, není-li v závorce uvedeno jinak.
- 1996/97 – předkolo (Grasshopper Club Zürich)
- 2000/01 – 3. předkolo (FK Šachtar Doněck)
- 2001/02 – 3. předkolo (Panathinaikos FC)
- 2003/04 – 3. předkolo (Celta de Vigo)
- 2005/06 – 3. předkolo (RSC Anderlecht)
- 2007/08 – 3. místo v základní skupině H (za 1. Sevilla FC, 2. Arsenal FC; před 4. FC Steaua București)
- 2008/09 – 3. předkolo (ACF Fiorentina)
- 2009/10 – 3. předkolo (FC Sheriff Tiraspol)
- 2017/18 – 4. předkolo (APOEL FC)
- 2018/19 – 3. předkolo (FK Dynamo Kyjev)
- 2019/20 – 4. místo v základní skupině F (za 1. FC Barcelona, 2. Borussia Dortmund, 3. Inter Milán)
- 2020/21 – 4. předkolo (FC Midtjylland)
- 2021/22 – 3. předkolo (Ferencváros)

### Pohár UEFA / Evropská liga UEFA
Zdroj:
Pozn.: V závorce u daného ročníkového maxima je uveden přemožitel daného klubu, není-li v závorce uvedeno jinak.
- 1976/77 – 1. kolo (Akademik Sofia)
- 1977/78 – 1. kolo (Standard Liège)
- 1985/86 – 1. kolo (St. Mirren FC)
- 1992/93 – 1. kolo (Heart of Midlothian FC)
- 1993/94 – 1. kolo (OFI Kréta)
- 1994/95 – 1. kolo (AIK Stockholm)
- 1995/96 – semifinále (FC Girondins de Bordeaux)
- 1996/97 – 2. kolo (Valencia CF)
- 1998/99 – 2. kolo (Bologna FC 1909)
- 1999/00 – čtvrtfinále (Leeds United FC)
- 2000/01 – 4. kolo (1. FC Kaiserslautern)
- 2001/02 – 1. kolo (Servette FC)
- 2002/03 – 4. kolo (Beşiktaş JK)
- 2003/04 – 2. kolo (PFK Levski Sofia)
- 2004/05 – 2. předkolo (FC Dinamo Tbilisi)
- 2005/06 – 3. kolo (US Città di Palermo)
- 2006/07 – 1. kolo (Tottenham Hotspur FC)
- 2007/08 – 3. kolo (Tottenham Hotspur FC)
- 2008/09 – 5. místo v základní skupině F (za 1. Hamburger SV, 2. AFC Ajax, 3. Aston Villa FC, 4. MŠK Žilina)
- 2009/10 – 4. místo v základní skupině B (za 1. Valencia CF, 2. Lille OSC, 3. Janov CFC)
- 2016/17 – 4. předkolo (RSC Anderlecht)
- 2017/18 – 3. místo v základní skupině A (za 1. Villarreal CF, 2. FC Astana; před 4. Maccabi Tel Aviv FC)
- 2018/19 – čtvrtfinále (Chelsea FC)
- 2020/21 – čtvrtfinále (Arsenal FC)
- 2021/22 – 4. předkolo (Legia Warszawa)

### Evropská konferenční liga UEFA
- 2021/22 – čtvrtfinále (Feyenoord)

### Středoevropský pohár
Zdroj:
Pozn.: V závorce u daného ročníkového maxima je uveden přemožitel daného klubu, není-li v závorce uvedeno jinak.
- 1927 – semifinále (SK Rapid Wien)
- 1928 – čtvrtfinále (SK Admira Wien)
- 1929 – finále (Újpest FC)
- 1930 – čtvrtfinále (Ferencvárosi TC)
- 1931 – čtvrtfinále (AS Roma)
- 1932 – semifinále (Juventus FC; vyloučení obou klubů ze soutěže)
- 1933 – čtvrtfinále (FK Austria Wien)
- 1934 – osmifinále (SK Rapid Wien)
- 1935 – čtvrtfinále (FK Austria Wien)
- 1936 – čtvrtfinále (FK Austria Wien)
- 1937 – osmifinále (Ferencvárosi TC)
- 1938 – finále, vítěz (poražený finalista Ferencvárosi TC)
- 1939 – čtvrtfinále (OFK Bělehrad)

### Veletržní pohár
Zdroj:
Pozn.: V závorce u daného ročníkového maxima je uveden přemožitel daného klubu, není-li v závorce uvedeno jinak.
- 1967/68 – 1. kolo (1. FC Köln)
- 1968/69 – 2. kolo (Hamburger SV)

### Pohár vítězů pohárů
Zdroj:
Pozn.: V závorce u daného ročníkového maxima je uveden přemožitel daného klubu, není-li v závorce uvedeno jinak.
- 1974/75 – 1. kolo (FC Carl Zeiss Jena)
- 1997/98 – čtvrtfinále (VfB Stuttgart)

## Slavní hráči
Zdroj: Částečně dle knihy Věčná Slavia:
| - Jan Košek - Jan Vaník - Rudolf Sloup-Štapl - Josef Čapek - Jaroslav Cháňa - Emil Seifert - Josef Kratochvíl - Josef Sloup-Štaplík - Josef Silný - Jindřich Šoltys - Antonín Puč - František Svoboda - František Plánička - Štefan Čambal - Rudolf Krčil - František Junek - Jiří Sobotka - Ladislav Ženíšek - Vojtěch Bradáč - Josef Bican - Alexa Bokšay - Karel Černý - Otakar Nožíř - Ladislav Šimůnek - Rudolf Vytlačil - Vlastimil Kopecký - Čestmír Vycpálek - Karel Finek - Vlastimil Luka - Antonín Bradáč - Jindřich Holman - Ota Hemele - František Hampejs - Jiří Hanke - Emil Kabíček - Stanislav Kocourek - František Ipser | - Ladislav Hlaváček - Alois Jonák - Jiří Trnka - Ján Andrejkovič - Ivo Urban - Miloš Urban - Miloš Štádler - Jiří Hildebrandt - Jan Lála - Karel Nepomucký - Jiří Pešek - Břetislav Dolejší - Miroslav Linhart - Josef Ledecký - Bohumil Smolík - František Veselý - Josef Kadraba - Josef Píša - Miroslav Stárek - František Zlámal - Jan Mareš - Ján Luža - Dušan Herda - Zdeněk Klimeš - František Cipro - Robert Segmüller - Peter Herda - Zbyněk Hotový - Rudolf Svoboda - Miroslav Pauřík - Karel Jarolím - Vladislav Lauda - Jiří Jeslínek - Josef Bouška - Karel Nachtman - Josef Pešice | - Ivo Lubas - Pavol Stričko - Jiří Zamazal - Miroslav Janů - Juraj Šimurka - Luboš Přibyl - Luboš Kubík - Ivo Knoflíček - Jaroslav Němec - Milan Frýda - Milan Šimůnek - Pavel Řehák - Bohuš Víger - Bartolomej Juraško - Štefan Rusnák - Pavel Kuka - Jan Stejskal - Patrik Berger - Jan Suchopárek - Radek Bejbl - Karel Poborský - Luboš Kozel - Pavel Horváth - Richard Dostálek - Radek Černý - Karel Piták - Dušan Švento - Mickaël Tavares - Matej Krajčík - Martin Vaniak - Stanislav Vlček - Vladimír Šmicer - Michael Ngadeu-Ngadjui - Simon Deli - Miroslav Stoch - Tomáš Souček - Milan Škoda |

## Trenéři
Zdroj:

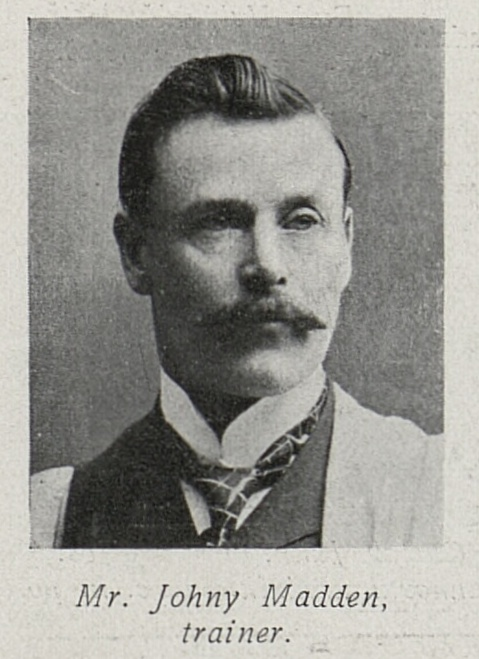
Nejdéle působící slávistický trenér John William Madden

| - John William Madden (1905–30) - Josef Štaplík (1930–33) - Kálmán Konrád (1933–35) - Jan Reichardt (1935–38) - Emil Seifert (1939–46) - Josef Pojar (1946–47) - Vilém König (1947–48) - Jan Reichardt (1949) - Vilém König (1950–51) - Emil Seifert (1952–53) - Josef Bican (1954–56) - Antonín Rýgr (1956–58) - Josef Forejt (1958) - Antonín Rýgr (1959) - Vlastimil Kopecký (1959) - Karel Finek (1959–60) - Josef Forejt (1960) - Antonín Rýgr (1960–63) - Karel Finek (1963–64) - František Ipser (1964–66) - Vratislav Fikejz (1966) - Mirko Paráček (1966) | - František Havránek (1966–68) - Jiří Nedvídek (1968–69) - Josef Forejt (1969–70) - Antonín Rýgr (1970–72) - Miroslav Linhart (1972) - Rudolf Vytlačil (1973) - Jaroslav Jareš (1973–79) - Bohumil Musil (1979–80) - Josef Bouška (1981) - Miroslav Starý (1981) - Milan Máčala (1982–84) - Jaroslav Jareš (1984–86) - Vlastimil Petržela (1986–87) - Tomáš Pospíchal (1987–88) - Ivan Kopecký (1988–89) - Vlastimil Petržela (1990–92) - Jozef Jarabinský (1992–93) - Jindřich Dejmal (1993–94) - Miroslav Beránek (1994–95) - František Cipro (1995–97) - Pavel Tobiáš (1997–98) - Petr Rada (1998) | - Jaroslav Hřebík (1998–99) - František Cipro (1999–00) - Karel Jarolím (2000–01) - Josef Pešice (2001) - Miroslav Beránek (2001–03) - Josef Csaplár (2004–05) - Karel Jarolím (2005–10) - František Cipro (2010) - Karel Jarolím (2010) - Michal Petrouš (2010–11) - František Straka (2011–12) - Martin Poustka (2012) - Petr Rada (2012–13) - Michal Petrouš (2013) - Miroslav Koubek (2013–14) - Alex Pastoor (2014) - Miroslav Beránek (2014–15) - Dušan Uhrin ml. (2015–16) - Jaroslav Šilhavý (2016–17) - Jindřich Trpišovský (2017–) |

### Významní trenéři
Zde jsou uvedeni trenéři SK Slavia Praha, kteří během svého působení vyhráli alespoň jednu trofej, a dále ti, které Slavia v roce 2017 zahrnula mezi slavné trenéry v publikaci ke 125. výročí založení klubu (ti jsou uvedeni tučně).
| Jméno               | Roky působení             | Úspěch |
| ------------------- | ------------------------- | --- |
| John William Madden | 1905–30                   | 2× vítěz Mistrovství ČSF (1913, 1915), 2× vítěz Mistrovství Středočeské župy (1918, 1924), 3× vítěz Fotbalové ligy Československa (1925, 1928/29, 1929/30), 4× vítěz Poháru dobročinnosti (1908, 1910, 1911, 1912), 5× vítěz Středočeského poháru (1922, 1926, 1927, 1928, 1930)                   |
| Josef Štaplík       | 1930–33                   | 2× vítěz Fotbalové ligy Československa (1930/31, 1932/33), 1× vítěz Středočeského poháru (1932) |
| Kálmán Konrád       | 1933–35                   | 2× vítěz Fotbalové ligy Československa (1933/34, 1934/35), 1× vítěz Středočeského poháru (1935) |
| Jan Reichardt       | 1935–38                   | 1× vítěz Fotbalové ligy Československa (1936/37), 1× vítěz Středoevropského poháru (1938) |
| Emil Seifert        | 1939–46, 1952–53          | 4× vítěz Mistrovství Čech a Moravy (1939/40, 1940/41, 1941/42, 1942/43), 3× vítěz Českého fotbalového poháru (1941, 1942, 1945), 3× vítěz Středočeského poháru (1941, 1943, 1944) |
| Josef Pojar         | 1946–47                   | 1× vítěz Fotbalové ligy Československa (1946/47) |
| František Ipser     | 1964–66                   | |
| František Havránek  | 1967–69                   | |
| Rudolf Vytlačil     | 1973                      | |
| Jaroslav Jareš      | 1973–79, 1986–87          | 1× vítěz Českého fotbalového poháru (1974) |
| Ivan Kopecký        | 1988–89                   | |
| Miroslav Beránek    | 1994–95, 2001–03, 2014–15 | 1× vítěz poháru (2001/02) |
| František Cipro     | 1995–97, 1999–00, 2010    | 1× mistr ligy (1995/96), 1× vítěz poháru (1996/97), postup do semifinále (1995/96) a čtvrtfinále (1999/00) Poháru UEFA |
| Jaroslav Hřebík     | 1998–99                   | 1× vítěz poháru (1998/99) |
| Karel Jarolím       | 2000–01, 2005–10, 2010    | 2× mistr ligy (2007/08, 2008/09), postup do základní skupiny Ligy mistrů (2007/08) |
| Josef Pešice        | 2001                      | |
| Jaroslav Šilhavý    | 2016–17                   | 1x mistr ligy (2016/17) |
| Jindřich Trpišovský | 2017–                     | 3× mistr ligy (2018/19, 2019/20, 2020/21), 4× vítěz poháru (2017/18, 2018/19, 2020/21), 2022/23), 1× vítěz superpoháru (2019) 2x postup do čtvrtfinále Evropské ligy (2018/19, 2020/21) postup do čtvrtfinále Evropské konferenční ligy (2021/22) postup do základní skupiny Ligy mistrů (2019/20) |